# Chiến tranh Việt Nam
Chiến tranh Việt Nam hay Chiến tranh Đông Dương lần thứ hai là cuộc xung đột diễn ra tại Việt Nam, Lào và Campuchia từ ngày 1 tháng 11 năm 1955 đến ngày 30 tháng 4 năm 1975 khi chính phủ Việt Nam Cộng hòa đầu hàng chính phủ cách mạng lâm thời Cộng hòa miền Nam Việt Nam.
Đây là giai đoạn thứ hai của chiến tranh Đông Dương giữa Hoa Kỳ, Việt Nam Cộng hòa, Vương quốc Lào, Vương quốc Campuchia – Cộng hòa Khmer, các đồng minh chống cộng (Hàn Quốc, Úc, New Zealand, Thái Lan, Philippines) với Việt Nam Dân chủ Cộng hòa, Mặt trận Dân tộc Giải phóng miền Nam / Cộng hòa miền Nam Việt Nam do Đảng Cộng sản Việt Nam lãnh đạo cùng các đồng minh Pathet Lào, Campuchia Dân chủ với sự ủng hộ và viện trợ từ Khối các nước xã hội chủ nghĩa, đặc biệt là Liên Xô và Trung Quốc.
Cuộc chiến kéo dài gần 20 năm, diễn ra không chỉ tại Nam Việt Nam mà còn mở rộng lên Bắc Việt Nam đồng thời có ảnh hưởng trực tiếp tới Nội chiến Lào và Nội chiến Campuchia. Chiến tranh kết thúc vào ngày 30 tháng 4 năm 1975 khi Tổng thống Dương Văn Minh của Việt Nam Cộng hòa tuyên bố đầu hàng vô điều kiện Quân Giải phóng miền Nam Việt Nam cùng chính phủ Cách mạng lâm thời Cộng hòa miền Nam Việt Nam. Trước đó, phần lớn công dân, nhân viên ngoại giao, quân sự và dân sự của Hoa Kỳ cùng đồng minh còn duy trì hiện diện sau năm 1973 cũng di tản do sự kiện này.
Sau khi tái thống nhất, chính quyền mới tiến hành cải tạo kinh tế, văn hóa, thay đổi hệ thống giáo dục cũ, xây dựng bao cấp, quốc hữu hóa tư sản, xóa bỏ tư hữu cũng như kinh tế thị trường ở miền Nam, tổ chức học tập cải tạo, rà soát lý lịch đối với tất cả những người từng phục vụ trong chính quyền cũ cùng với gia đình của họ. Kết thúc chiến tranh, các đảng cộng sản lên nắm chính quyền tại Nam Việt Nam, Lào và Campuchia. Hàng triệu người ở ba nước Đông Dương sau đó đã di tản bằng nhiều hình thức khác nhau dẫn tới khủng hoảng tị nạn. Các di chứng do chiến tranh để lại như bom mìn chưa nổ, chất độc da cam, Hội chứng Việt Nam, chia rẽ tư tưởng, suy thoái kinh tế,... vẫn tiếp tục ảnh hưởng tới các bên nhiều năm về sau.
Sau khi chiến tranh kết thúc, sự chia rẽ Trung-Xô xảy ra kết hợp mâu thuẫn giữa nhà nước Việt Nam thống nhất với chính quyền Campuchia lưu vong ở Bắc Kinh và chính quyền Campuchia Dân chủ của Khmer Đỏ dẫn tới chiến tranh Campuchia–Việt Nam cùng sự kiện Trung Quốc tấn công Việt Nam gây ra chiến tranh biên giới Việt–Trung đã cấu thành chiến tranh Đông Dương lần thứ ba.
Chiến tranh Việt Nam giữ kỷ lục là cuộc chiến có số lượng bom được thả nhiều nhất trong lịch sử với 7.662.000 tấn chất nổ đã được Không quân Hoa Kỳ sử dụng, nhiều gấp 3,7 lần so với con số 2.150.000 tấn mà tất cả các nước sử dụng trong Thế chiến 2. Một nguồn khác thống kê rằng tổng lượng chất nổ mà quân đội Hoa Kỳ sử dụng trong chiến tranh Việt Nam là vào khoảng 15,35 triệu tấn, trong đó 7,85 triệu tấn thả từ máy bay và 7,5 triệu tấn khác được sử dụng trên mặt đất.

## Tên gọi
Truyền thông phương Tây thường gọi cuộc chiến này là "Vietnam War". Do lan sang cả Lào và Campuchia nên cuộc chiến còn được gọi là "Chiến tranh Đông Dương lần thứ hai"; Việt Nam Dân chủ Cộng hòa và Mặt trận Dân tộc Giải phóng miền Nam Việt Nam coi đối thủ chính là Mỹ khi nước này trực tiếp can thiệp quân sự và đóng vai trò chính trong cuộc chiến nên gọi cuộc chiến này là "Kháng chiến chống Mỹ".
Tại Việt Nam, truyền thông đại chúng dùng tên "Kháng chiến chống Mỹ" hoặc "Kháng chiến chống Mỹ cứu nước" để chỉ cuộc chiến tranh này. Truyền thông và sách vở chính thống của Việt Nam khẳng định rằng đây là kháng chiến của dân tộc Việt Nam nhằm chống lại sự xâm lược của Mỹ và đánh đổ chế độ Việt Nam Cộng hòa, một chính phủ tay sai của Mỹ. Các nguồn tài liệu của Nhà nước Việt Nam khẳng định rằng đó là cuộc kháng chiến giải phóng dân tộc chống lại âm mưu chia cắt đất nước Việt Nam của Chính phủ Mỹ và các lực lượng tay sai bản xứ.
Một số người cảm thấy tên "Kháng chiến chống Mỹ" không trung lập do trong cuộc chiến còn có những người Việt tham chiến cùng Mỹ. Tuy nhiên lại có ý kiến cho rằng trong rất nhiều cuộc kháng chiến chống nước ngoài xâm lược của dân tộc Việt Nam cũng có những người Việt là đồng minh của các lực lượng xâm lược như Trần Ích Tắc cùng Nguyên Mông, Trần Thiêm Bình cùng nhà Minh, Lê Chiêu Thống cùng nhà Thanh, Hoàng Văn Hoan ủng hộ Trung Quốc năm 1979,...
Một số khác thì lại cho rằng tên "Chiến tranh Việt Nam" thể hiện cách nhìn của người phương Tây hơn là của người sống tại Việt Nam. Tuy nhiên, về mặt học thuật, hiện nay các học giả và sách báo ngoài Việt Nam thường sử dụng tên "Chiến tranh Việt Nam" vì tính chất quốc tế của nó.
Tên gọi ít được sử dụng hơn là "Chiến tranh Đông Dương lần 2", được dùng để phân biệt với Chiến tranh Đông Dương lần 1 (1945–1955), Chiến tranh Đông Dương lần 3 (1975–1989, gồm 3 cuộc xung đột ở Campuchia và biên giới phía Bắc Việt Nam).
Theo tài liệu của Bộ Quốc phòng Mỹ, Chiến tranh Việt Nam được Mỹ coi là bắt đầu từ ngày 1 tháng 11 năm 1955 khi Nhóm chuyên gia hỗ trợ quân sự Mỹ (U.S. Military Assistance Advisory Group – MAAG) tại Việt Nam được thành lập. Theo phía Việt Nam, cuộc chiến này bắt đầu kể từ năm 1947 khi Mỹ bắt đầu viện trợ Pháp để Pháp tiếp tục tham chiến ở Việt Nam. Trong văn kiện NSC51 của Bộ Ngoại giao Mỹ gửi Hội đồng An ninh Quốc gia Mỹ (ngày 1 tháng 7 năm 1949) có xác nhận, trong năm 1948 khoảng 100.000 quân Pháp với trang bị của Mỹ đang ở Đông Dương.
Cuộc chiến này chính thức kết thúc với sự kiện ngày 30 tháng 4 năm 1975, khi Tổng thống Dương Văn Minh của Việt Nam Cộng hòa đầu hàng Chính phủ Cách mạng lâm thời Cộng hòa miền Nam Việt Nam. Chính phủ Cách mạng Lâm thời Cộng hòa miền Nam Việt Nam tiếp quản toàn bộ miền Nam cho đến khi Việt Nam thống nhất, sau khi Cộng hòa miền Nam Việt Nam và Việt Nam Dân chủ Cộng hòa tiến hành cuộc Tổng tuyển cử 1976 để tiến hành bầu ra Quốc hội, Nhà nước và Chính phủ thống nhất cho cả hai miền vào ngày 25 tháng 4 năm 1976. Nhà nước thống nhất với quốc hiệu là Cộng hòa xã hội chủ nghĩa Việt Nam ra đời sau kỳ họp thứ nhất Quốc hội Việt Nam khóa VI vào ngày 2 tháng 7 năm 1976.

## Những di sản của Chiến tranh Đông Dương

### Chính sách chống cộng của Mỹ
Tại Mỹ đầu thập niên 1950, các thế lực chống cộng cực đoan lên nắm quyền. Chỉ huy các cơ quan an ninh và tình báo (McCarthy và Hoover) thực hiện các chiến dịch chống cộng gồm theo dõi, phân biệt đối xử, sa thải, khởi tố và bắt giam nhiều người bị xem là đảng viên cộng sản hoặc ủng hộ chủ nghĩa cộng sản. Một bộ phận trong số những nạn nhân bị mất việc, bị bắt giam hoặc bị điều tra quả thật có quan hệ trong hiện tại hoặc trong quá khứ với Đảng Cộng sản Mỹ. Nhưng đại bộ phận còn lại có rất ít khả năng gây nguy hại cho nhà nước và sự liên quan của họ với người cộng sản là rất mờ nhạt. Chính phủ Mỹ khiến công chúng nghĩ rằng những người cộng sản là mối đe dọa đối với an ninh quốc gia.
Theo Chính phủ Mỹ, sau Chiến tranh thế giới thứ hai, một mặt Mỹ ủng hộ khái niệm dân tộc tự quyết, mặt khác nước này cũng có quan hệ chặt chẽ với các đồng minh châu Âu của mình, những nước đã có những tuyên bố đế quốc đối với các thuộc địa cũ của họ. Chiến tranh Lạnh chỉ làm phức tạp thêm vị trí của Mỹ, việc Mỹ ủng hộ quá trình phi thực dân hóa được bù lại bằng mối quan tâm của họ đối với sự lan rộng của chủ nghĩa cộng sản và những tham vọng chiến lược của Liên Xô tại châu Âu. Một số đồng minh NATO khẳng định rằng thuộc địa cung cấp cho họ sức mạnh kinh tế và quân sự mà nếu không có nó thì liên minh phương Tây sẽ tan rã. Gần như tất cả các đồng minh châu Âu của Mỹ đều tin rằng thuộc địa sẽ cung cấp sự kết hợp giữa nguyên liệu và thị trường được bảo vệ đối với hàng hóa thành phẩm của họ, từ đó sẽ gắn kết các thuộc địa với châu Âu.
Từ năm 1943, Washington đã có một số hành động ở Đông Nam Á nhằm chống lại quân Nhật đóng ở đây. Hồ Chí Minh nhận thấy Mỹ đang muốn đóng vai trò lớn hơn ở khu vực Thái Bình Dương, ông đã làm tất cả để thiết lập mối quan hệ với Mỹ thông qua việc giải cứu các phi công gặp nạn trong chiến tranh với Nhật Bản, cung cấp các tin tức tình báo cho Mỹ, tuyên truyền chống Nhật. Đổi lại, cơ quan tình báo Mỹ O.S.S (U.S Office of Strategic Services) giúp đỡ y tế, cung cấp vũ khí, phương tiện liên lạc, cố vấn và huấn luyện quân đội quy mô nhỏ cho Việt Minh.
Ngày 28 tháng 2 năm 1946, Chủ tịch Hồ Chí Minh đã gửi thư cho Tổng thống Mỹ Harry Truman kêu gọi Mỹ can thiệp khẩn cấp để ủng hộ nền độc lập non trẻ của Việt Nam, nhưng không được hồi đáp vì Mỹ xem Hồ Chí Minh là "tay sai của Quốc tế cộng sản" nên phớt lờ lời kêu gọi hỗ trợ nền độc lập của Việt Nam. Cuối tháng 9 năm 1946, Mỹ rút tất cả các nhân viên tình báo tại Việt Nam về nước, chấm dứt liên hệ với chính phủ Hồ Chí Minh.

Chuỗi sự kiện Domino được Mỹ giả định tại châu Á.

Hơn nữa, ngay từ năm 1949, sau khi Nội chiến Trung Quốc kết thúc, tiếp đó là chiến tranh Triều Tiên bùng nổ, khuynh hướng thân Liên Xô tại nhiều nước Ả Rập, giới chính khách Mỹ cảm thấy lo sợ về làn sóng ủng hộ chủ nghĩa Cộng sản tại các nước thế giới thứ ba. Mỹ cần có quan hệ đồng minh với Pháp để thiết lập sự cân bằng với sức mạnh của Xô Viết ở châu Âu sau chiến tranh thế giới thứ hai. Chính phủ Mỹ đưa ra Thuyết domino, theo đó Mỹ cho rằng nếu một quốc gia đi theo Chủ nghĩa cộng sản, các quốc gia thân phương Tây lân cận sẽ "bị đe dọa". Từ lập luận đó, Mỹ bắt đầu viện trợ cho Pháp trong cuộc chiến chống lại Việt Minh (chỉ nước Việt Nam Dân chủ Cộng hòa), một tổ chức/chính quyền họ cho là có liên hệ với Liên Xô và Trung Quốc. Tuy nhiên, trước năm 1950, Việt Nam Dân chủ Cộng hòa không được Liên Xô và Trung Quốc công nhận và cũng không nhận được sự hỗ trợ nào từ 2 nước này.
Sự cạnh tranh chiến tranh lạnh với Liên Xô là mối quan tâm lớn nhất về chính sách đối ngoại của Mỹ trong những năm 1940 và 1950, chính phủ Truman và Eisenhower ngày càng trở nên lo ngại rằng khi các cường quốc châu Âu bị mất các thuộc địa của họ, các đảng cộng sản được Liên Xô ủng hộ sẽ giành được quyền lực trong những quốc gia mới. Điều này có thể làm thay đổi cán cân quyền lực quốc tế theo hướng có lợi cho Liên Xô và loại bỏ quyền truy cập vào nguồn lực kinh tế từ đồng minh của Mỹ. Các sự kiện như cuộc đấu tranh giành độc lập của Indonesia (1945-1950), cuộc chiến tranh của Việt Nam chống Pháp (1945-1954) và chủ nghĩa xã hội dân tộc công khai của Ai Cập (1952) và Iran (1951) đã khiến Mỹ lo lắng rằng các nước mới giành độc lập sẽ ủng hộ Liên Xô, ngay cả khi chính phủ mới không trực tiếp liên hệ với Liên Xô. Do vậy, Mỹ đã sử dụng các gói cứu trợ, hỗ trợ kỹ thuật và đôi khi là cả can thiệp quân sự trực tiếp để hỗ trợ các lực lượng chống Cộng thân phương Tây tại các quốc gia mới độc lập ở thế giới thứ ba.
Để thi hành chính sách chống cộng, Mỹ lập ra nhiều tổ chức quân sự liên quốc gia như (NATO, CENTO, SEATO), các tổ chức và hiệp ước phòng thủ song phương và khu vực. Bên cạnh đó là một hệ thống căn cứ quân sự dày đặc để bao vây các nước Xã hội chủ nghĩa. Tại những khu vực có tính địa chiến lược cao, Mỹ sẵn sàng sử dụng biện pháp quân sự, thậm chí khi chưa có sự đồng ý của Liên Hợp Quốc như Việt Nam, Lào, Campuchia (1954–1975), Cuba (1961), Dominica (1965). Mặc dù thất bại tại nhiều nơi đặc biệt là ở Việt Nam, Lào, Cuba nhưng Mỹ vẫn tiếp tục thực hiện chính sách này nhưng với những hình thức khác. Từ thập niên 1980, Mỹ chuyển sang chính sách "Vượt lên ngăn chặn", có nghĩa là can thiệp trực tiếp vào nội bộ các nước Xã hội chủ nghĩa.

### Mỹ can dự vào Chiến tranh Đông Dương (1945–1954)

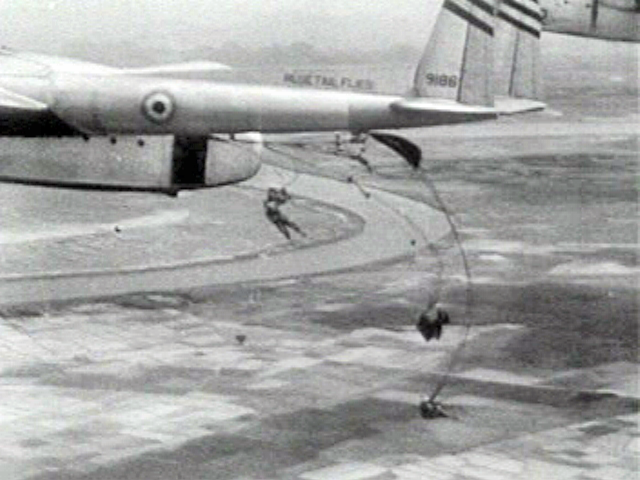
Máy bay C-119 của Mỹ đang thả lính dù Pháp tại trận Điện Biên Phủ năm 1954.

Mỹ đã có kế hoạch can thiệp vào Việt Nam ngay từ năm 1946 nhưng do quân đội Tưởng Giới Thạch đang bận rộn trong cuộc chiến chống lại quân đội Mao Trạch Đông, Anh còn đang lo lấy lại các thuộc địa cũ khác trên thế giới nên Mỹ chưa can thiệp được. Tới tháng 5 năm 1950, Pháp thật sự trở nên thất thế trước Việt Minh thì cơ hội để Mỹ can thiệp mới thực sự tới. Mỹ muốn lợi dụng Pháp để tiêu thụ bớt số vũ khí còn dư bởi năng lực sản xuất vũ khí của Mỹ chưa kịp hạ xuống sau Chiến tranh Thế giới thứ hai cũng như để tránh tổn thất nhân mạng Mỹ. Hỗ trợ Pháp tại Đông Dương và kế hoạch Marshall tại Pháp cũng chính là cách Mỹ lôi kéo Pháp vào liên minh toàn diện do Mỹ đứng đầu Theo tài liệu Lầu Năm góc, chính phủ Mỹ "ủng hộ nguyện vọng độc lập dân tộc tại Đông Nam Á" trong đó có Việt Nam, nhưng với điều kiện lãnh đạo của những nhà nước mới không ủng hộ chủ nghĩa cộng sản, họ đặc biệt ủng hộ việc thành lập các "nhà nước phi Cộng sản" ổn định trong khu vực tiếp giáp Trung Quốc. Theo thuyết Domino, Mỹ hỗ trợ các đồng minh tại Đông Nam Á để chống lại các phong trào mà họ cho là "lực lượng cộng sản muốn thống trị châu Á dưới chiêu bài dân tộc". Mỹ thúc giục Pháp nhượng bộ chủ nghĩa dân tộc tại Việt Nam, nhưng mặt khác họ không thể cắt viện trợ cho Pháp vì như vậy sẽ làm mất đi một đồng minh trong việc đối phó với những mối lo lớn hơn tại châu Âu. Tóm lại, chính sách của Mỹ gồm 2 mặt không tương thích: một mặt hỗ trợ người Pháp chiến thắng trong cuộc chiến chống Việt Minh – tốt nhất là dưới sự chỉ đạo của Mỹ, mặt khác Mỹ dự kiến sau khi chiến thắng, người Pháp sẽ – một cách cao cả – rút khỏi Đông Dương.
Theo Félix Green, mục tiêu của Mỹ không phải chỉ có Việt Nam và Đông Dương, mà là toàn bộ vùng Đông Nam Á, vì đây là "một trong những khu vực giàu có nhất thế giới, đã mở ra cho kẻ nào thắng trận ở Đông Dương. Đó là lý do giải thích vì sao Mỹ ngày càng quan tâm đến vấn đề Việt Nam... Đối với Mỹ đó là một khu vực phải nắm lấy bằng bất kỳ giá nào". Một số người khác cho rằng mục tiêu cơ bản và lâu dài của Mỹ là muốn bảo vệ sự tồn tại của các chính phủ thân Mỹ tại Đông Nam Á, không chỉ nhằm làm "tiền đồn chống Chủ nghĩa Cộng sản", mà qua đó còn duy trì ảnh hưởng lâu dài của "Quyền lực tư bản" Mỹ lên thị trường vùng Đông Nam Á (xem thêm Chủ nghĩa thực dân mới).
Bản thân người Pháp cũng cố gắng hết sức để chí ít cũng có một "lối thoát danh dự". Sau thất bại của chiến lược "đánh nhanh thắng nhanh", để giảm bớt áp lực chính trị-quân sự, Pháp đàm phán với Bảo Đại và những chính trị gia Việt Nam theo chủ nghĩa dân tộc có lập trường chống Chính phủ kháng chiến Việt Nam Dân chủ Cộng hòa để thành lập Quốc gia Việt Nam thuộc Liên Hiệp Pháp. Tới cuối chiến tranh, Quân đội Quốc gia Việt Nam đã phát triển lên tới 230.000 quân, chiếm 60% lực lượng Liên Hiệp Pháp ở Đông Dương, được đặt dưới quyền chỉ huy của tướng Nguyễn Văn Hinh. Quân đội này sẽ trở thành nòng cốt của Quân lực Việt Nam Cộng Hòa sau này.
Người Pháp tỏ ra ít có nhiệt tình với chính phủ mới này còn người Mỹ chế giễu Pháp là "thực dân tuyệt vọng". Đáp lại, phía Pháp nhận định là Mỹ quá ngây thơ và một người Pháp đã nói thẳng là "những người Mỹ ưa lo chuyện người khác, ngây thơ vô phương cứu chữa, tin tưởng rằng khi quân đội Pháp rút lui, mọi người sẽ thấy nền độc lập của người Việt xuất hiện." Rõ ràng đây là một câu nói chế giễu nhưng nó lại chính xác vì những người Mỹ khá ngây thơ và ấu trĩ khi họ mới đến Việt Nam.
Năm 1953, mỗi tháng, Mỹ viện trợ cho Pháp 20.000 tấn vũ khí và quân nhu mỗi tháng, sau đó Mỹ đồng ý tăng lên 100.000 tấn/tháng, đổi lại chính phủ Mỹ yêu cầu Pháp phải có kết quả cụ thể. Khi chiến tranh chấm dứt vào năm 1954, Mỹ đã trả 78% chiến phí cho Pháp, thậm chí phi công Mỹ cũng tham gia chiến đấu cùng Pháp trong trận Điện Biên Phủ. Thời gian này ở tất cả các cấp bộ trong quân đội viễn chinh Pháp đều có cố vấn Mỹ. Người Mỹ có thể đến bất cứ đâu kiểm tra tình hình không cần sự chấp thuận của tổng chỉ huy Pháp. Việc Mỹ trực tiếp tham chiến tại chiến tranh Đông Dương chỉ còn là vấn đề thời gian 1-2 năm. Thậm chí khi Điện Biên Phủ nguy cấp, Mỹ đã tính tới chuyện dùng bom nguyên tử để cứu nguy cho Pháp.
Tuy nhiên công thức "Viện trợ Mỹ, viễn chinh Pháp, quân bản xứ" vẫn không cứu vãn được thất bại. Sau khi thất bại tại Điện Biên Phủ, Pháp đã mất hẳn ý chí tiếp tục chiến đấu tại Đông Dương.

### Việt Nam tạm thời chia thành hai vùng tập kết quân sự
Hiệp định Genève quy định các bên tham gia chiến tranh Đông Dương phải ngừng bắn, giải giáp vũ khí. Theo sự dàn xếp của các cường quốc, Việt Nam chia ra thành hai khu vực tập kết tạm thời cho hai bên đối địch. Phía Bắc vĩ tuyến 17 dành cho các lực lượng của Quân đội Nhân dân Việt Nam, phía Nam thì dành cho tất cả các lực lượng thuộc Liên hiệp Pháp. Vĩ tuyến 17 (nay đi qua tỉnh Quảng Trị) được xem là ranh giới và một khu phi quân sự tạm thời được lập dọc theo hai bờ sông Bến Hải thuộc tỉnh Quảng Trị. Quân đội hai bên phải rút về khu vực được quy định trong vòng 300 ngày. Trong thời gian chuyển tiếp đó, người dân hai miền được quyền lựa chọn nơi sinh sống là khu vực mà mình muốn và sẽ được hỗ trợ trong việc di chuyển.
Đồng thời, trong thời gian sau đó, ý thức được chính phủ Hồ Chí Minh đã nhận được sự ủng hộ rộng rãi của quần chúng, phía Pháp cũng có những bước đi nhằm đặt quan hệ ngoại giao với Việt Nam Dân chủ Cộng hòa.
Tuyên bố cuối cùng của Hội nghị ghi rõ: tình trạng chia cắt này chỉ là tạm thời cho đến khi cuộc tổng tuyển cử tự do thống nhất Việt Nam sẽ được tổ chức vào tháng 7 năm 1956, dưới sự kiểm soát của Ban Giám sát và Kiểm soát Quốc tế đã nói trong Hiệp định đình chỉ chiến sự và giới tuyến quân sự không thể được coi là biên giới quốc gia. Đồng thời Tuyên bố cuối cùng của Hội nghị Genève cũng công nhận chủ quyền, thống nhất, toàn vẹn lãnh thổ của Việt Nam, Campuchia, Lào và ghi nhận bản Tuyên bố của chính phủ Pháp về việc sẵn sàng rút quân đội Pháp khỏi lãnh thổ các nước này theo yêu cầu và thỏa thuận với chính quyền sở tại. Tuyên bố này còn nói rằng các chính quyền tại hai khu vực quân sự tại Việt Nam không được trả thù đối với những người đã từng cộng tác với phía bên kia cùng gia đình họ. Bản Tuyên bố không có chữ ký của bất cứ phái đoàn nào tham dự Hội nghị tuy nhiên vẫn được các nước cam kết chấp thuận chính thức. Tới Hiệp định Paris 1973, tất cả các bên tham gia bao gồm Mỹ, Việt Nam Dân chủ Cộng hòa, Cộng hòa miền Nam Việt Nam và Việt Nam Cộng hòa đều thừa nhận giới tuyến quân sự tạm thời không được coi là biên giới quốc gia.
Trước khi Hiệp ước Genève được ký kết 6 tuần, ngày 4 tháng 6 năm 1954, Pháp đã đàm phán với Quốc gia Việt Nam bản dự thảo Hiệp ước Matignon (1954), nếu được ký chính thức thì Quốc gia Việt Nam sẽ hoàn toàn độc lập khỏi Liên hiệp Pháp. Chính phủ này sẽ không còn bị ràng buộc bởi những hiệp ước do Pháp ký kết. Tuy nhiên, Hiệp ước Matignon (1954) chưa được Quốc hội Pháp và Tổng thống Pháp phê chuẩn. Bên cạnh đó, cũng có những lập luận cho rằng Quốc gia Việt Nam vẫn bị ràng buộc bởi Hiệp định Geneva, bởi vì chính phủ này chỉ sở hữu một vài thuộc tính của một chủ quyền đầy đủ và đặc biệt là nó phụ thuộc vào Pháp về quốc phòng, tài chính, thương mại, kinh tế. Tuy nhiên, Hiệp ước Genève đã diễn tiến quá nhanh. Sau khi Hiệp định Geneva được ký, Hiệp ước Matignon đã trở nên không bao giờ được hoàn thành. Quốc gia Việt Nam vẫn là một thành viên của Liên hiệp Pháp và do đó vẫn phải tuân thủ những Hiệp định do Liên hiệp Pháp ký kết.
Tuy nhiên, phái đoàn Quốc gia Việt Nam đã từ chối ký và không công nhận Hiệp định Genève, đồng thời ra Tuyên bố Hiệp định Genève chứa "những điều khoản gây nguy hại nặng nề cho tương lai chính trị của Quốc gia Việt Nam" và "không tôn trọng nguyện vọng sâu xa của dân Việt", bởi Bộ Tư lệnh Pháp đã "nhường cho Việt Minh những vùng mà quân đội quốc gia còn đóng quân và tước mất của Việt Nam quyền tổ chức phòng thủ" và "tự ấn định ngày tổ chức tuyển cử mà không có sự thỏa thuận với phái đoàn quốc gia Việt Nam". Tuyên bố cũng cho biết Quốc gia Việt Nam sẽ "tự dành cho mình quyền hoàn toàn tự do hành động để bảo vệ quyền thiêng liêng của dân tộc Việt Nam trong công cuộc thực hiện Thống nhất, Độc lập và Tự do cho xứ sở". Trên thực tế, Quốc gia Việt Nam không được tham dự hội nghị với tư cách quốc gia độc lập vì người Pháp và các bên tham gia cho rằng Quốc gia Việt Nam vẫn chưa độc lập khỏi liên hiệp Pháp và vẫn được Pháp đại diện về mặt ngoại giao. Phái đoàn Mỹ cũng từ chối ký Hiệp định và tuyên bố không bị ràng buộc vào những quy định ấy, nhưng nói thêm nước này "sẽ coi mọi sự tái diễn của các hành động bạo lực vi phạm hiệp định là điều đáng lo ngại và là mối đe dọa nghiêm trọng đối với hòa bình và an ninh quốc tế". Trong Tuyên bố của mình, đối với vấn đề tổng tuyển cử thống nhất Việt Nam, chính phủ Mỹ nêu rõ quan điểm "tiếp tục cố gắng đạt được sự thống nhất thông qua những cuộc tuyển cử tự do được giám sát bởi Liên Hợp Quốc để bảo đảm chúng diễn ra công bằng". Theo Hồ Chí Minh, do Quốc gia Việt Nam vẫn chưa độc lập khỏi Liên hiệp Pháp nên không thể tham gia Hội nghị và ký kết Hiệp định với tư cách một quốc gia và Quốc gia Việt Nam vẫn phải chịu ràng buộc bởi những thỏa thuận giữa Việt Minh và Pháp.
Ngay sau khi Hiệp định Geneva được ký kết chỉ vài ngày, trả lời Thông tấn xã Việt Nam, Hồ Chí Minh đã tiên đoán trước Mỹ sẽ tìm cách phá bỏ Hiệp định để chia cắt Việt Nam: "Theo đúng lập trường của ta từ trước đến nay, nước Việt Nam Dân chủ Cộng hoà sẽ tiếp tục cố gắng đấu tranh cho hoà bình, độc lập, thống nhất, dân chủ của Tổ quốc. Đồng thời, chúng ta phải có tinh thần cảnh giác rất cao đối với âm mưu của đế quốc Mỹ định cản trở hai bên đi đến hiệp định đình chiến và mưu mô lập khối liên minh quân sự có tính chất xâm lược, chia châu Á thành những tập đoàn đối lập để dễ xâm lược và khống chế Đông Dương cùng Đông Nam Á."
Kết quả Hiệp định: Quân đội Nhân dân Việt Nam, lực lượng đã giành thắng lợi sau cuộc chiến, tập kết về miền Bắc. Lực lượng Quốc gia Việt Nam cùng với quân đội Pháp tập kết về miền Nam, tập kết dân sự và chính trị theo nguyên tắc tự nguyện. Theo thống kê của Ủy ban Quốc tế Giám sát Đình chiến có 892.876 dân thường di cư từ miền Bắc vào miền Nam Việt Nam., trong khi 140.000 người khác từ miền Nam tập kết ra Bắc. Quân đội Pháp dần dần rút khỏi miền Nam và trao quyền lực cho chính quyền Quốc gia Việt Nam.
Chính quyền Quốc gia Việt Nam (tiền thân của Việt Nam Cộng hòa) từ chối hiệp thương tổng tuyển cử tự do với lý do mà Thủ tướng Ngô Đình Diệm đưa ra là "Chúng tôi không từ chối nguyên tắc tuyển cử tự do để thống nhất đất nước một cách hoà bình và dân chủ", "thống nhất đất nước trong tự do chứ không phải trong nô lệ" nhưng ông "nghi ngờ về việc có thể đảm bảo những điều kiện của cuộc bầu cử tự do ở miền Bắc". Khi trở thành Tổng thống Việt Nam Cộng hòa, Ngô Đình Diệm còn ra nhiều tuyên bố công kích chính phủ Việt Nam Dân chủ Cộng hòa. Đáp lại những cáo buộc này, Hồ Chí Minh đã trả lời với các nhà báo Mỹ ở hãng U.P rằng: "Đó là lời vu khống của những người không muốn thống nhất Việt Nam bằng tổng tuyển cử tự do. Chính phủ Việt Nam Dân chủ Cộng hoà bảo đảm tổng tuyển cử sẽ được hoàn toàn tự do ở miền Bắc Việt Nam."
Bên cạnh đó, những nguồn tin khác nhau chỉ ra cho Tổng thống Mỹ Eisenhower thấy khoảng 80% dân số Việt Nam sẽ bầu cho Hồ Chí Minh thay vì bầu cho Bảo Đại nếu cuộc tổng tuyển cử được thi hành. Nhà sử học Mortimer T. Cohen cho rằng: Thực tâm Ngô Đình Diệm không muốn Tổng Tuyển cử, vì biết rằng mình sẽ thua. Không ai có thể thắng cử trước Hồ Chí Minh, vì ông là một George Washington của Việt Nam. Cuộc tổng tuyển cử tự do cho việc thống nhất Việt Nam đã không bao giờ được tổ chức.
Mỹ hậu thuẫn cho Ngô Đình Diệm thành lập một chính thể riêng biệt ở phía Nam vĩ tuyến 17 và không thực hiện tuyển cử thống nhất Việt Nam. Việt Nam Dân chủ Cộng hòa coi đây là hành động phá hoại Hiệp định Genève. Ngày 18 tháng 6 năm 1954, hơn 4.000 người Huế biểu tình chống Pháp – Mỹ.. Ngày 1 tháng 8 năm 1954, Ủy ban Liên Việt Sài Gòn – Chợ Lớn thông báo cho biết chính quyền Ngô Đình Diệm bắn vào đoàn 5.000 người biểu tình ở Sài Gòn – Chợ Lớn cầm cờ Việt Nam Dân chủ Cộng hòa và cờ Pháp hoan nghênh Hiệp định Giơnevơ và đòi Pháp thi hành Hiệp định
Như vậy, xét về quá trình tham gia của các bên tham chiến, chiến tranh Việt Nam là bước tiếp nối để giải quyết những mục tiêu mà cả hai bên chưa làm được trong chiến tranh Đông Dương. Việt Nam Dân chủ Cộng hoà, Mặt trận Dân tộc Giải phóng Miền Nam Việt Nam và Chính phủ cách mạng lâm thời Cộng hòa miền Nam Việt Nam muốn giành độc lập, thống nhất cho đất nước và đánh đuổi các lực lượng ngoại quốc khỏi Việt Nam. Tổng thống Nguyễn Văn Thiệu còn bóp méo Hiệp định Paris khi cho rằng Bắc Việt Nam là Bắc Việt Nam và Nam Việt Nam là Nam Việt Nam trong khi Hiệp định chỉ công nhận có một nước Việt Nam thống nhất với vỹ tuyến 17 là giới tuyến quân sự tạm thời, không phải biên giới quốc gia hay biên giới chính trị. Còn Mỹ thì muốn tiếp tục thi hành chính sách chống Cộng ở Đông Nam Á thông qua lực lượng bản xứ là Việt Nam Cộng hoà do người Pháp để lại. Họ cho rằng cho rằng Việt Nam Cộng hoà "về bản chất là một sáng tạo của Mỹ" nhằm đáp ứng những mục đích của Mỹ
Ngay từ tháng 3 năm 1961, khi Chủ tịch Quốc hội Pháp Jacques Chaban-Delmas có chuyến sang Mỹ, Thống chế Pháp Charles de Gaulle nhờ ông này nhắn lại với Tổng thống Mỹ "đừng để sa lầy trong vấn đề Việt Nam, ở đó Mỹ có thể mất cả lực lượng lẫn linh hồn của mình". Ngày 31 tháng 5 năm 1961, tiếp Tổng thống Mỹ John F. Kennedy tại Paris, Thống chế Pháp Charles de Gaulle cảnh báo:
"Người Pháp chúng tôi có kinh nghiệm về chuyện đó. Người Mỹ các ông trước đây [chỉ các tổng thống Mỹ tiền nhiệm] từng muốn thay chỗ chúng tôi ở Đông Dương. Và hôm nay ông muốn nối gót chúng tôi để nhen lại ngọn lửa chiến tranh mà chúng tôi đã kết thúc. Tôi xin báo trước cho ông biết: các ông sẽ từ từ sa vào vũng lầy quân sự và chính trị không đáy, bất chấp những tổn thất [nhân mạng] và chi tiêu [tiền của] mà các ông có thể phung phí ở đó"
Do vậy, nhiều nhà sử học coi 2 cuộc chiến thực chất chỉ là 1 và gọi đó là "Cuộc chiến mười ngàn ngày", giai đoạn hòa bình 1955-1959 thực chất chỉ là chặng nghỉ tạm thời. Theo Daniel Ellsberg, ngay từ đầu nó đã là một cuộc chiến của Mỹ: Ban đầu là Pháp và Mỹ, sau đó Mỹ nắm hoàn toàn. Trong cả hai trường hợp, nó là một cuộc đấu tranh của người Việt Nam – dù không phải là tất cả người Việt – nhưng cũng đủ để duy trì cuộc chiến đấu chống lại vũ khí, cố vấn cho tới quân viễn chinh của Mỹ. Theo Alfred McCoy, nhìn lại những chính sách của Mỹ sau khi Hiệp định Geneva được ký kết, những tài liệu Ngũ Giác Đài đã kết luận rằng "Nam Việt Nam về cơ bản là một sáng tạo của Mỹ": "Không có Mỹ hỗ trợ thì Diệm hầu như chắc chắn không thể củng cố quyền lực ở miền Nam Việt Nam trong thời kỳ 1955-1956. Không có Mỹ đe dọa can thiệp, Nam Việt Nam không thể từ chối thậm chí cả việc thảo luận về cuộc Tổng tuyển cử năm 1956 theo Hiệp định Geneva mà không bị lực lượng vũ trang của Việt Minh lật đổ. Không có viện trợ Mỹ trong những năm tiếp theo thì chế độ Diệm và nền độc lập của Nam Việt Nam hầu như cũng không thể nào tồn tại được." Thượng nghị sĩ (sau là Tổng thống Mỹ) John F. Kennedy thì tuyên bố: "Nó (Việt Nam Cộng Hòa) là con đẻ của chúng ta. Chúng ta không thể từ bỏ nó".

## Giai đoạn 1954-1959

### Việt Nam Cộng hòa cự tuyệt Tổng tuyển cử thống nhất Việt Nam
Mỹ không công nhận kết quả Hiệp định Genève, tuy nhiên Mỹ vẫn tuyên bố "ủng hộ nền hòa bình tại Việt Nam do Hiệp định Genève mang lại và thúc đẩy sự thống nhất hai miền Nam Bắc Việt Nam bằng các cuộc bầu cử tự do dưới sự giám sát của Liên Hợp Quốc". Theo Việt Nam Dân chủ Cộng hòa và Mặt trận Dân tộc Giải phóng miền Nam Việt Nam, nguyên nhân chính mà Việt Nam Cộng hòa và Mỹ cương quyết không cùng Việt Nam Dân chủ Cộng hòa tổ chức Tổng tuyển cử vì họ biết chắc rằng mình không thể thắng và không muốn Việt Nam thống nhất.
Mỹ coi miền Nam Việt Nam là địa bàn quan trọng trong chiến lược chống chủ nghĩa cộng sản tại Đông Nam Á nên bắt đầu các hoạt động can thiệp tại Việt Nam. Đúng 20 ngày sau khi Hiệp định Genève về Đông Dương được ký kết, đô đốc Sabin đến Hà Nội, họp với phái đoàn quân sự Mỹ tại đây. Năm 1955, phái đoàn quân sự này của Mỹ do Edward Lansdale chỉ huy, người của CIA và đã làm cố vấn cho Pháp tại Việt Nam từ 1953, đã thực hiện các hoạt động tuyên truyền tâm lý chiến để kêu gọi dân chúng miền Bắc di cư vào Nam; giúp huấn luyện sĩ quan người Việt và các lực lượng vũ trang của Quốc gia Việt Nam tại các căn cứ quân sự Mỹ ở Thái Bình Dương; xây dựng các cơ sở hạ tầng phục vụ quân sự tại Philippines; bí mật đưa một lượng lớn vũ khí và thiết bị quân sự vào Việt Nam; giúp đỡ phát triển các kế hoạch "bình định Việt Minh và các vùng chống đối". Trong 2 năm 1955-1956, Mỹ đã bỏ ra 414 triệu USD giúp trang bị cho các lực lượng thường trực quân đội Việt Nam Cộng hòa, gồm 170.000 quân và lực lượng cảnh sát 75.000 quân, chiếm 80% ngân sách quân sự của chế độ Ngô Đình Diệm. Số viện trợ này giúp Việt Nam Cộng hòa đủ sức duy trì bộ máy hành chính và quân đội khi không còn viện trợ của Pháp. Quân đội Việt Nam Cộng hòa dần thay thế chiến thuật và vũ khí của Pháp bằng của Mỹ.
Chính phủ Việt Nam Cộng hòa tiếp tục chính sách của Quốc gia Việt Nam là từ chối hiệp thương tổng tuyển cử với lý do mà Ngô Đình Diệm phát biểu là "nghi ngờ về việc có thể bảo đảm những điều kiện của cuộc bầu cử tự do ở miền Bắc". Lý do này tương tự như trong cuộc bầu cử Quốc hội Việt Nam khóa I năm 1946, khi một số đảng phái đối lập với Việt Minh không ra ứng cử và cho rằng chính quyền trong tay nên Việt Minh muốn ai trúng cũng được. Có tài liệu cho rằng lá phiếu không bí mật, vì Sắc lệnh 51 cho phép những cử tri không biết chữ được nhờ người viết hộ. Theo ông Trần Trọng Kim (nguyên là Cựu Thủ tướng Đế quốc Việt Nam được Nhật Bản bảo hộ) thì có nơi người dân bị cưỡng bách bầu cho Việt Minh. Nhưng theo báo Đại đoàn kết (Cơ quan trung ương của Mặt trận tổ quốc Việt Nam) thì nhiều trí thức, đại biểu có uy tín của các giai cấp, tầng lớp, tôn giáo, dân tộc đã trúng cử tại Quốc hội khóa I, họ hầu hết không hay chưa phải là đảng viên cộng sản. Có đến 43% đại biểu trúng cử không tham gia đảng phái nào, trong đó có Ngô Tử Hạ, một nhân sĩ công giáo và là chủ của các xưởng in lớn.
Ngày 4 tháng 2 năm 1955, Việt Nam Dân chủ Cộng hòa đã ra bản tuyên bố việc lập lại quan hệ bình thường giữa hai miền, tạo điều kiện nhân dân hai miền thắt chặt quan hệ kinh tế. Đáp lại, năm 1958, chính quyền Sài Gòn tuyên bố cự tuyệt hoàn toàn đề nghị này, với lí do là miền Bắc sẽ "vơ vét tài nguyên của miền Nam". Chính quyền Sài Gòn còn giam giữ, bỏ tù trên 150 thương nhân miền Bắc được Chính phủ Việt Nam Dân chủ Cộng hòa cử vào tìm mối buôn bán.
Đồng thời với việc từ chối tuyển cử, chế độ Việt Nam Cộng hòa ra sức củng cố quyền lực, đàn áp khốc liệt những người người kháng chiến cũ (Việt Minh), Đảng viên Đảng Lao động Việt Nam, những người không chịu quy phục Việt Nam Cộng hòa. Ngô Đình Diệm hiểu rõ lực lượng Việt Minh là đối thủ lớn nhất đe dọa quyền lực của ông ta. Theo lời khuyên của Edward Lansdale, chính phủ Ngô Đình Diệm không gọi họ là Việt Minh nữa mà gọi là Việt Cộng. Nhằm triệt để tiêu diệt ảnh hưởng của Việt Minh trong nhân dân, Ngô Đình Diệm còn ra lệnh đập phá các tượng đài kháng chiến và san bằng nghĩa trang của những liệt sĩ Việt Minh trong Chiến tranh Đông Dương, một hành vi xúc phạm nghiêm trọng tục lệ thờ cúng của người Việt. Việt Nam Cộng hòa cũng đưa ra một loạt các chính sách "Tố Cộng Diệt Cộng", ban hành đạo luật 10-59 công khai hành quyết những người cộng sản bằng máy chém.
Theo Tuyên bố cuối cùng của Hiệp định Genève thì tổng tuyển cử ở hai miền được dự trù vào tháng 7 năm 1956 nhưng Tổng thống Ngô Đình Diệm bác bỏ mọi cuộc thảo luận sơ khởi, hành động này khiến Ngô Đình Diệm bẽ mặt ở phương Tây. Theo nhận xét của phương Tây thì Ngô Đình Diệm là kẻ ngoan cố và khao khát quyền lực chuyên chế, nhưng theo Duncanson thì mọi việc còn phức tạp hơn. Theo Ducanson, Miền Bắc có dân số đông hơn miền Nam 2 triệu người (tính cả gần 1 triệu người miền Bắc di cư vào Nam) vào thời điểm 1955 – 1956, trước sự hỗn loạn gây ra bởi sự tranh giành của các giáo phái và do hoạt động bí mật của Việt Minh tại miền Nam, cuộc Cải cách ruộng đất tại miền Bắc Việt Nam tạo ra bầu không khí căng thẳng dẫn đến cuộc nổi dậy của nông dân tại các vùng lân cận Vinh, những tình hình diễn ra ở cả hai miền khiến Ủy hội Quốc tế Kiểm soát Đình chiến Đông Dương không có hy vọng đảm bảo một cuộc bầu cử tự do theo tinh thần của bản Tuyên bố cuối cùng trong đó cử tri có thể bỏ phiếu theo ý muốn mà không sợ bị trả thù chính trị. Theo Mark Woodruff, Quốc gia Việt Nam tuyên bố không tin bầu cử ở miền Bắc Việt Nam sẽ diễn ra công bằng, những quan sát viên của các nước Ấn Độ, Ba Lan và Canada thuộc Ủy hội Quốc tế Kiểm soát Đình chiến đồng ý quan điểm này và báo cáo rằng cả hai miền đều không thi hành nghiêm chỉnh thỏa thuận ngừng chiến. Tuy nhiên, trái với các nhận định trên, Clark Clifford đã dẫn các báo cáo của Ủy hội Quốc tế Kiểm soát Đình chiến cho biết trong giai đoạn 1954-1956, họ chỉ nhận được 19 đơn khiếu nại về việc trả thù chính trị trên toàn lãnh thổ miền Bắc Việt Nam.
Báo cáo của CIA cho Tổng thống Mỹ Eisenhower thấy rằng khoảng 80% dân số Việt Nam sẽ bầu cho Hồ Chí Minh nếu cuộc tổng tuyển cử được thi hành và không ai có thể thắng Hồ Chí Minh trong cuộc Tổng Tuyển cử tự do. Do vậy Mỹ đã hậu thuẫn Quốc gia Việt Nam để cuộc tuyển cử không thể diễn ra. Năm 1956, Allen Dulles đệ trình lên Tổng thống Mỹ Eisenhower báo cáo dự đoán nếu bầu cử diễn ra thì khoảng 80% dân số Việt Nam sẽ bầu cho Hồ Chí Minh và "thắng lợi của Hồ Chí Minh sẽ như nước triều dâng không thể cản nổi". Ngô Đình Diệm chỉ có một lối thoát là tuyên bố không thi hành Hiệp định Genève. Được Mỹ khuyến khích, Ngô Đình Diệm kiên quyết từ chối tuyển cử. Mỹ muốn có một chính phủ chống Cộng tồn tại ở miền Nam Việt Nam, bất kể chính phủ đó có tôn trọng nền dân chủ hay không
Trong khi đó Việt Nam Dân chủ Cộng hòa vẫn chuẩn bị cho tổng tuyển cử và cố gắng theo đuổi các giải pháp hòa bình. Tại hội nghị lần thứ tám Ban Chấp hành Trung ương Đảng khóa II, tháng 8 năm 1955, bản báo cáo của Trường Chinh đã đề xuất: "sau tổng tuyển cử nước Việt Nam sẽ có một Quốc hội chung cho toàn quốc, bao gồm đại biểu các đảng phái, các giai cấp, không phân biệt dân tộc, xu hướng chính trị và tôn giáo. Quốc hội ấy sẽ thông qua hiến pháp chung của toàn quốc và bầu ra Chính phủ liên hợp của toàn dân, chịu trách nhiệm trước Quốc hội... Quân đội miền Nam hay quân đội miền Bắc đều phải là bộ phận của quân đội quốc phòng thống nhất của nước Việt Nam, đặt dưới quyền chỉ huy tối cao của Chính phủ trung ương... Chính phủ trung ương và cơ quan chính quyền của mỗi miền sẽ đảm bảo thi hành những quyền tự do dân chủ rộng rãi (tự do ngôn luận, tự do báo chí, tự do đi lại, tự do hội họp, tự do tổ chức, tự do tín ngưỡng, v.v.); thực hiện nam nữ bình đẳng, dân tộc bình đẳng, đảm bảo trật tự của xã hội, an toàn của quốc gia và sinh mệnh tài sản của nhân dân; thực hiện người cày có ruộng một cách có từng bước, có phân biệt và chiếu cố những đặc điểm của từng miền... nước Việt Nam sau khi tổng tuyển cử mới thống nhất bước đầu hoặc thống nhất một phần, chưa hoàn toàn thống nhất. Miền Bắc sẽ giữ nguyên chế độ dân chủ mới (song nội dung dân chủ mới mà hình thức thì về một mặt nào đó còn áp dụng chủ nghĩa dân chủ cũ). Còn ở miền Nam thì không những hình thức mà nội dung của chế độ chính trị trong thời kỳ đầu còn nhiều tính chất dân chủ cũ; thành phần dân chủ mới sẽ phát triển dần dần" .
Việt Nam Dân chủ Cộng hòa tuyên bố đồng ý tổ chức tổng tuyển cử phù hợp với hoàn cảnh của mỗi miền. Hà Nội tìm kiếm hỗ trợ quốc tế, kêu gọi các đồng chủ tịch hội nghị Genève, nhắc nhở Pháp về trách nhiệm đối với việc thống nhất hai miền Việt Nam thông qua Tổng tuyển cử tự do theo đúng tinh thần của Bản Tuyên bố cuối cùng tại Hội nghị Genève. Chính quyền Việt Nam Dân chủ Cộng hòa khẳng định "Quốc hội do toàn dân từ Bắc chí Nam bầu ra tiêu biểu cho ý chí thống nhất sắt đá của toàn dân", tuyên bố chống tuyển cử riêng ở miền Nam mà họ xem là phi pháp. Ngày 20 tháng 7 năm 1955, phái đoàn Việt Nam Dân chủ Cộng hòa vào Sài Gòn để đàm phán, tạm lưu tại Khách sạn Majestic nhưng bị Hội đồng Nhân dân Cách mạng ủng hộ chính quyền Ngô Đình Diệm tổ chức biểu tình chống đối dữ dội; khách sạn bị bao vây và phóng hỏa khiến Ủy hội Quốc tế Kiểm soát Đình chiến Đông Dương phải can thiệp để phái đoàn thoát ra và bay trở về an toàn.
Về mặt ngoại giao, theo giáo sư Ilya Gaiduk của Viện Hàn lâm Khoa học Nga vào ngày 25 tháng 1 năm 1956, Trung Quốc và Việt Nam Dân chủ Cộng hòa nhắc lại đề nghị tái triệu tập Hội nghị Geneva để tổ chức Tổng tuyển cử. Tới 18 tháng 2 năm 1956, phía Liên Xô đạt được thống nhất với Trung Quốc và Việt Nam Dân chủ Cộng hòa trong việc tái triệu tập Hội nghị Geneva. Sau đó, Trường Chinh khi sang Moskva họp đại hội Đảng Cộng sản Liên Xô năm 1956 đã nói với Vasilii Kuznetzov, thứ trưởng ngoại giao Liên Xô rằng miền Bắc chưa hội tụ đủ tất cả điều kiện nhưng đã có đủ các điều kiện chủ chốt để tổ chức Tổng tuyển cử thống nhất đất nước và đề nghị Liên Xô giúp đỡ do việc Hội nghị Cố vấn của ICC vẫn chưa diễn ra đã gây cản trở cho việc tổ chức Tổng tuyển cử như kế hoạch. Trường Chinh đề nghị tổ chức cuộc họp giữa 9 bên tham gia Hội nghị và 3 bên tham gia ICC để thúc đẩy Tổng tuyển cử. Đáp lại, phía Liên Xô khẳng định chỉ có thể tác động tới phái đoàn Ấn Độ và cũng cảnh báo với Trường Chinh rằng sẽ không có việc tái triệu tập Hội nghị, Việt Nam Dân chủ Cộng hòa phải chấp nhận rằng không có Tổng tuyển cử và Việt Nam phải tự chuẩn bị phương án cho chính mình. Theo cuốn Việt Nam – Liên Xô, 30 năm quan hệ 1950-1980, thì Trường Chinh khẳng định với Vasilii Kuznetzov rằng Việt Nam Dân chủ Cộng hòa chắc chắn đủ khả năng tổ chức Tổng tuyển cử ở khu vực đồng bằng và các thành phố lớn nhưng đối với một số khu vực miền núi phía bắc thì thực sự gặp những khó khăn nhất định nhưng đây là lại là khu vực chắc chắn cho Việt Nam Dân chủ nhiều ủng hộ bất chấp việc ít dân nhưng những người dân này lại có truyền thống ủng hộ Việt Minh từ thời kháng chiến chống Pháp. Do đó, Việt Nam Dân chủ Cộng hòa đề nghị Liên Xô có những trợ giúp về mặt hậu cần và kỹ thuật tại các khu vực đó cũng như gây áp lực quốc tế để cuộc Tổng tuyển cử được tổ chức theo đúng như Hiệp định (vào tháng 7 năm 1956). Các cường quốc đã không ủng hộ lời kêu gọi tổ chức tuyển cử của Việt Nam Dân chủ Cộng hòa mà muốn hiện trạng chia cắt Việt Nam được giữ nguyên. Vào tháng 1 năm 1957, khi Liên Xô đề nghị Liên Hợp Quốc thừa nhận miền Bắc và miền Nam Việt Nam như 2 quốc gia riêng biệt, Hồ Chí Minh đã không đồng ý. Tháng 5 năm 1956, một nhà ngoại giao Hungary tên József Száll đã nói chuyện với một trợ lý thứ trưởng của Bộ Ngoại giao Trung Quốc, rằng theo ý kiến của Chính phủ Trung Quốc thì "các nghị quyết của hiệp định Genève, tức là, việc tổ chức bầu cử tự do và thống nhất Việt Nam, không thể được thực hiện trong thời gian này... với tình trạng hiện nay tại miền Nam Việt Nam cần một thời gian dài để đạt được những mục tiêu này do đó thật vô lý nếu những nước từng tham gia Hội nghị Geneva như Liên Xô hoặc Trung Quốc đòi triệu tập một hội nghị quốc tế về giải pháp đã được thông qua năm 1954". Nói cách khác, những cường quốc của khối Xã hội chủ nghĩa đã không cung cấp cho Việt Nam Dân chủ Cộng hòa sự hỗ trợ quốc tế mà họ kêu gọi.
Trong khi tiến trình yêu cầu và từ chối đàm phán vẫn tiếp diễn, Việt Nam Dân chủ Cộng hòa còn cố tái lập quan hệ thương mại giữa 2 miền, để giúp "nhân dân hai vùng trao đổi kinh tế, văn hóa và xã hội, nhằm tạo thuận lợi cho việc khôi phục cuộc sống bình thường của người dân." Hội nghị Ban Chấp hành Trung ương lần thứ tám (khoá II) dự kiến: "Muốn thống nhất nước nhà bằng phương pháp hoà bình, cần phải tiến hành thống nhất từng bước; từ chỗ tạm thời chia làm hai miền tiến đến chỗ thống nhất chưa hoàn toàn, từ chỗ thống nhất chưa hoàn toàn sẽ tiến đến chỗ thống nhất hoàn toàn." Nhưng cũng như vấn đề bầu cử, Việt Nam Cộng hòa thậm chí còn từ chối cả việc thảo luận và Tổng thống Ngô Đình Diệm đã công khai tuyên bố "Bắc tiến" từ vài năm trước đó.
Về quân sự, miền Nam Việt Nam từ sau khi ký kết Hiệp định Genève, tồn tại ba lực lượng quân sự chủ yếu là: Bình Xuyên, các giáo phái (Cao Đài, Hoà Hảo), các đảng phái quốc gia (Đại Việt Quốc dân Đảng, Việt Nam Quốc dân Đảng); Việt Nam Cộng hòa và những thành viên được xem là Việt Minh còn lại ở miền Nam Việt Nam. Theo ước tính của Pháp trong năm 1954, Việt Minh kiểm soát hơn 60-90% nông thôn miền Nam Việt Nam ngoài các khu vực của các giáo phái .
Nhìn chung, trong giai đoạn 1955-1959, quân đội Việt Nam Cộng hòa giữ ưu thế trên chiến trường miền Nam. Nhiều cuộc xung đột vũ trang giữa quân đội Việt Nam Cộng hòa với Bình Xuyên, một bộ phận thân Pháp trong các giáo phái Cao Đài, Hoà Hảo được sự giúp đỡ của người cộng sản, lực lượng quân sự của các đảng phái quốc gia... diễn ra quyết liệt, với kết quả là các lực lượng này thất bại và phải giải thể hoặc gia nhập vào quân đội Việt Nam Cộng hoà. Còn lại hai lực lượng đối lập nhau gay gắt là: Việt Nam Cộng hòa và lực lượng các cựu thành viên Việt Minh còn ở lại miền Nam.
Trong giai đoạn này, lực lượng được xem là Việt Minh còn ở lại miền Nam theo ước tính của Mỹ, vẫn còn 100.000 người lui vào bí mật với chủ trương phát động nhân dân đấu tranh chính trị đòi thực hiện Tổng tuyển cử, chống lại các chương trình xã hội của chính quyền Ngô Đình Diệm như "Cải cách điền địa", "Cải tiến nông thôn" và bảo vệ cán bộ cộng sản, nhưng họ vẫn sẵn sàng tái hoạt động vũ trang nếu tình thế yêu cầu với số vũ khí được chôn giấu từ trước. Tình hình chính trị trở nên xấu đi vì đường lối cứng rắn của Việt Nam Cộng hòa cũng như sự bất hợp tác của Việt Minh, vốn không công nhận tính hợp pháp của chế độ Việt Nam Cộng hòa. Từ cuối năm 1955, đã xuất hiện những vụ ám sát quan chức Việt Nam Cộng hòa với tên gọi "diệt bọn ác ôn và bọn do thám chỉ điểm". Những hoạt động vũ trang của Việt Minh ngày càng gia tăng về quy mô, lan rộng khắp miền Nam. Đến cuối năm 1959 tình hình miền Nam thật sự bất ổn, Việt Minh ở miền Nam đã phát động chiến tranh du kích khắp nơi với quy mô trung đội hoặc đại đội nhưng lấy phiên hiệu đến cấp tiểu đoàn.
Tháng 9 năm 1960, sau khi đấu tranh chính trị hoà bình để thống nhất đất nước theo tinh thần của Bản Tuyên bố cuối cùng tại Hội nghị Genève không có kết quả, chính phủ Việt Nam Dân chủ Cộng hòa chính thức ủng hộ các hoạt động đấu tranh vũ trang và chính trị của lực lượng Việt Minh miền Nam. Đến thời điểm này, sự căng thẳng của lực lượng Việt Minh ở miền Nam đã lên đến mức mà Việt Nam Dân chủ Cộng hòa phải ủng hộ đấu tranh vũ trang ở phía Nam vĩ tuyến 17. Hội nghị Trung ương Đảng Lao động lần thứ 15 (tháng 1 năm 1959) quyết định: "Phải qua con đường đấu tranh cách mạng bằng bạo lực, mà cụ thể là dựa vào lực lượng chính trị của quần chúng là chủ yếu, kết hợp với lực lượng vũ trang để đánh đổ ách thống trị thực dân kiểu mới của Mỹ và tập đoàn quân sự tay sai của Mỹ."
Như vậy năm 1960 trở thành một năm có biến động lớn, mở ra một giai đoạn mới của Chiến tranh Việt Nam. Các nỗ lực đàm phán chính trị nhằm thống nhất Việt Nam đã không có kết quả, từ nay đấu tranh vũ trang sẽ là phương hướng chủ yếu.

### Tình hình tại miền Bắc
Để phát triển và cải tạo nền kinh tế quốc dân theo chủ nghĩa xã hội và chuẩn bị cho cuộc chiến dự kiến có thể sắp xảy ra, tại miền Bắc, Đảng Lao động Việt Nam tái tổ chức lại xã hội (bao gồm cả lực lượng vũ trang) theo mô hình xã hội chủ nghĩa như ở các nước Liên Xô, Trung Quốc, ít nhiều kết hợp với các nguyên tắc của một xã hội thời chiến.
Về nông nghiệp, ngay từ năm 1953, Đảng Lao động tổ chức các chiến dịch cải cách ruộng đất để thực hiện mục tiêu người cày có ruộng, nhưng phạm phải một số sai lầm nghiêm trọng. Trong 3.563 xã thuộc 22 tỉnh và những vùng ngoại thành ở miền Bắc đã thực hiện cải cách ruộng đất, các đội cải cách ruộng đất đã chỉ ra 47.890 địa chủ, chiếm 1,87% tổng số hộ và 2,25% tổng số nhân khẩu ở nông thôn. Trong số địa chủ đó, có 6.220 hộ là cường hào gian ác, chiếm 13% tổng số hộ địa chủ. Nghị quyết của Hội nghị Trung ương Đảng Lao động Việt Nam lần thứ 14 về tổng kết cải cách ruộng đất đã nêu rõ: "Những tên địa chủ có nhiều tội ác với nông dân và là phản động đầu sỏ cùng một số tổ chức của chúng đã bị quần chúng tố cáo và bị trừng trị theo pháp luật". Số địa chủ bị tuyên án tử hình trong chương trình Cải cách ruộng đất không được thống kê chính xác và gây tranh cãi. Các nhà nghiên cứu phương Tây đưa ra các số liệu rất khác nhau và không thống nhất, theo Gareth Porter: từ 800 đến 2.500 người bị tử hình; theo Edwin E. Moise (sau một công cuộc nghiên cứu sâu rộng hơn): vào khoảng 5.000; theo giáo sư sử học James P. Harrison: vào khoảng 1.500 người bị tử hình cộng với 1.500 bị giam giữ. Do tiến hành vội vã, nhiều địa chủ bị kết án oan sai, nên từ năm 1956, các chiến dịch sửa sai được tiến hành, các địa chủ bị kết án oan được trả tự do, minh oan, trả lại danh dự và được tạo điều kiện sinh sống. Qua cải cách ruộng đất ở miền Bắc, trên 810.000 hecta ruộng đất của đế quốc và địa chủ, ruộng đất tôn giáo, ruộng đất công và nửa công nửa tư đã bị tịch thu, trưng thu, trưng mua để chia cho 2.220.000 hộ nông dân lao động và dân nghèo ở nông thôn, bao gồm trên 9.000.000 nhân khẩu. Như vậy là 72,8% số hộ ở nông thôn miền Bắc đã được chia ruộng đất. Tính đến tháng 4 năm 1953, số ruộng đất trực tiếp tịch thu của địa chủ chia cho nông dân bằng 67,67% tổng số ruộng đất mà địa chủ chiếm hữu nǎm 1945.
Năm 1958, Chủ tịch Hồ Chí Minh công bố: Thời kỳ khôi phục kinh tế đã kết thúc và mở đầu thời kỳ phát triển kinh tế một cách có kế hoạch. Tháng 11 năm 1958, Đảng Lao động quyết định đề ra kế hoạch phát triển kinh tế, văn hóa trong 3 năm 1958-1960 và tiến hành cải tạo xã hội chủ nghĩa (bao gồm hợp tác hoá nông nghiệp và cải tạo tư bản tư doanh), kế hoạch phát triển và cải tạo kinh tế, phát triển văn hóa của Chính phủ Việt Nam Dân chủ Cộng hòa được Quốc hội thông qua ngày 14 tháng 12 năm 1958. Đến cuối năm 1960, ở miền Bắc có 84,8% số hộ nông dân đã gia nhập hợp tác xã, chiếm 76% tổng diện tích canh tác, 520 hợp tác xã ngư nghiệp chiếm 77,2% tổng số hộ đánh cá, có 269 hợp tác xã nghề muối chiếm 85% tổng số hộ làm muối. Ở thành thị, 100% số cơ sở công nghiệp tư bản tư doanh thuộc diện cải tạo đã được tổ chức thành xí nghiệp công tư hợp doanh, xí nghiệp hợp tác, 1.553 doanh nhân thành người lao động. Có 90% tổng số thợ thủ công trong diện cải tạo đã tham gia các hợp tác xã thủ công nghiệp, trong đó hơn 70.000 thợ thủ công chuyển sang sản xuất nông nghiệp. Trong lĩnh vực thương nghiệp, 60% tổng số người buôn bán nhỏ, làm dịch vụ, kinh doanh ngành ăn uống thuộc diện cải tạo đã tham gia hợp tác xã, tổ mua bán, làm đại lý cho thương nghiệp quốc doanh và trên 10.000 người đã chuyển sang sản xuất.
Về văn hóa, những sai lầm của cải cách ruộng đất đã gây tác động đến một số giới văn nghệ sĩ. Theo Đại cương Lịch sử Việt Nam do Lê Mậu Hãn chủ biên, trong bối cảnh phương Tây đang tiến hành gây rối loạn ở hệ thống xã hội chủ nghĩa, từ đầu năm 1955 lực lượng tình báo nước ngoài đã kích động một bộ phận văn nghệ sĩ có chính kiến đối lập tạo nên phong trào Nhân Văn-Giai Phẩm. Ban đầu, phong trào Nhân Văn-Giai Phẩm chỉ phê phán những sai lầm, nhưng về sau dần phủ nhận sự lãnh đạo của Đảng trong lĩnh vực văn hóa văn nghệ, phủ nhận quyền lãnh đạo duy nhất của Đảng Lao động Việt Nam về Chính trị và Nhà nước thậm chí kích động kêu gọi nhân dân xuống đường biểu tình. Cuối năm 1956, sau các biến động trên thế giới, chính quyền quyết định chấm dứt phong trào Nhân Văn-Giai Phẩm.
Về xã hội, chính sách về kinh tế khiến mô hình xã hội cũ thay đổi: giai cấp địa chủ hầu như bị xóa bỏ, giai cấp tư sản thì được đưa vào các cơ sở công tư hợp doanh, được nhà nước mua lại tài sản để trở về làm lao động. Quốc hội, cơ quan công quyền tối cao của người dân, sau cuộc bầu cử năm 1946 thì tới năm 1960 mới tuyển cử Khóa II. Do không họp thường xuyên, vai trò của Quốc hội bị hạn chế và không thực thi đầy đủ trách nhiệm lập pháp mà thường chỉ thông qua sắc lệnh và đạo luật mà Chính phủ đưa ra, các vấn đề đột xuất đã có ban Thường vụ Quốc hội đặc quyền đảm nhiệm. Trong thời kỳ này, xã hội Miền Bắc hoàn toàn bị chi phối bởi sự điều khiển của chính quyền, các quyền dân sự bị thu hẹp, các quyền tự do chính trị, tự do ngôn luận, xuất bản báo chí bị hạn chế tối đa, quyền làm việc, cư ngụ, đi lại, giao thiệp, cưới hỏi đều phải có sự cho phép của Nhà nước. Đời sống xã hội dựa trên nguyên tắc kỷ luật hóa cao độ với sự lãnh đạo toàn diện của Đảng Lao động Việt Nam. Xã hội nhanh chóng chuẩn bị cho cuộc sống quân sự hóa cao độ "Toàn dân – Toàn diện" theo phương châm "Mỗi người dân đều là một chiến sĩ, mỗi làng xóm là một pháo đài". Tóm lại, cả xã hội Miền Bắc hoạt động vì một mục tiêu chung: làm hậu cần cho chiến trường ở Miền Nam.
Việc hiện đại hóa quân đội được tiến hành nhưng chậm và không đồng bộ, nhiều sư đoàn bộ binh được thành lập thêm nhưng vẫn mang tính bộ binh đơn thuần, hỏa lực hạng nặng thiếu và chắp vá. Quân đội chưa có các quân binh chủng kỹ thuật cao như không quân, radar, hải quân, tăng thiết giáp... còn đang trong quá trình sơ khai; phương tiện vận tải, thông tin liên lạc còn yếu kém. Nguyên nhân là do nền công nghiệp của Việt Nam Dân chủ Cộng hòa chưa lớn mạnh, đồng thời dựa nhiều nguồn viện trợ từ Liên Xô, Trung Quốc có phần hạn chế trong giai đoạn này. Vào cuối năm 1959, miền Bắc đã bí mật cho tiến hành thăm dò, phát triển tuyến đường tiếp vận chiến lược: Đường Trường Sơn – còn được gọi là Đường mòn Hồ Chí Minh. Đây sẽ là một tuyến vận chuyển chiến lược đảm bảo nhu cầu chiến tranh sẽ được mở rộng tại miền Nam sau này. Mặc dù vào lúc đó, tuyến đường này vẫn chỉ là các lối mòn trong rừng cho giao liên và các toán cán bộ vào Nam.
Quốc hội Việt Nam Dân chủ Cộng hòa trong Nghị quyết ngày 20 tháng 9 năm 1955 tuyên bố: Dựa trên bản cương lĩnh của Mặt trận Tổ quốc Việt Nam, Chính phủ đã vạch rõ đường lối đại đoàn kết toàn dân để cùng nhau đấu tranh thực hiện thống nhất nước nhà trên cơ sở độc lập và dân chủ bằng phương pháp hoà bình. Cuộc tổng tuyển cử tự do để thống nhất nước nhà sẽ tiến hành trong toàn quốc theo nguyên tắc phổ thông, bình đẳng, trực tiếp và bí mật. Mục đích của cuộc tổng tuyển cử tự do này là bầu một Quốc hội thống nhất để cử một Chính phủ Liên hợp duy nhất cho toàn nước Việt Nam. Việc thành lập Chính phủ Liên hợp sẽ tăng cường đoàn kết giữa các đảng phái, các tầng lớp, các dân tộc, các miền trên toàn cõi Việt Nam... Quốc hội nước Việt Nam Dân chủ Cộng hoà kêu gọi đồng bào miền Nam hãy đoàn kết đấu tranh chặt chẽ và rộng rãi trong Mặt trận Tổ quốc nhằm giữ gìn quyền lợi hàng ngày của mình và giành hoà bình, thống nhất cho Tổ quốc. Quốc hội nước Việt Nam Dân chủ Cộng hoà kêu gọi toàn thể nhân dân Việt Nam từ Bắc chí Nam hãy đoàn kết chặt chẽ trong Mặt trận Tổ quốc Việt Nam, hăng hái đấu tranh thực hiện cương lĩnh của Mặt trận, nhằm củng cố hoà bình, thực hiện thống nhất, từ đó mà hoàn thành độc lập và dân chủ trong cả nước.

### Tình hình tại miền Nam

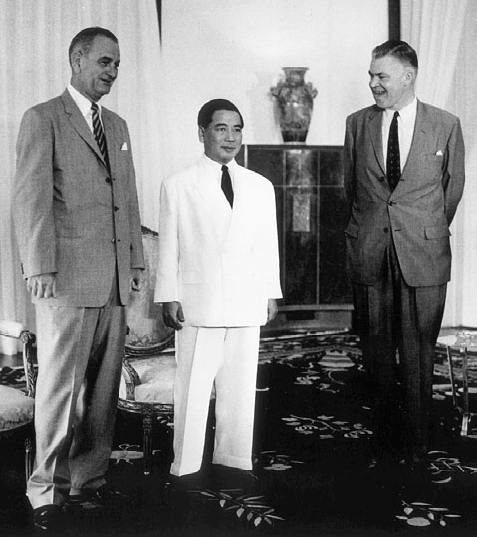
Phó tổng thống Mỹ Lyndon B. Johnson, Tổng thống Việt Nam Cộng hòa Ngô Đình Diệm và Đại sứ Mỹ tại Sài Gòn Nolting

Ở miền Nam, nhờ những nỗ lực chính trị của bản thân cộng với sự ủng hộ của Mỹ, Ngô Đình Diệm – được bổ nhiệm làm thủ tướng và trở thành tổng thống sau một cuộc trưng cầu ý dân vào ngày 23 tháng 10 năm 1955. Cuộc trưng cầu dân ý này bị tố cáo là gian lận rõ ràng, như tại Sài Gòn, Ngô Đình Diệm chiếm được 605.025 lá phiếu trong khi cả khu vực này chỉ có 450.000 cử tri.
Ngô Đình Diệm nhanh chóng thi hành các chính sách về chính trị, xã hội. Chính phủ Mỹ đã viện trợ lớn cho Việt Nam Cộng hòa thực hiện những chương trình cải cách và phát triển xã hội trên nhiều lĩnh vực như xóa mù chữ, tái định cư, cải cách điền địa, phát triển nông thôn, xây dựng cơ sở hạ tầng, phát triển công nghiệp, cải cách hành chính, xây dựng hệ thống luật pháp... Việt Nam Cộng hoà đã đạt được một số thành quả quan trọng: kinh tế phục hồi và phát triển, hệ thống y tế và giáo dục các cấp được xây dựng, văn hoá phát triển, đời sống dân chúng được cải thiện. Trong chiến dịch Cải cách điền địa, Ngô Đình Diệm tránh dùng các biện pháp mà ông coi là cướp đoạt như phong trào Cải cách ruộng đất tại miền Bắc Việt Nam, ông chỉ thị cho các quan chức địa phương trả tiền mua số đất vượt quá giới hạn chứ không tịch thu. Sau đó chính phủ sẽ chia nhỏ số đất vượt giới hạn này để bán cho các nông dân chưa có ruộng và họ được vay một khoản tiền không phải trả lãi trong kỳ hạn 6 năm để mua.
Tuy vậy, đường lối Cải cách điền địa mà Ngô Đình Diệm đề ra đã bị nông dân miền Nam phản đối dữ dội. Trong khi Việt Minh đã giảm thuế, xóa nợ và tịch thu ruộng đất của địa chủ chia cho nông dân nghèo, thì Ngô Đình Diệm đã đưa giai cấp địa chủ trở lại. Đến cuối thời Ngô Đình Diệm, 2% đại điền chủ sở hữu 45% tổng số ruộng trong khi 73% tiểu nông chỉ nắm giữ 15%, khoảng một nửa số người cày không có ruộng. Hạn mức đất được quy định rất lớn (100 hecta), nên hiếm có địa chủ nào phải bán đất cho nhà nước, số đất thu được cũng chủ yếu là chia cho người Công giáo di cư vào từ miền Bắc. Đất của các Giáo xứ Công giáo thì còn được Ngô Đình Diệm thiên vị, cho miễn thuế và hạn mức. Nông dân phải trả lại đất Việt Minh đã cấp cho họ cho địa chủ rồi phải trả tiền thuê đất và phải nộp thuế đất cho quân đội. Khế ước quy định mức tô tối đa là 25% nhưng trong thực tế thì mức nộp tô phổ biến là 40% hoa lợi. Điều này tạo ra một cơn giận dữ ở nông thôn, quân đội của Ngô Đình Diệm bị mắng chửi là "tàn nhẫn hệt như bọn Pháp". Kết quả là tại nông thôn, 75% người dân ủng hộ quân Giải phóng, 20% trung lập trong khi chỉ có 5% ủng hộ chế độ Ngô Đình Diệm.
Mỹ cho rằng Hiệp định Genève, 1954 là một tai họa đối với "thế giới tự do" vì nó mang lại cho Cộng hòa Nhân dân Trung Hoa và Việt Nam Dân chủ Cộng hòa căn cứ để khai thác tại Đông Nam Á. Mỹ muốn ngăn chặn điều này bằng cách ký kết Hiệp ước SEATO ngày 8 tháng 9 năm 1954 và mong muốn biến miền Nam Việt Nam thành một pháo đài chống cộng. Để làm được điều này Mỹ cần sự ủng hộ của Quốc gia Việt Nam. Kế hoạch của Mỹ là viện trợ cho chính phủ Ngô Đình Diệm để giúp miền Nam Việt Nam hoàn toàn độc lập với Pháp (đó là cách duy nhất để lôi kéo những người dân tộc chủ nghĩa rời xa Việt Minh và ủng hộ Quốc gia Việt Nam); Mỹ cũng thúc đẩy Ngô Đình Diệm thành lập một chính quyền đoàn kết đảng phái đại diện cho những xu hướng chính trị chính tại Việt Nam, ổn định miền Nam Việt Nam, bầu ra Quốc hội, soạn thảo Hiến pháp rồi sau đó phế truất Quốc trưởng Bảo Đại một cách hợp pháp; cuối cùng do Ngô Đình Diệm là một người quốc gia không có liên hệ gì trong quá khứ với Việt Minh và Pháp do đó miền Nam Việt Nam sẽ trở nên chống Cộng mạnh mẽ. Cuối cùng, công thức này đòi hỏi một sự hợp tác từ cả Pháp và Mỹ để hỗ trợ Ngô Đình Diệm. Tuy nhiên, Pháp không có thiện cảm với Ngô Đình Diệm, Ngoại trưởng Pháp Faure cho rằng Diệm "không chỉ không có khả năng mà còn bị tâm thần... Pháp không thể chấp nhận rủi ro với ông ta", hơn nữa Pháp đang bị chia rẽ chính trị nội bộ và gặp khó khăn tại Algérie nên rất miễn cưỡng trong việc giúp đỡ Quốc gia Việt Nam do đó Mỹ đã tiến hành kế hoạch một mình mà không có Pháp trợ giúp.
Việt Nam Dân chủ Cộng hòa phản đối Hiệp ước SEATO đặt miền Nam Việt Nam, Campuchia, Lào vào "khu vực bảo hộ" của nó vì như thế là vi phạm Hiệp định Genève. Hiệp định Genève không cấm những người cộng sản và Việt Minh và các đồng minh của họ hoạt động chính trị ở miền Nam Việt Nam cũng như ở Lào và Campuchia; do đó Hiệp ước SEATO là sự can thiệp vào nội bộ các nước Đông Dương và Mỹ có cớ đưa trang bị vũ khí và huấn luyện quân sự cho quân đội các "lãnh thổ bảo hộ" này.
Đánh giá về chế độ Việt Nam Cộng hòa, giáo sư Mỹ Noam Chomsky đã nói rằng: "Chính phủ Nam Việt Nam đã trở thành nơi ẩn nấp của những người Việt Nam từng đi theo Pháp trong cuộc chiến đấu chống lại nền độc lập của đất nước họ. Chính phủ Nam Việt Nam không có cơ sở thành trì trong nhân dân. Nó đi theo hướng bóc lột dân chúng nông thôn và tầng lớp dưới ở thành thị, trên thực tế nó là sự tiếp tục chế độ thuộc địa của Pháp". Ngay cả Lầu Năm Góc cũng nhận xét: "Không có Mỹ giúp đỡ thì Diệm hầu như chắc chắn không thể củng cố quyền lực ở miền Nam Việt Nam trong thời kỳ 1955-1956... Nam Việt Nam về bản chất là một sáng tạo của Mỹ".
Chính phủ Ngô Đình Diệm nhanh chóng thanh lọc bộ máy cầm quyền, đưa những người trung thành với ông vào các vị trí quan trọng. Nhà nước Việt Nam Cộng hòa, lúc đó mang biểu hiện của hình thức tập quyền, chính trị của quốc gia phụ thuộc rất nhiều vào các đặc tính cá nhân của Ngô Đình Diệm và gia đình ông. Quân đội Việt Nam Cộng hòa được cấp tốc trang bị và huấn luyện với sự giúp đỡ của các cố vấn Mỹ. Quân lực Việt Nam Cộng hòa vào thời điểm đó xét về trang bị được xem là đứng đầu khu vực Đông Nam Á, vượt trội hơn Quân đội Nhân dân Việt Nam – đang là đối thủ tiềm tàng ở miền Bắc.

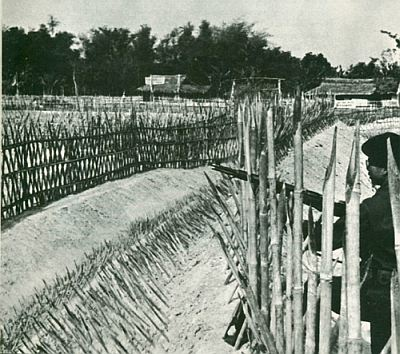
Ấp chiến lược với hàng rào bằng tre và hào cạn cắm chông bao quanh

Điều 7 Hiến pháp Việt Nam Cộng hòa 1956 quy định "Những hành vi có mục đích phổ biến hoặc thực hiện một cách trực tiếp hay gián tiếp chủ nghĩa cộng sản dưới mọi hình thái đều trái với các nguyên tắc ghi trong Hiến pháp". Việt Nam Cộng hòa "kêu gọi" những người cộng sản đang hoạt động bí mật ly khai tổ chức, ra "hợp tác" với chế độ mới đồng thời cưỡng ép những người bị bắt từ bỏ chủ nghĩa cộng sản. Dù vậy hệ thống tổ chức bí mật của Việt Minh vẫn tiếp tục tồn tại và phản kháng bằng cách tuyên truyền chống chính phủ, tổ chức những cuộc biểu tình chính trị gây sức ép lên chính phủ Việt Nam Cộng hòa.
Chính phủ Việt Nam Cộng hòa tiến hành các chiến dịch tố cộng, diệt cộng, liên gia phòng vệ, dồn dân lập ấp chiến lược... một cách quyết liệt không tính đến các đặc điểm tâm lý và quyền lợi của dân chúng cũng như hoàn cảnh lịch sử Việt Nam. Những biện pháp cứng rắn nhất được áp dụng, ví dụ ngày 16-8-1954, quân Việt Nam Cộng hoà đã nổ súng trấn áp đoàn biểu tình ở thị xã Gò Công, bắn chết 8 người và 162 người bị thương. Trong thời gian từ 1955 đến 1960, theo số liệu của Việt Nam Cộng hoà có 48.250 người bị tống giam. Điều này đã làm biến dạng mô hình xã hội, suy giảm niềm tin của dân chúng vào chính phủ Ngô Đình Diệm và đẩy những người kháng chiến (Việt Minh) vào rừng lập chiến khu.
Việt Nam Cộng hòa cũng cho xây các ấp chiến lược để ngăn chặn sự tiếp tế của người dân cho đối phương. Giáo sư sử học Randy Roberts nhận xét: "Cái gọi là Chương trình Ấp Chiến lược thực chất là lùa nông dân Việt Nam ra khỏi làng quê tổ tiên của họ và nhốt họ trong những khu đất rào quanh chắc chắn giống như một nhà tù hơn là các cộng đồng thật sự" Nhưng chính sách này cũng tỏ ra phản tác dụng. Việc xây dựng các ấp chiến lược khiến quân đội Việt Nam Cộng hòa phải căng mình đóng quân tại các ấp này khiến họ không đủ lực lượng để đối đầu với quân Giải phóng miền Nam. Đặc biệt, do bị cưỡng ép nên phần lớn nông dân trong ấp chiến lược cảm thấy bất bình, nhiều người quay sang hợp tác với đối phương.
Về mặt tôn giáo, chính quyền của Tổng thống Ngô Đình Diệm được lực lượng Công giáo ủng hộ mạnh ở thành thị (gia đình Ngô Đình Diệm cũng đều là người Công giáo) và bị chỉ trích thiên vị Công giáo trên phương diện pháp lý và tinh thần cũng như trong các lãnh vực hành chánh, xã hội và kinh tế. Đảng Lao động Việt Nam nhận định chế độ Ngô Đình Diệm "dựa vào công an và quân đội, dựa vào địa chủ và tư sản mại bản, dựa vào dân Công giáo di cư để củng cố quyền thống trị". Tổng thống Ngô Đình Diệm coi những người Công giáo là thành phần đáng tin cậy về mặt chính trị, không có quan hệ hoặc chịu ảnh hưởng của những người cộng sản. Mặc dù vậy, phần lớn người Việt ở miền Nam vẫn giữ truyền thống theo đạo Phật và Tam giáo đồng nguyên. Mâu thuẫn vì tôn giáo sau này cũng trở thành một trong những động lực khởi phát cuộc đảo chính của Quân lực Việt Nam Cộng hòa chống lại Tổng thống Ngô Đình Diệm vào tháng 11 năm 1963.
Quân đội Việt Nam Cộng hòa ngoài binh lính nghĩa vụ theo lệnh tổng động viên còn có một lực lượng sĩ quan chuyên nghiệp, binh lính tình nguyện làm nòng cốt. Trong số lính tình nguyện, Quân đội Việt Nam Cộng hòa chú trọng cất nhắc những sĩ quan thường trực tốt nghiệp Trường Võ bị Quốc gia Đà Lạt nắm giữ những chức vụ then chốt để chỉ huy lính quân dịch, hầu hết số này đều xuất thân từ tầng lớp trung lưu, được xuất ngoại du học, thích lối sống phương Tây. Ngoài ra, trong các đơn vị từ cấp trung đoàn trở lên đều có Tuyên úy. Có tài liệu cho rằng tổ chức này nhằm khai thác triệt để số quân nhân theo các tôn giáo, lợi dụng lòng sùng đạo của họ để tuyên truyền, xây dựng số này trở thành những lực lượng cốt cán chống cộng sản. Một nguyên nhân khác để Việt Nam Cộng hòa thu hút được thanh niên gia nhập quân đội còn là nhờ vào những khoản viện trợ của Mỹ. Chính các khoản viện trợ này đã bảo đảm cho quân nhân trong Quân đội Việt Nam Cộng hòa có một đời sống vật chất tương đối ổn định, ngoài ra khiến họ tin tưởng vì có được nước Mỹ siêu cường hỗ trợ. Nhưng mặt trái của chính sách này là: khi Mỹ giảm viện trợ, khi các phong trào đấu tranh phản chiến nổi lên, phần lớn binh sĩ mất lòng tin vào chế độ Việt Nam Cộng hòa.
Hiến pháp Việt Nam Cộng hòa 1956 do chính Ngô Đình Diệm tham gia soạn thảo đã trao cho ông quyền lực rất lớn, có thể toàn quyền khống chế bộ máy nhà nước. Ngô Đình Diệm có đầy đủ quyền lực để triệt tiêu hoặc làm tê liệt các đạo luật nào mà ông không vừa ý, cũng như dễ dàng ban hành và thi hành các đạo luật nào có lợi cho mình Chính sách này của Ngô Đình Diệm cũng tạo mầm mống cho hậu quả nghiêm trọng trong nền chính trị, nó gây chia rẽ sâu sắc ngay trong nội bộ của Việt Nam Cộng hòa. Sự chia rẽ nội bộ này tích tụ âm ỉ rồi bùng phát thành hàng loạt những cuộc đảo chính nhắm vào Ngô Đình Diệm. Thomas D. Boettcher nhận xét về những hoạt động tiêu diệt các nhóm đối lập của Ngô Đình Diệm:
Trong 10 USD viện trợ thì 8 được dùng cho nội an chứ không dùng cho công tác chiến đấu chống những người du kích Cộng sản hay cải cách ruộng đất. Diệm lo lắng về những cuộc đảo chính hơn là những người Cộng sản...Như là hậu quả của những biện pháp đàn áp càng ngày càng gia tăng, sự bất mãn của quần chúng đối với Diệm cũng càng ngày càng tăng, bất kể là toan tính của Diệm dập tắt sự bất mãn này trong mọi cơ hội. Hàng triệu nông dân ở những vùng quê trở thành xa lạ đối với Diệm. Không lạ gì, hoạt động của những người Cộng sản gia tăng cùng với sự bất mãn của quần chúng. Và những biện pháp đàn áp của Diệm cũng gia tăng theo cùng nhịp độ. Nhiều ngàn người bị nhốt vào tù.

#### Những người cộng sản ở miền Nam

##### Giai đoạn 1954 – 1956
Theo Hiệp định Genève, lực lượng quân sự của mỗi bên tham gia cuộc chiến Đông Dương (1945-1955) sẽ rút khỏi lãnh thổ của phía bên kia. Lực lượng chính quy của Quân đội Nhân dân Việt Nam ở miền Nam phải di chuyển về phía Bắc vĩ tuyến 17, lực lượng bán vũ trang và chính trị được ở lại. Nhưng theo ước tính của Mỹ, vẫn còn 100.000 cán bộ, đảng viên các ngành vẫn được bố trí ở lại. Đồng thời một số cán bộ, chiến sĩ lực lượng vũ trang dày dạn kinh nghiệm được chọn lọc làm nhiệm vụ bảo vệ lãnh đạo Đảng, thâm nhập vào tổ chức quân sự và dân sự của đối phương hoặc nắm lực lượng vũ trang giáo phái để dự phòng cho việc phải chiến đấu vũ trang trở lại. Việt Minh cũng chôn giấu một số vũ khí và đạn dược tốt để sử dụng khi cần. Bên cạnh đó Trung ương Đảng đã cử nhiều cán bộ có kinh nghiệm, am hiểu chiến trường về miền Nam lãnh đạo phong trào hoặc hoạt động trong hàng ngũ đối phương.
Trong giai đoạn này, Việt Minh chủ trương dùng nhiều hình thức tuyên truyền chống chính quyền Ngô Đình Diệm và lợi dụng các tổ chức hợp pháp (hội đồng hương, công đoàn, vạn cấy...) tập hợp quần chúng đấu tranh chính trị đòi Tổng tuyển cử thống nhất đất nước, bảo vệ thành quả cách mạng, bảo vệ cán bộ – đảng viên. Hoạt động vũ trang bị hạn chế nên thời kỳ này chưa có những xung đột quân sự lớn và công khai giữa hai bên. Các vụ bạo lực chỉ giới hạn ở mức tổ chức các vụ ám sát dưới tên gọi diệt ác trừ gian, hỗ trợ các giáo phái chống chính quyền Ngô Đình Diệm hoặc thành lập các đại đội dưới danh nghĩa giáo phái, hoặc dưới hình thức các tổ chức quần chúng (dân canh, chống cướp...) để đấu tranh chính trị.
Chính quyền Ngô Đình Diệm đối phó với những cuộc đấu tranh chính trị bằng cách thực hiện chiến dịch "tố cộng, diệt cộng" nhằm loại bỏ những cán bộ Việt Minh hoạt động bí mật. Từ tháng 5 năm 1955 đến tháng 5-1956, Ngô Đình Diệm phát động "chiến dịch tố cộng" giai đoạn 1 trên quy mô toàn miền Nam; tháng 6 năm 1955, mở chiến dịch Thoại Ngọc Hầu càn quét những khu từng là căn cứ kháng chiến chống Pháp của Việt Minh. Việt Minh đáp trả bằng những cuộc biểu tình đòi thả cán bộ của họ hoặc tổ chức các cuộc diệt ác trừ gian – tiêu diệt nhân viên và cộng tác viên của chính quyền Ngô Đình Diệm được gọi là "bọn ác ôn và bọn do thám chỉ điểm".

##### Giai đoạn 1956 – 1959

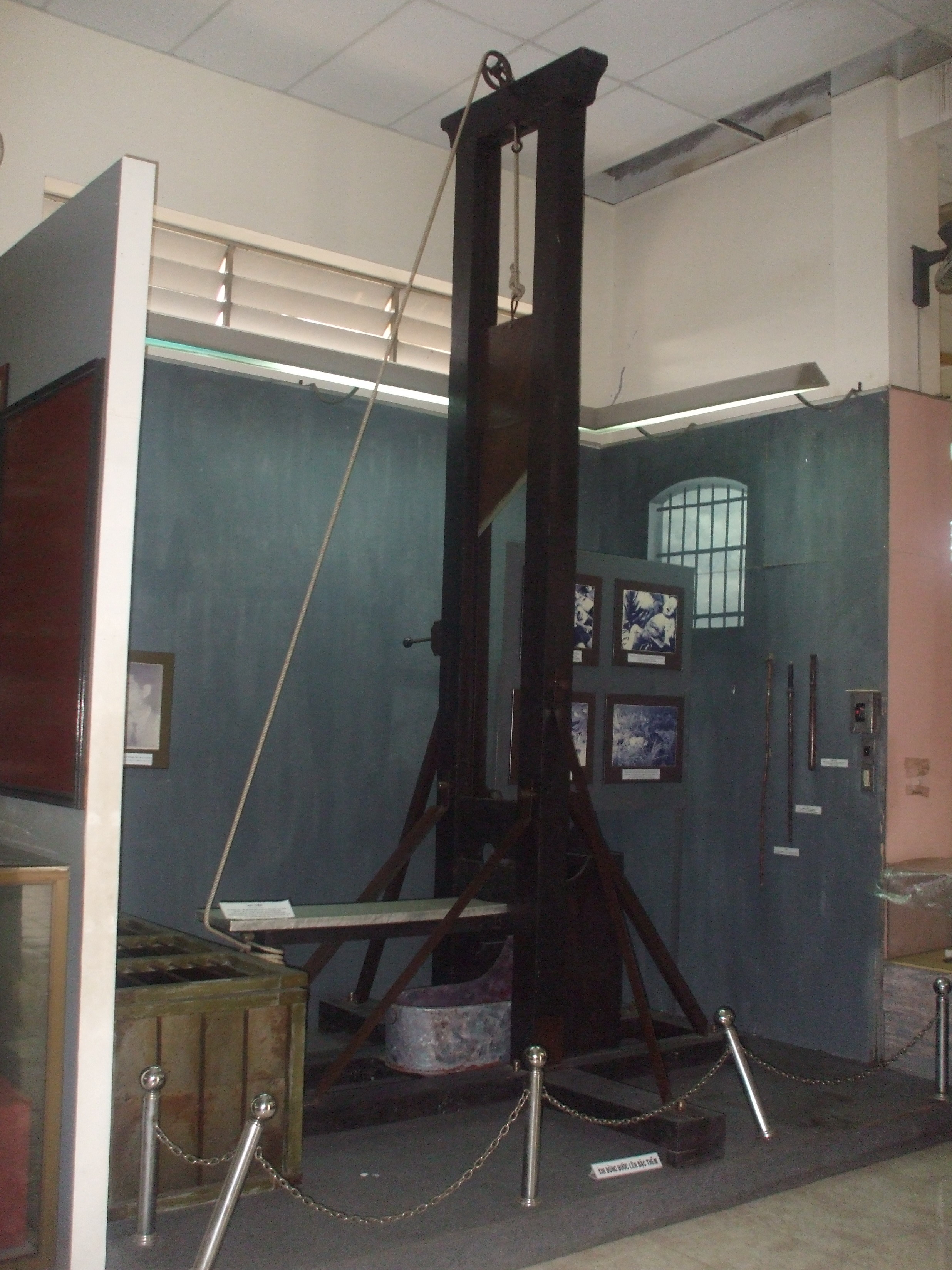
Máy chém dưới thời Ngô Đình Diệm, trưng bày tại Bảo tàng TP. Cần Thơ, Việt Nam. Từ 1957 – 1959, đã có hơn 2.000 người bị Việt Nam Cộng hòa hành quyết với tội danh ủng hộ chủ nghĩa cộng sản, thường là bằng máy chém

Tháng 6 năm 1956, Bộ Chính trị Đảng Lao động Việt Nam họp và ra Nghị quyết "Về tình hình, nhiệm vụ và công tác miền Nam" khẳng định "nhiệm vụ cách mạng của ta ở miền Nam là phản đế và phản phong kiến" và "Hình thức đấu tranh của ta trong toàn quốc hiện nay là đấu tranh chính trị, không phải là đấu tranh vũ trang. Nói như thế không có nghĩa là tuyệt đối không dùng vũ trang tự vệ trong những hoàn cảnh nhất định hoặc không tận dụng những lực lượng vũ trang của các giáo phái chống Diệm" đồng thời "Cần củng cố lực lượng vũ trang và bán vũ trang hiện có và xây dựng các căn cứ làm chỗ dựa. Đồng thời xây dựng cơ sở quần chúng vững mạnh làm điều kiện căn bản để duy trì và phát triển lực lượng vũ trang. Tổ chức tự vệ trong quần chúng nhằm bảo vệ các cuộc đấu tranh của quần chúng và giải thoát cán bộ khi cần thiết".
Tháng 8 năm 1956, Bí thư Xứ ủy Nam Bộ Lê Duẩn soạn "Đề cương cách mạng miền Nam" nhưng đến Hội nghị TW 15 năm 1959 mới được thông qua. Đề cương xác định rõ: "Nhiệm vụ của cách mạng miền Nam là trực tiếp đánh đổ chính quyền độc tài, phát xít Ngô Đình Diệm, tay sai của Mỹ, giải phóng nhân dân miền Nam khỏi ách đế quốc, phong kiến, thiết lập ở miền Nam một chính quyền liên hiệp có tính chất dân tộc, dân chủ để cùng với miền Bắc thực hiện một nước Việt Nam hòa bình, thống nhất, độc lập và dân chủ nhân dân."
Tháng 12 năm 1956, Xứ ủy Nam Bộ mở hội nghị ở Phnôm Pênh (Campuchia) nghiên cứu nghị quyết Bộ Chính trị và "Đề cương cách mạng miền Nam". Hội nghị ra quyết định "Con đường tiến lên của Cách mạng miền Nam là phải dùng bạo lực, tổng khởi nghĩa giành chính quyền... Hiện nay, trong chừng mực nào đó phải có lực lượng vũ trang hỗ trợ cho đấu tranh chính trị và tiến tới sau này dùng nó đánh đổ Mỹ Diệm... cần tích cực xây dựng lực lượng vũ trang tuyên truyền, lập đội vũ trang bí mật, tranh thủ vận động cải tạo lực lượng giáo phái bị Mỹ Diệm đánh tan đứng vào hàng ngũ nhân dân, lợi dụng danh nghĩa giáo phái ly khai để diệt ác ôn."
Để thực hiện đường lối mà Bộ Chính trị và Xứ ủy Nam Bộ đã xác định, lực lượng cộng sản toàn miền Nam đẩy mạnh các hoạt động tuyên truyền, tổ chức biểu tình, chống cải cách điền địa, ám sát và đấu tranh vũ trang (ở mức độ nhỏ) chống chính quyền Việt Nam Cộng hòa. Tổ chức các cuộc biểu tình chống việc thi hành nghĩa vụ quân sự cho chính quyền Việt Nam Cộng hòa, tổ chức nông dân chống địa chủ thu tiền thuê đất; ám sát, tiêu diệt lực lượng bảo an, chỉ điểm, "tay sai ác ôn", các đội biệt kích; tổ chức nhân dân vây đồn, vây quận lị; tiêu diệt các khu dinh điền, khu trù mật...
Cứ như vậy, sự đối đầu giữa hai bên ngày càng mạnh, hoạt động bạo lực ngày càng gia tăng, chính trị miền Nam – đặc biệt ở nông thôn – ngày càng bất ổn. Để đối phó với sự gia tăng hoạt động của những người cộng sản, chính quyền Việt Nam Cộng hoà đẩy mạnh hoạt động chống Cộng. Những biện pháp càn quét của Việt Nam Cộng hoà thu được kết quả khiến những người cộng sản bị thiệt hại nặng.
Trước tình hình đó, cuối năm 1958, Xứ ủy Nam Bộ chỉ đạo cho các Liên tỉnh ủy không được hoạt động vũ trang, cho phần lớn cán bộ đảng viên tạm ngừng hoạt động hoặc đổi địa bàn hoạt động để giữ gìn lực lượng, một bộ phận ra hoạt động hợp pháp lâu dài. Lực lượng vũ trang vẫn được duy trì nhưng không còn hoạt động mà rút vào căn cứ Đồng Tháp hoặc biên giới Campuchia sinh sống. Những người đổi địa bàn hoạt động bị bắt hơn phân nửa, một số khác mất tinh thần, bỏ công tác, lo làm ăn. Số còn hoạt động nhiều người bị mất tinh thần, giảm liên hệ với quần chúng, giảm hoạt động tuyên truyền. Nhìn chung đến cuối năm 1958, sau 2 năm thực hiện chủ trương dùng đấu tranh chính trị, dùng bạo lực, tổng khởi nghĩa giành chính quyền, lực lượng cộng sản miền Nam thiệt hại nặng, phong trào đấu tranh của họ tại miền Nam đi xuống.

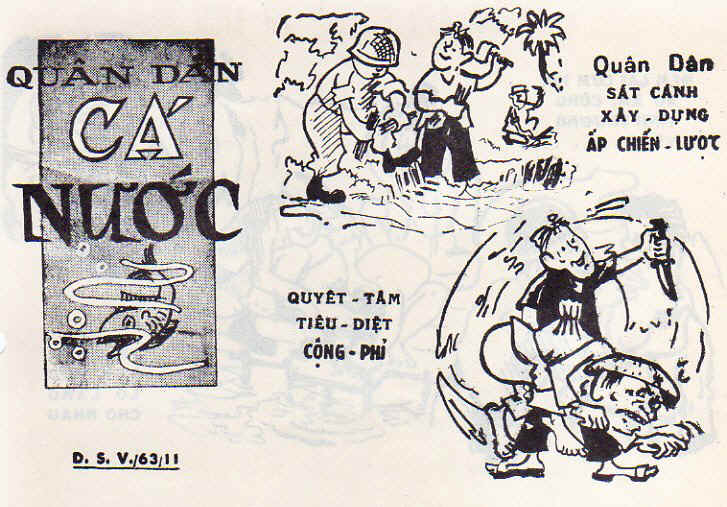
Poster tuyên truyền cho Ấp chiến lược

Ngày 6 tháng 5 năm 1959, Quốc hội Việt Nam Cộng hoà thông qua luật số 91 mang tên Luật 10-59 quy định việc tổ chức các Tòa án quân sự đặc biệt với lý do "xét xử các tội ác chiến tranh chống lại Việt Nam Cộng Hòa". Theo luật 10-59, bị can có thể được đưa thẳng ra xét xử mà không cần mở cuộc điều tra, án phạt chỉ có hai mức: tử hình hoặc tù khổ sai, xét xử kéo dài 3 ngày là tối đa, không có ân xá hoặc kháng án; dụng cụ tử hình có cả máy chém. Sau khi luật này được ban hành, chính quyền Việt Nam Cộng hòa đẩy mạnh truy quét, bắt bớ, khủng bố, nên lực lượng cộng sản bị thiệt hại nặng nề.
Ngày 13 tháng 1 năm 1959, Ban chấp hành Trung ương Đảng Lao động Việt Nam họp Hội nghị lần thứ 15 ra Nghị quyết 15 "Về tăng cường đoàn kết, kiên quyết đấu tranh giữ vững hoà bình, thực hiện thống nhất nước nhà" chính thức phát động đấu tranh vũ trang kèm đấu tranh chính trị. Nghị quyết 15 xác định "Vì chế độ miền Nam là một chế độ thực dân và nửa phong kiến cực kỳ phản động và tàn bạo, vì chính quyền miền Nam là chính quyền đế quốc và phong kiến độc tài, hiếu chiến, cho nên ngoài con đường cách mạng, nhân dân miền Nam không có con đường nào khác để tự giải phóng khỏi xiềng xích nô lệ... Theo tình hình cụ thể và yêu cầu hiện nay của cách mạng thì con đường đó là lấy sức mạnh của quần chúng, dựa vào lực lượng chính trị của quần chúng là chủ yếu, kết hợp với lực lượng vũ trang để đánh đổ quyền thống trị của đế quốc và phong kiến, dựng lên chính quyền cách mạng của nhân dân. Đó là mục tiêu phấn đấu của nhân dân miền Nam hiện nay."
Chủ tịch Hồ Chí Minh tuyên bố:
| “ | Nước Việt Nam là một, dân tộc Việt Nam là một. Sông có thể cạn núi có thể mòn, song chân lý ấy không bao giờ thay đổi" | ” |

Tháng 2 năm 1959, sau khi nhận được thông báo nội dung cơ bản Nghị quyết 15, Xứ ủy Nam Bộ chỉ đạo các tỉnh tăng cường hoạt động vũ trang hỗ trợ quần chúng nổi dậy giành chính quyền ở nông thôn. Trên toàn miền Nam, những người cộng sản miền Nam thực hiện một số cuộc tấn công vũ trang quy mô trung đội hoặc đại đội (được phiên hiệu thành tiểu đoàn) vào các đơn vị lực lượng quân sự của Việt Nam Cộng hoà.
Nhìn chung trong năm 1959, những người cộng sản miền Nam vẫn cố gắng tái hoạt động vũ trang dù đang gặp nhiều khó khăn. Hàng chục đơn vị vũ trang đầu tiên ở miền Nam của người cộng sản trong những năm 1956-1959 có quân số thất thường, nơi nào cũng có hiện tượng "đào súng lên" rồi lại phải cất giấu súng. Không phải lúc ấy người cộng sản thiếu lực lượng hay bộ đội địa phương không có khả năng chiến đấu, hoặc lo rằng các sư đoàn chủ lực của địch sẽ tiêu diệt các đơn vị vũ trang nhỏ bé của họ, mà vấn đề là phải chờ chủ trương của cấp trên. Bên cạnh đó, phong trào đấu tranh chính trị và hệ thống tổ chức Đảng dần phục hồi, nhiều cơ sở quần chúng được xây dựng. Tuy nhiên đến lúc này, những người cộng sản miền Nam đã rất suy yếu so với năm 1955 nên rất cần sự hỗ trợ lớn từ miền Bắc. Các đoàn cán bộ từ miền Bắc (trong đó có nhiều cán bộ người miền Nam từng tập kết ra Bắc năm 1955) bắt đầu được cử vào để chi viện, tăng cường cho miền Nam.

## Giai đoạn 1960–1965
Giai đoạn 1960–1965 là giai đoạn Việt Nam Dân chủ Cộng hòa công khai hậu thuẫn những người Cộng sản miền Nam và bắt đầu đem quân thâm nhập miền Nam. Những người Cộng sản miền Nam thành lập Mặt trận Dân tộc Giải phóng Miền Nam Việt Nam và Quân Giải phóng Miền Nam. Trong khi đó, Mỹ giúp Việt Nam Cộng hòa tiến hành chiến lược Chiến tranh đặc biệt. Tuy nhiên, quân Giải phóng vẫn thắng thế trên chiến trường, đánh những chiến dịch lớn sát các đô thị. Tổng thống Ngô Đình Diệm không kiểm soát nổi khủng hoảng chính trị và bị Hội đồng Quân nhân Cách mạng đảo chính. Việt Nam Cộng hòa sau đó tiếp tục khủng hoảng cho đến khi Nguyễn Văn Thiệu làm Tổng thống.

### Bối cảnh miền Bắc
Thập niên 1960 là thời kỳ nở rộ của khối xã hội chủ nghĩa và đã xuất hiện mầm mống chia rẽ giữa hai cường quốc hàng đầu trong khối là Liên Xô và Trung Quốc về các vấn đề tư tưởng, đường lối cách mạng. Nhất là từ khi Liên Xô rút hết các cố vấn khỏi Trung Quốc sau năm 1960.
Tại Liên Xô và Đông Âu, hình thức kinh tế tập trung và kế hoạch hóa đang phát huy các mặt tích cực của nó. Liên Xô tập trung mọi nguồn lực để cố đạt cho bằng được những chỉ tiêu kinh tế, chính trị được cho là ưu thế của hệ thống xã hội chủ nghĩa để tranh đua với Mỹ vai trò lãnh đạo thế giới. Việc phóng thành công vệ tinh nhân tạo đầu tiên của loài người (Sputnik 1) và đưa người đầu tiên vào vũ trụ (Yuri Gagarin) là biểu tượng của một siêu cường đang thắng thế. Liên Xô và Mỹ – hai đối thủ tư tưởng – sẵn sàng đối chọi nhau ở mọi vấn đề quốc tế. Việt Nam là một trong những nơi mà hai bên muốn thể hiện điều đó.
Liên Xô tuy đã có vũ khí nguyên tử từ năm 1949, nhưng ưu thế quân sự của Mỹ vẫn áp đảo. Do đó, Liên Xô vẫn e ngại sự quá căng thẳng với Mỹ và chỉ viện trợ cho miền Bắc ở mức đủ để xây dựng một nhà nước xã hội chủ nghĩa cho đến thời điểm này.
Trong thập niên 1960, quan điểm của Liên Xô về Chiến tranh Việt Nam đã có nhiều thay đổi. Từ quan điểm cùng chung sống hòa bình của Nikita Khrushchev trong chính trị quốc tế, nghĩa là phía Liên Xô muốn có sự chung sống giữa hai nhà nước Việt Nam và thống nhất thông qua trưng cầu dân ý với sự giúp đỡ quân sự hạn chế đến ủng hộ đấu tranh vũ trang của Leonid Brezhnev với viện trợ quân sự to lớn cho Việt Nam Dân chủ Cộng hòa. Khi Khrushchev bị buộc phải từ chức, Leonid Brezhnev lên thay. Ban đầu, chính sách của Liên Xô vẫn giữ nguyên nhưng đến đầu năm 1965, tân Thủ tướng Liên Xô, Kosygin, thăm Bắc Kinh, Hà Nội và Bình Nhưỡng nhằm mục đích hàn gắn quan hệ Xô – Trung và ngăn chặn hoạt động quân sự của Mỹ ở Việt Nam.
Trong chuyến thăm Hà Nội, tháp tùng Kosygin có các chuyên viên tên lửa. Và ngày 10 tháng 2 năm 1965, Liên Xô và Việt Nam Dân chủ Cộng hòa ký Hiệp ước Hỗ trợ Kinh tế và Quân sự Việt – Xô. Từ đây, sự giúp đỡ quân sự của Liên Xô cho miền Bắc ngày càng tăng và đóng vai trò quan trọng trong chiến tranh Việt Nam.
Đến thời điểm này cách tiếp cận của Liên Xô đã khác: họ viện trợ cho Việt Nam Dân chủ Cộng hòa nhiều hơn. Đây cũng là thời kỳ Quân đội Nhân dân Việt Nam được hiện đại hóa mạnh mẽ, trang bị lại với vũ khí mới, kể cả các vũ khí hạng nặng, các binh chủng kỹ thuật ra đời để đáp ứng chiến tranh hiện đại: không quân, radar, tên lửa phòng không... Quân đội Nhân dân Việt Nam liên tiếp tiến hành các cuộc tập trận lớn với giả định đánh quân đổ bộ đường không và chống xe tăng Mỹ.
Thập niên này đang có tranh cãi trong phe xã hội chủ nghĩa giữa những người thuộc "phe xét lại" (Nikita Sergeyevich Khrushchyov và Liên Xô) và những người tự nhận là "Marxist-Leninist chân chính" (Mao Trạch Đông và Trung Quốc) và các biện pháp cách mạng ở thế giới thứ ba bằng hòa bình hay bằng bạo lực cách mạng, gọi là Trung-Xô chia rẽ. Trung Quốc, lúc đó đang cạnh tranh vai trò lãnh đạo phe Xã hội chủ nghĩa với Liên Xô, cũng không muốn vai trò của mình kém hơn đối thủ cùng tư tưởng. Họ viện trợ cho Việt Nam Dân chủ Cộng hòa, trong giai đoạn này, còn nhiều hơn Liên Xô. Họ khuyến khích Việt Nam Dân chủ Cộng hòa chiến đấu giải phóng miền Nam mà không sợ quân đội Mỹ tham chiến.
Mùa hè 1962, Trung Quốc gửi cho nước Việt Nam Dân chủ Cộng hòa súng đạn đủ để trang bị cho 200 tiểu đoàn. Trung Quốc đồng ý gửi tình nguyện quân vào miền Bắc Việt Nam nếu quân Mỹ vượt qua vĩ tuyến 17. Tính từ 1956 đến 1963, Trung Quốc đã chuyển cho miền Bắc số lượng vũ khí trị giá khoảng 320 triệu nhân dân tệ. Tháng 12 năm 1964, Bộ trưởng Bộ Quốc phòng Trung Quốc thăm Hà Nội và ký Hiệp ước Hữu nghị hợp tác quân sự Việt – Trung.
Về phía mình, Việt Nam Dân chủ Cộng hòa chủ trương giữ quan hệ tốt với cả Trung Quốc lẫn Liên Xô để tranh thủ càng nhiều viện trợ vũ khí càng tốt. Tuy nhiên, Việt Nam Dân chủ Cộng hòa không chấp nhận mọi sự can thiệp vào đường lối chiến lược của họ. Ông Lưu Đoàn Huynh, cố vấn ngoại giao Việt Nam Dân chủ Cộng hòa, cho rằng vì cả hai bên Liên Xô và Trung Quốc chống nhau nên không bên nào có thể ép Việt Nam Dân chủ Cộng hòa theo đường lối của họ vì làm như vậy sẽ tạo cơ hội cho đối phương. Trên thực tế, Việt Nam Dân chủ Cộng hòa tự điều khiển cuộc chiến, tự quyết định đường lối của mình, khi nào đánh, khi nào đàm phán. Việt Nam Dân chủ Cộng hòa nhận vũ khí do các đồng minh viện trợ, nhưng sẽ tự chiến đấu bằng đường lối và nhân lực của đất nước mình.
Đầu năm 1961, Tổng thống Mỹ John F Kennedy ký lệnh triển khai "chiến dịch chiến tranh bí mật phá hoại miền Bắc Việt Nam", với mục đích phá hoại cơ sở vật chất ở miền Bắc Việt Nam. Chiến dịch này nằm dưới sự chỉ đạo của CIA, sau được Lầu Năm Góc tiếp quản năm 1964, đã đề ra các biện pháp chủ yếu là sử dụng lực lượng đặc biệt của Việt Nam Cộng hòa (gián điệp biệt kích) còn gọi là "Liên đội quan sát số 1", gồm phần đông là lính Việt Nam Cộng hòa có gốc là dân miền Bắc di cư. CIA và lực lượng đặc biệt Mỹ trực tiếp chỉ đạo, huấn luyện, trang bị để các nhóm biệt kích này đột nhập vào miền Bắc để phá hoại cơ sở hạ tầng, hình thức chủ yếu là sử dụng các tiểu đội biệt kích dù.
Đến năm 1968 thì các chiến dịch này phải dừng lại do đã thất bại nặng nề: gần 500 lính biệt kích bị tử trận, bị bắt hoặc trở thành điệp viên hai mang, trong khi gần như không gây thiệt hại được gì cho đối phương. Riêng ngành công an Việt Nam Dân Chủ Cộng Hòa với 19 chuyên án đã câu nhử, bắt sống hoặc tiêu diệt được 121 lính biệt kích. Các đội biệt kích phần lớn bị bắt ngay sau khi nhảy dù, một số thoát được nhưng không bao lâu cũng bị bắt do bị dân địa phương phát hiện và thông báo cho công an truy bắt. Cựu bộ trưởng quốc phòng Mỹ Robert S. McNamara và cựu Tư lệnh các lực lượng Mỹ tại Việt Nam, tướng William C. Westmoreland, đã bị chỉ trích nặng nề vì chiến dịch trên. Chương trình này được giữ kín suốt nhiều năm, về sau được tiết lộ trong cuốn sách của Sedgwick Tourison nhan đề "Secret Army, Secret War: Washington's Tragic Spy Operation in North Vietnam" (Naval Institute Special Warfare) viết tháng 9 năm 1995.

### Chiến trường miền Nam

Sinh viên Sài Gòn biểu tình chống chính quyền Việt Nam Cộng Hòa.

Từ năm 1960, với chủ trương "Giải phóng miền Nam, thống nhất đất nước, đưa cả nước đi lên chủ nghĩa xã hội" của chính phủ Việt Nam Dân Chủ Cộng hòa, quân Giải phóng ở chiến trường miền Nam phát động liên tiếp các đợt tiến công quy mô kết hợp đấu tranh chính trị với đấu tranh vũ trang mà cao trào là phong trào Đồng khởi. Phong trào này gây cho chính phủ Việt Nam Cộng hòa thời Tổng thống Ngô Đình Diệm lúng túng trong việc lập lại trật tự, dẫn đến một phần đáng kể của nông thôn miền Nam đã thành vùng do Mặt trận Giải phóng kiểm soát (cuối năm 1960). Tới cuối năm 1960, quân Giải phóng Miền nam đã kiểm soát 600/1298 xã ở Nam Bộ, 904/3829 thôn ở đồng bằng ven biển Trung bộ và 320/5721 thôn ở Tây Nguyên. Trong 2.627 xã toàn miền Nam, quân Giải phóng đã lập chính quyền tự quản ở 1.383 xã.
Nhân đà thắng lợi, ngày 20 tháng 12 năm 1960 những người cộng sản và các xu hướng chính trị khác tại miền Nam thành lập Mặt trận Dân tộc Giải phóng Miền Nam Việt Nam gồm nhiều đại diện các thành phần tôn giáo, tầng lớp xã hội, dân tộc khác nhau do những người cộng sản lãnh đạo. Quân Giải phóng Miền Nam cũng được thành lập ngay sau đó, ngày 15 tháng 2 năm 1961, theo nghị quyết của Bộ Chính trị Đảng Lao động Việt Nam và Tổng Quân ủy Trung ương.
Đứng trước tình hình trên, tướng Maxwell D. Taylor được phái sang Việt Nam để hỗ trợ gấp cho Việt Nam Cộng hòa. Kế hoạch Staley-Taylor (hay chiến tranh đặc biệt) với việc sử dụng chủ yếu quân lực Việt Nam Cộng hòa đã được trang bị bằng vũ khí tối tân do Mỹ cung cấp và thực hiện các kế hoạch quân sự do cố vấn Mỹ hoạch định. Nhà nước Mỹ cũng tăng thêm nguồn viện trợ kinh tế cho chính phủ Ngô Đình Diệm nhằm tăng quân số và tiêu dùng cho các chi phí quân sự. Với khả năng cơ động cao, Quân lực Việt Nam Cộng hòa đã giành được những thắng lợi nhất định. Đồng thời, chính phủ Việt Nam Cộng hòa thắt chặt chính sách Ấp chiến lược nhằm cách ly quân Giải phóng với dân chúng.
Mỹ quyết tâm không bỏ cuộc tại Nam Việt Nam. Năm 1964, Mỹ bắt đầu chuyển hướng sự chú ý từ miền Nam hướng ra miền Bắc và tuyên bố sẽ không chấp nhận việc tăng chuyển quân và vũ khí từ miền Bắc vào Nam. Mỹ tăng cường can thiệp vào chiến tranh Việt Nam và tháng 2 năm 1965, không quân Mỹ oanh kích miền Bắc. Để đối phó với sự gia tăng chiến tranh của Mặt trận Giải phóng miền Nam, Mỹ giúp Việt Nam Cộng hòa tiến hành chiến tranh đặc biệt và tăng cường viện trợ kinh tế cũng như quân sự.

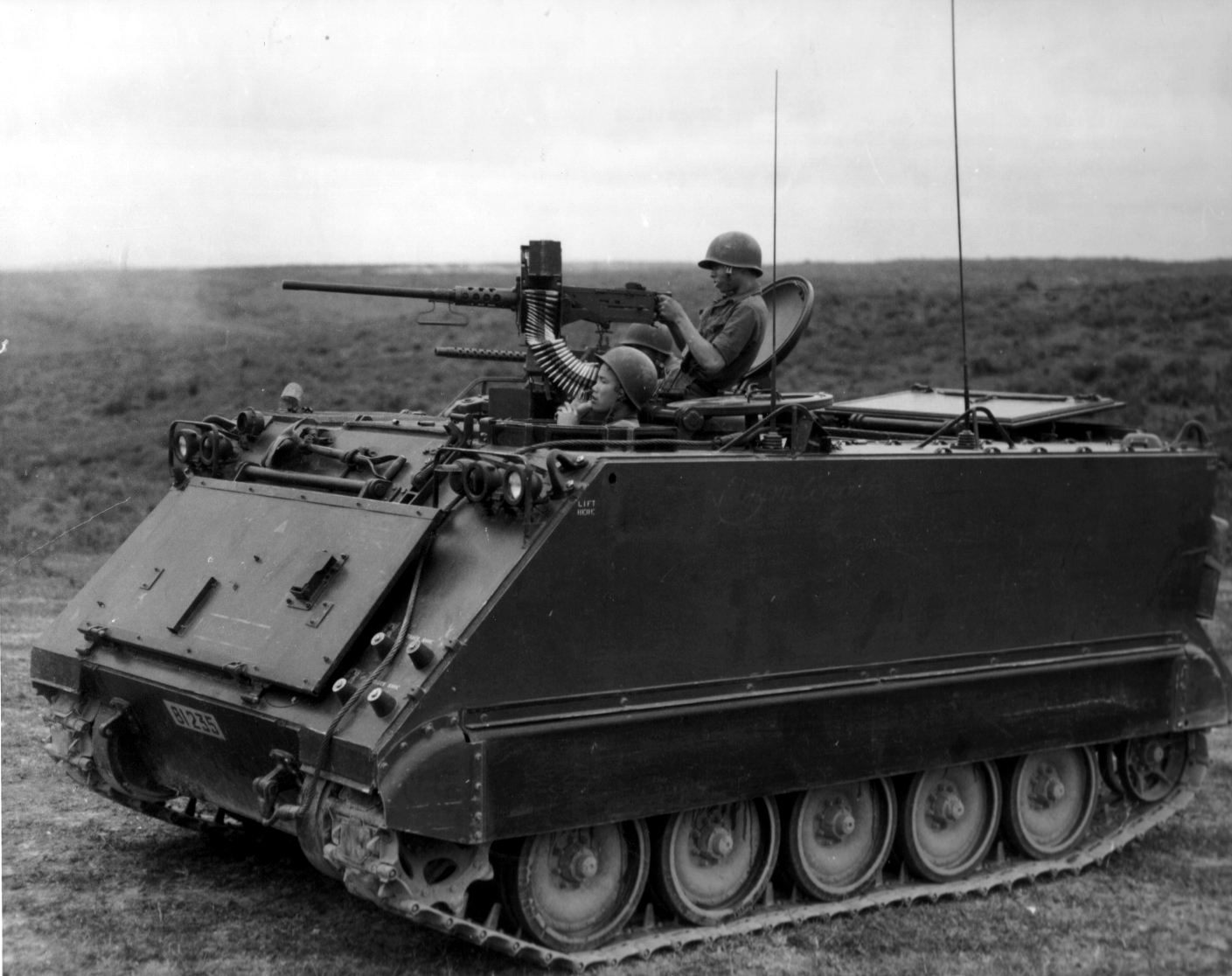
Thiết giáp M-113 của Quân lực Việt Nam Cộng hòa trên chiến trường

Về phía Mặt trận Dân tộc Giải phóng, lực lượng Quân Giải phóng miền Nam Việt Nam trong thời điểm này không còn đủ mạnh để tận dụng sự khó khăn của Việt Nam Cộng hòa để mở các chiến dịch lớn, tiến tới kết thúc chiến tranh. Việc Quân Giải phóng miền Nam Việt Nam suy yếu được nhận định là do sự đàn áp của chính quyền Ngô Đình Diệm cũng như không nhận được sự trợ giúp về quân sự của miền Bắc mà mới chủ yếu là hỗ trợ bằng chính trị do cả Mặt trận và Việt Nam Dân chủ Cộng hòa vẫn hy vọng vào giải pháp Tổng tuyển cử. Vì vậy, lính tình nguyện ở miền Bắc đã hành quân vào Nam theo đường mòn Trường Sơn để tăng cường cho Quân Giải phóng. Thí dụ họ đã thành lập trung đoàn 22 gồm phần lớn các chiến sĩ tập kết ra bắc, đưa nhiều cán bộ và lính tập kết lẫn lính mới vào miền nam. Tuy nhiên, trong thời kỳ 1960-1965 các đơn vị tình nguyện từ miền Bắc vào chủ yếu đứng chân vòng ngoài tại tuyến đường Trường Sơn, Tây Nguyên để xây dựng các căn cứ quân sự phục vụ chiến sự sau này.
Sau gần hai năm đối phó với chiến tranh đặc biệt, Quân Giải phóng miền Nam đã đúc kết kinh nghiệm đối phó với chiến thuật trực thăng vận và thiết xa vận của quân đội Việt Nam Cộng hòa. Điều này đã tạo ra thắng lợi cho họ trong trận Ấp Bắc (ngày 2 tháng 1 năm 1963 tại tỉnh Tiền Giang). Ngoài ra những người cộng sản cũng tiếp tục đánh phá cơ cấu hành chính của Việt Nam Cộng hòa. Tính đến năm 1963 lực lượng du kích đã ám sát 6.700 người và thực hiện 18.200 vụ bắt cóc. Quân đội Việt Nam Cộng hòa trở nên yếu thế buộc phải lui về thế thủ gần các thành phố lớn. Trong các năm 1963 và 1964 Quân Giải phóng miền Nam thắng thế tiến công trên toàn chiến trường và đến tháng 12 năm 1964 họ tiến hành chiến dịch Bình Giã tại tỉnh Bà Rịa làm thiệt hại các chiến đoàn thiết giáp cơ động và các đơn vị dự bị chiến lược của quân đội Việt Nam Cộng hòa. Rất nhiều chiến thắng tại các địa bàn khác: Ba Gia, An Lão, Võ Su...

### Khủng hoảng chính trị tại miền Nam
Ngày 8 tháng 5 năm 1963 xảy ra sự kiện Phật đản tại Huế làm chấn động trên toàn thế giới, cũng như đã tạo ra phong trào phản đối "sự kỳ thị tôn giáo" của chính phủ Tổng thống Ngô Đình Diệm. Cuộc khủng hoảng này đã làm chính phủ Ngô Đình Diệm mất hết uy tín trong và ngoài nước. Chính phủ Ngô Đình Diệm đã có những cố gắng xoa dịu sự bất mãn, giải quyết những nguyện vọng của Phật giáo nhưng vẫn không thể ổn định nổi tình hình trước quyết tâm đấu tranh cao độ của các lãnh đạo Phật giáo. Phật giáo không hề tin tưởng vào thiện chí của chính quyền. Mỗi hành động của chính quyền đều bị lãnh đạo Phật giáo xem là một âm mưu chống lại tôn giáo của họ. Chính vì thế hai bên không tìm được tiếng nói chung để giải quyết cuộc khủng hoảng.
Ngày 1 tháng 11 năm 1963, Quân lực Việt Nam Cộng Hòa, dưới sự chỉ huy của tướng Dương Văn Minh đã đảo chính lật đổ, giết chết hai anh em ông Ngô Đình Diệm, Ngô Đình Nhu và xử bắn ông Ngô Đình Cẩn. Theo nhiều tài liệu và loạt bài "Hồ sơ mới giải mật: CIA và nhà họ Ngô" đăng trên Báo An ninh Thế giới, do Trương Hùng lược dịch từ tài liệu "CIA and the House of Ngo" của Thomas L. Ahern Jr, một cựu điệp viên CIA từng nhiều năm hoạt động tại chiến trường miền Nam Việt Nam, thì Mỹ đã đứng sau, can thiệp sau hậu trường vào cuộc đảo chính này và gọi điều này là việc "thay ngựa giữa dòng".
Theo Thomas Ahern Jr., bắt đầu từ tháng 10 năm 1960 CIA bắt đầu nhận thấy mầm mống nổi loạn chống Ngô Đình Diệm ở Sài Gòn ngày càng tăng, CIA tập hợp thông tin về thành phần bất mãn trong quân đội đồng thời cố gắng khai thác tướng Trần Văn Minh và các nguồn khác nhằm tìm kiếm thành phần tham gia đảo chính. Nhân viên CIA Miller được lệnh của Trạm CIA tránh can dự "cố vấn" cho phe đảo chính mà chỉ việc lặng lẽ theo dõi diễn biến rồi báo cáo về Trạm.
Bùi Diễm (sau năm 1963 là Đại sứ Việt Nam Cộng hòa tại Mỹ) đã viết trong hồi ký của mình rằng: Tướng Lê Văn Kim đã yêu cầu hỗ trợ nhằm thực hiện điều mà chính phủ Mỹ cũng muốn làm với chính quyền của Ngô Đình Diệm (tức gạt bỏ chính quyền của Ngô Đình Diệm). Diễm đã liên lạc với cả đại sứ và các nhà báo thạo tin của Mỹ ở miền Nam Việt Nam, như David Halberstam (New York Times), Neil Sheehan (United Press International) và Malcolm Browne (Associated Press). Lucien Conein đặc vụ của CIA đã trở thành đầu mối liên lạc giữa Đại sứ quán Mỹ với các tướng lĩnh đảo chính, do Trần Văn Đôn đứng đầu. Ngày 3 tháng 10 năm 1963, Conein gặp tướng Minh là người nói cho ông biết ý định đảo chính và yêu cầu người Mỹ hỗ trợ nếu nó thành công. Trong phim tài liệu Việt Nam: Cuộc chiến 10.000 ngày của đạo diễn Michael Maclear, các tướng lĩnh của Ngô Đình Diệm cho biết họ sẽ tiến hành đảo chính nếu chính phủ Mỹ ủng hộ, nhân viên CIA Lucien Conein kể lại rằng khi được thông báo về ý định đảo chính ông ta nói: "Lệnh mà tôi nhận là thế này: Tôi phải cho Tướng Minh biết rằng chính phủ Mỹ sẽ không cản trở cuộc đảo chính của họ và tôi đã truyền đạt điều này". Sau đó Conein bí mật gặp tướng Trần Văn Đôn để nói với ông này rằng Mỹ phản đối bất cứ hành động ám sát nào. Tướng Đôn trả lời "Được rồi, nếu anh không thích điều đó chúng ta sẽ không nói về nó nữa."

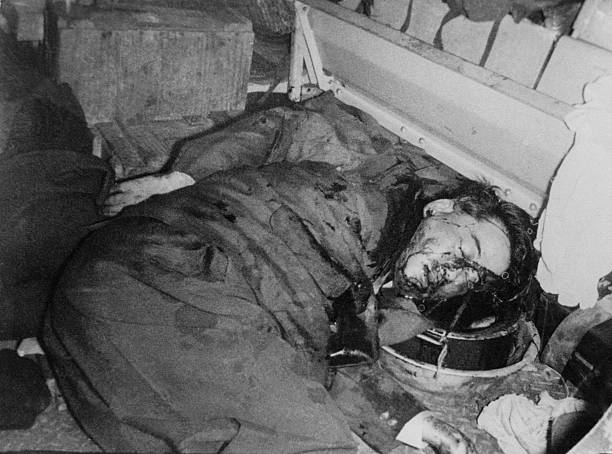
Xác Ngô Đình Diệm sau khi bị quân đảo chính hạ sát.

Henry Cabot Lodge, Jr. đại sứ Mỹ tại Việt Nam Cộng hòa sau khi biết về âm mưu đảo chính được lên kế hoạch bởi các tướng lĩnh sĩ quan của Quân lực Việt Nam Cộng hòa, do tướng Dương Văn Minh cầm đầu đã báo cáo cho Tổng thống Mỹ xin ý kiến. Biên bản cuộc họp ngày 29/10/1963 giữa Tổng thống Mỹ và các cố vấn cho thấy Tổng thống Mỹ sau khi họp với 15 cố vấn ngoại giao cao cấp và chuyên gia an ninh quốc gia không đưa ra được ý kiến thống nhất về vấn đề này mà để cho đại sứ Mỹ Henry Cabot Lodge, Jr. tùy cơ ứng biến. Sau đó, Lucien Conein, một đặc vụ CIA, đã cung cấp 40.000 USD cho nhóm sĩ quan Việt Nam Cộng hòa để tiến hành cuộc đảo chính với lời hứa hẹn rằng quân đội Mỹ sẽ không bảo vệ tổng thống Ngô Đình Diệm.
Ngày 2 tháng 11 năm 1963, Tổng thống Ngô Đình Diệm đầu hàng lực lượng đảo chính và bị họ giết chết. Khi biết Tổng thống Ngô Đình Diệm đã bị đảo chính và giết chết, Tổng thống Mỹ Kenedy bị choáng váng và ưu tư thoáng buồn. Ngay sau đó chính quyền Việt Nam Cộng hòa rơi vào khủng hoảng lãnh đạo trầm trọng với 14 cuộc đảo chính liên tiếp trong một năm rưỡi và chỉ ổn định lại khi Ủy ban Lãnh đạo Quốc gia, đứng đầu bởi hai tướng Nguyễn Văn Thiệu và Nguyễn Cao Kỳ, lên chấp chính (tháng 6 năm 1965). Tháng 6 năm 1965, trước các thất bại liên tiếp trên chiến trường và tình hình chính trị rối loạn của Việt Nam Cộng hòa, chính phủ Mỹ quyết định hủy bỏ kế hoạch Staley-Taylor và đưa quân đội Mỹ sang trực tiếp tham chiến để giữ miền Nam khỏi rơi vào tay lực lượng Mặt trận Dân tộc Giải phóng miền Nam.
Trong giai đoạn khủng hoảng đó, nhiều lãnh đạo Việt Nam Cộng hòa vẫn nói rằng họ có tham vọng Bắc tiến để thống nhất Việt Nam. Năm 1963, Tổng thống Ngô Đình Diệm đã ra lệnh cho Phủ Đặc Ủy Công Dân Vụ chuẩn bị kế hoạch Bắc tiến, tiêu diệt nhà nước Việt Nam Dân chủ Cộng hòa, thống nhất Việt Nam. Ngày 14 tháng 7 năm 1964, người đứng đầu chính phủ là tướng Nguyễn Khánh công khai tuyên bố sẵn sàng Bắc tiến. Hai ngày sau, tướng Nguyễn Cao Kỳ cũng khẳng định Không lực Việt Nam Cộng hòa đã sẵn sàng. Nhưng kế hoạch này đã bị Washington từ chối ủng hộ nên nó không bao giờ trở thành sự thật, một phần bởi Mỹ lo ngại sẽ lôi kéo Trung Quốc vào vòng chiến, châm ngòi cho một cuộc chiến tranh quy mô trên toàn châu Á.

## Giai đoạn 1965-1968
Đây là giai đoạn ác liệt nhất của Chiến tranh Việt Nam, được gọi với cái tên Chiến tranh cục bộ. Ngay tên gọi "chiến tranh cục bộ" đã cho thấy tính phức tạp rất dễ bùng nổ của tình hình mà Tổng thống Lyndon B. Johnson phải giải quyết. Một mặt quân đội Mỹ phải can thiệp vũ trang nhằm quét sạch lực lượng Quân Giải phóng; mặt khác, họ phải kiềm chế chiến tranh trong phạm vi Việt Nam, không để nó lan ra ngoài vòng kiểm soát, đụng chạm đến khối Xã hội Chủ nghĩa để có thể dẫn đến một cuộc chiến tranh như Chiến tranh Triều Tiên. Chính phủ Mỹ đã thành công trong việc kiềm chế, nhưng họ đã thất bại trong mục tiêu đánh bại lực lượng Quân Giải phóng. Các đồng minh lớn của Việt Nam Dân chủ Cộng hòa là Liên Xô, Trung Quốc cũng quyết tâm viện trợ giúp nước này chiến đấu chống Mỹ. Họ thấy đây là cơ hội rất tốt để làm Mỹ sa lầy tại Việt Nam để các cường quốc này vươn lên giành vị thế đứng đầu thế giới.
Việt Nam Cộng hòa hoan nghênh việc quân đội Mỹ đổ bộ vào miền Nam Việt Nam vì điều này đã phần nào đẩy lui quân Giải phóng và mở ra một hy vọng chiến thắng. Nhưng đồng thời, từ đó chính phủ Việt Nam Cộng hòa luôn phải tham khảo ý kiến của Mỹ trước khi ra quyết định. Craig A. Lockard nhận xét rằng "trong sự khinh thường của những người Mỹ mà họ phục vụ, Việt Nam Cộng hòa chỉ là công cụ thực hiện việc phê chuẩn, nếu không phải là thường bị loại ra khỏi sự chỉ đạo của Mỹ. Việt Nam Cộng hòa hiếm khi đưa ra chính sách lớn, họ thậm chí còn không được tham khảo ý kiến về quyết định của Mỹ năm 1965 đưa một lực lượng lớn quân vào tham chiến trên bộ."
Theo tuyên bố của chính phủ Mỹ, Việt Nam Cộng hòa bị Việt Nam Dân chủ Cộng hòa tấn công quân sự là trái với Hiệp định Genève và chính phủ Mỹ tuyên bố lý do việc quân đội Mỹ tham chiến tại miền Nam Việt Nam là để bảo vệ Việt Nam Cộng hòa theo những điều khoản của Hiệp ước SEATO do Việt Nam Cộng hòa được đặt dưới sự bảo hộ quân sự của SEATO. Tổng thống Mỹ có quyền đưa quân trợ giúp Việt Nam Cộng hòa theo quy định của Hiến pháp Mỹ và theo Hiệp ước SEATO đã được Thượng viện Mỹ chấp thuận. Hơn nữa Quốc hội Mỹ đã ban hành nghị quyết ngày 10 tháng 8 năm 1964 cho phép quân đội Mỹ được hoạt động tại Việt Nam và ủng hộ những hành động của Tổng thống Mỹ đối với Việt Nam. Chính vì thế Tổng thống Mỹ có quyền điều quân đến Việt Nam mà không cần tuyên bố chiến tranh của Quốc hội Mỹ. Sau này, để tránh việc tổng thống Mỹ lạm dụng đưa quân ra nước ngoài theo ý bản thân, luật này được sửa lại và việc đưa quân nhất thiết phải được Quốc hội Mỹ thông qua. Theo lời của ông Bùi Diễm, cựu đại sứ Việt Nam Cộng hòa tại Mỹ thì Mỹ không hề hỏi ý kiến chính quyền Việt Nam Cộng hòa trước khi triển khai quân Mỹ tại miền Nam Việt Nam. Sự có mặt của quân đội Mỹ tại miền Nam chưa được nội các hay nghị viện của Việt Nam Cộng hòa phê chuẩn.
Trong Kế hoạch hành động đối với Việt Nam viết vào ngày 24 tháng 5 năm 1965, trợ lý bộ trưởng Quốc phòng Mỹ John McNaughton đã lên danh sách những mục tiêu của Mỹ trong cuộc chiến:
- 70% – Để tránh một sự thất bại đáng xấu hổ của Mỹ (đối với uy tín của chúng ta là kẻ bảo vệ)
- 20% – Để bảo vệ [miền Nam Việt Nam] (và vùng lân cận) khỏi tay Trung Quốc
- 10% – Để cho người dân Nam Việt Nam có cuộc sống tốt đẹp hơn
- CŨNG LÀ ĐỂ – Thoát khỏi cuộc khủng hoảng (đối với chính quyền Mỹ) mà không có vết nhơ không thể chấp nhận được do những phương thức đã sử dụng
- KHÔNG PHẢI ĐỂ – 'giúp một người bạn', mặc dù sẽ rất khó khăn để ở lại nếu bị buộc phải rời đi.

### Mỹ ném bom miền Bắc Việt Nam

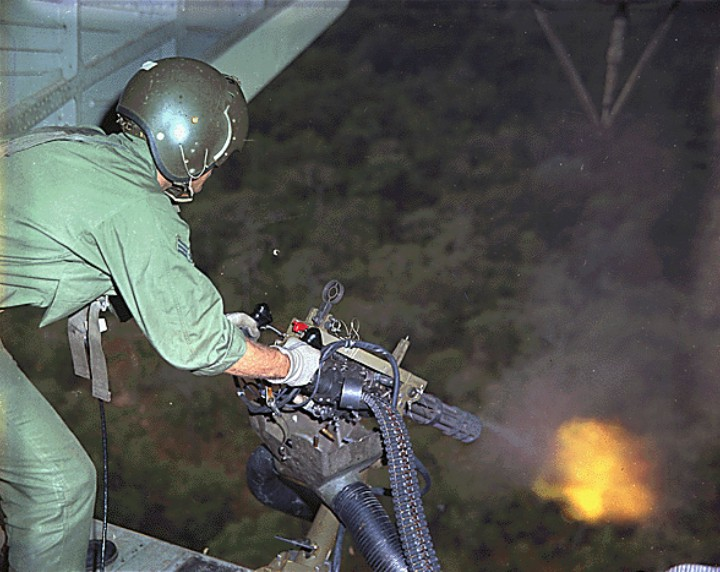
Một lính Mỹ trên trực thăng

Chính vì những tế nhị chính trị như vậy nên sự can thiệp quân sự của Mỹ đã diễn ra theo cách leo thang dần. Đầu tiên họ cho rằng không cần tham chiến vẫn có thể giải quyết chiến tranh nếu ngăn chặn được nguồn tiếp tế của Việt Nam Dân chủ Cộng hòa. Mỹ đe dọa nếu Việt Nam Dân chủ Cộng hòa không chấm dứt tiếp tế cho Quân Giải phóng miền Nam thì sẽ phải đối mặt với việc bị ném bom. Chính phủ Việt Nam Dân chủ Cộng hòa bất chấp sức ép của Mỹ và tiếp tục tiếp tế vào miền Nam. Sự kiện Vịnh Bắc Bộ vào ngày 4 tháng 8 năm 1964 tạo ra lý do khiến Quốc hội Mỹ ủy nhiệm cho chính phủ Mỹ tiến hành mọi hoạt động chiến tranh nếu thấy cần thiết mà không cần có sự phê chuẩn của Quốc hội. Trong một cuốn băng thu âm được giải mật năm 2001, tổng thống Lyndon B. Johnson thừa nhận rằng vụ tấn công của tàu Việt Nam Dân chủ Cộng hòa vào tàu Mỹ trong sự kiện Vịnh Bắc Bộ vào ngày 4 tháng 8 năm 1964 chưa hề xảy ra. Thực chất, sự kiện Vịnh Bắc Bộ được Mỹ dựng lên để có một cái cớ ném bom miền Bắc Việt Nam.
Ngay sau đó, Mỹ bắt đầu các cuộc ném bom miền Bắc. Để duy trì việc ném bom, Mỹ phải đưa máy bay và lính không quân vào các sân bay tại miền Nam, lập các căn cứ tại đó. Điều này dẫn đến việc Quân Giải phóng tiến công các sân bay. Để bảo vệ các căn cứ trong sân bay, Mỹ cần gửi thêm thủy quân lục chiến. Sau đó lại xuất hiện vấn đề phải phòng thủ từ xa và, cuối cùng, là phải tìm-diệt đối phương sâu trong các căn cứ của họ. Thế là quân Mỹ đã dần dần trực tiếp đánh thay cho quân đội Việt Nam Cộng hòa và quân đội này dần dần chỉ còn là lực lượng thứ yếu, chủ yếu để giữ an ninh tại các vùng họ kiểm soát.

### Chiến tranh không quân tại miền Bắc Việt Nam

Tốp máy bay F105 của Không quân Mỹ đang oanh tạc miền Bắc Việt Nam năm 1966

Bắt đầu từ tháng 8 năm 1964, Việt Nam Dân chủ Cộng hòa đã phải đối phó với chiến tranh trên không rất ác liệt của Không quân và Hải quân Mỹ. Đầu tiên là chiến dịch Mũi Tên Xuyên (Pierce Arrow) ngày 5 tháng 8 năm 1964, hành động trả đũa sự kiện Vịnh Bắc Bộ do máy bay của Hải quân Mỹ thực hiện, đánh phá các căn cứ hải quân của Việt Nam Dân chủ Cộng hòa ở Lạch Trường (Thanh Hóa), Bãi Cháy (Hòn Gai).
Tại Bãi Cháy, bộ đội cao xạ phòng không đã chủ động đánh trước khi máy bay Mỹ oanh kích. 2 máy bay Mỹ loại A-4 Skyhawk bị bắn rơi. Phi công Mỹ Everett Alvarez nhảy dù xuống biển đã bị dân chài bắt sống, trở thành người tù binh Mỹ đầu tiên trong Chiến tranh Việt Nam. Tiếp đến là Chiến dịch Sấm Rền đầu năm 1965 đánh phá các tỉnh từ Thanh Hóa trở vào, sau đó chiến tranh không quân lan rộng ra toàn miền Bắc Việt Nam. Để đề phòng các phản ứng của quốc tế, Không quân Mỹ chỉ chừa lại nội thành hai thành phố Hà Nội và Hải Phòng. Chiến tranh không quân nhắm vào hệ thống đường sá giao thông và các mục tiêu công nghiệp, quân sự. Thậm chí các trạm biến thế điện nhỏ, các nhánh đường sắt phụ cũng bị đánh. Bị đánh phá nặng nhất là tại khu vực hai tỉnh Hà Tĩnh, Quảng Bình, là cuống họng tiếp tế vào Nam và tại khu vực Vĩnh Linh giáp sông Bến Hải – nơi dân chúng phải sống trong địa đạo.
Tháng 4 năm 1965, Chính phủ Việt Nam Dân chủ Cộng hòa ký hiệp định với Trung Quốc đưa một bộ phận quân đội Trung Quốc vào miền Bắc Việt Nam đóng ở một số vị trí quan trọng như tỉnh Quảng Ninh, Thái Nguyên và dọc đường Quốc lộ 1, nhưng không được vượt quá phía nam Hà Nội. Sau đó một số lượng đáng kể nhân viên quân sự Trung Quốc được gửi sang miền Bắc, bắt đầu từ tháng 6 năm 1965. Tổng số quân Trung Quốc đã có mặt tại miền Bắc từ tháng 6-1965 đến tháng 3-1973 là gần 320.000 người trong đó có khoảng 1000 binh sĩ tử trận. Tại thời điểm đông nhất có khoảng 130.000 người, bao gồm các đơn vị tên lửa đất đối không, pháo phòng không, các đơn vị công binh làm đường, dò mìn và vận tải. Lực lượng này không được phép tham chiến mà chỉ để giúp Việt Nam sửa chữa cầu, đường bị bom Mỹ phá. Ông Lưu Đoàn Huynh, cố vấn ngoại giao Việt Nam Dân chủ Cộng hòa, giải thích quân Trung Quốc sang Việt Nam do lo ngại việc Mỹ có thể đưa quân ra miền Bắc Việt Nam. Ông Barry Zorthian, phát ngôn viên sứ quán Mỹ tại Sài Gòn, cho biết Mỹ không mở rộng chiến tranh ra miền Bắc Việt Nam vì sợ Trung Quốc sẽ tham chiến. Sách "Sự thật quan hệ Việt Nam – Trung Quốc" thì khẳng định mục tiêu của Trung Quốc "thâm hiểm" hơn: đó là tạo tiếng tốt "viện trợ Việt Nam", tập họp lực lượng ở châu Á, châu Phi, châu Mỹ Latinh, đẩy mạnh chiến dịch chống Liên Xô; cũng là để gây khó khăn cho việc vận chuyển hàng viện trợ khối xã hội chủ nghĩa quá cảnh Trung Quốc nhằm hạn chế khả năng đánh lớn của nhân dân Việt Nam, qua đó khiến Việt Nam buộc phải lệ thuộc vào Trung Quốc. Trung Quốc ngoài mặt muốn giúp Việt Nam tu sửa thiệt hại do không quân Mỹ, nhưng năm 1968 họ lại khuyến khích Mỹ tăng cường ném bom miền bắc Việt Nam. Bên cạnh đó, trong giai đoạn đầu (năm 1965) còn có sự tham chiến của các binh lính, sĩ quan tên lửa Liên Xô trực tiếp tác chiến đồng thời huấn luyện binh sĩ Việt Nam nắm bắt việc sử dụng tên lửa phòng không và đội đặc nhiệm GRU thuộc Tổng cục Tình báo quân sự, Bộ Tổng tham mưu các lực lượng vũ trang Liên Xô huấn luyện lực lượng đặc nhiệm Việt Nam và tham gia thực hiện các vụ đột kích vào căn cứ quân sự của đối phương.
Cuộc sống của người dân miền Bắc ngày càng khó khăn và căng thẳng, ngay cả bộ đội cũng bị thiếu ăn. Ở thành thị, dân chúng tản cư về nông thôn để tránh bom, nhu yếu phẩm cho thị dân được bán theo chế độ tem phiếu rất nghiêm ngặt. Nông thôn vắng bóng nam thanh niên. Nữ thanh niên vừa lao động sản xuất vừa được điều động tham gia vào lực lượng dân quân tự vệ bảo vệ trật tự và tham gia huấn luyện quân sự, bắn máy bay. Chính phủ huy động hàng vạn nữ thanh niên đi Thanh niên xung phong vào tuyến lửa tại các tỉnh bị đánh phá nặng nề nhất như Nghệ An, Hà Tĩnh, Quảng Bình và vào tuyến đường Trường Sơn, sang Lào để làm nhiệm vụ hậu cần, làm đường và đảm bảo giao thông. Tỷ lệ thương vong khá lớn vì bom đạn và bệnh tật.
Về xã hội, chính quyền địa phương cố gắng tạo điều kiện cho thanh niên lập gia đình trước khi nhập ngũ. Nhà nước tìm mọi cách nâng cao tinh thần của dân chúng cho kháng chiến. Tất cả mọi người đều tham gia các tổ chức quần chúng của Đảng Lao động Việt Nam. Các tổ chức quần chúng trên có vai trò nhất định trong việc giữ vững tinh thần và niềm tin trong dân chúng và thi hành các đường lối chính sách của Đảng trong dân. Những tin tức ác liệt của chiến trường, số thương vong nặng nề ở miền Nam và chết bom ở miền Bắc không được công bố hoặc với số lượng giảm đi rất nhiều, chủ yếu trên thông tin báo đài là các tin chiến thắng lẫy lừng. Nhiều bài hát được các nhạc sĩ sáng tác ca ngợi mục tiêu giải phóng miền Nam, ca ngợi người lính, cổ vũ thanh niên nhập ngũ. Nhân dân miền Bắc được phổ biến đời sống kinh tế tại miền Nam rất bấp bênh, nhân dân miền Nam (nhất là ở vùng nông thôn) bị khốn khổ bởi những cuộc bắn phá, càn quét, rải chất độc hóa học phá hoại mùa màng và chính sách Ấp Chiến lược – "thực tế là trại tập trung" của Mỹ Ngụy.
Xã hội xuất hiện nhiều tấm gương về chủ nghĩa anh hùng cách mạng. Các nguồn lực được huy động tối đa và có hiệu quả để phục vụ mục tiêu giải phóng miền Nam. Các nhà báo Pháp nhận xét: "Mọi lối sống cá nhân đều biến mất để cùng xây dựng một cố gắng tập thể tuyệt vời, điều hành bởi một bộ máy thống nhất và quy củ". Nói chung, tinh thần của người dân miền Bắc rất cao, họ vẫn có thể chấp nhận hy sinh cao hơn nữa để giành được thắng lợi cuối cùng.
Lực lượng phòng không của Quân đội Nhân dân Việt Nam không thể đua tranh với Không quân và Hải quân Mỹ nên dồn sức bảo vệ các mục tiêu rất quan trọng như Hà Nội, Hải Phòng, các thành phố lớn, các điểm giao thông quan trọng và các nơi máy bay địch hay qua lại nhiều. Những nơi còn lại được phân cho các lực lượng dân quân tự vệ trang bị pháo và súng máy phòng không đảm trách. Đến năm 1965, lực lượng phòng không tại miền Bắc có một số trang bị khá hiện đại do Liên Xô cung cấp, gồm nhiều trung đoàn pháo phòng không các tầm cỡ (có loại điều khiển bằng radar), hệ thống radar cảnh giới và dẫn đường cho không quân, hệ thống tên lửa phòng không và không quân tiêm kích. Các lực lượng phòng không không quân của Quân đội Nhân dân Việt Nam đã chiến đấu khá sáng tạo, vô hiệu hóa được các ưu thế công nghệ của đối phương, chống trả quyết liệt và gây thiệt hại đáng kể cho Không quân và Hải quân Mỹ.

### Các chiến dịch Tìm-diệt tại miền Nam Việt Nam
Ngay sau khi quân đội Mỹ đổ bộ vào miền Nam Việt Nam, tình hình chiến sự thay đổi có lợi cho phía Mỹ và Việt Nam Cộng hòa. Quân Giải phóng miền Nam bị đẩy lui vào thế phòng thủ, bị không quân và kỵ binh bay của Mỹ truy tìm ráo riết. Các đơn vị lớn phải rời bỏ vùng đồng bằng trống trải để lui về miền nông thôn hoặc núi rừng. Ở đồng bằng, họ chỉ để lại các đơn vị nhỏ và phát động chiến tranh nhân dân đánh du kích. Cố vấn Edward Lansdale đề xuất ý kiến, cho rằng nếu như có thể chiếm được lòng dân miền Nam thì du kích sẽ không có chỗ để trốn, nhưng kế hoạch đã thất bại và dẫn đến việc dùng chất độc da cam và chính sách tìm-diệt.

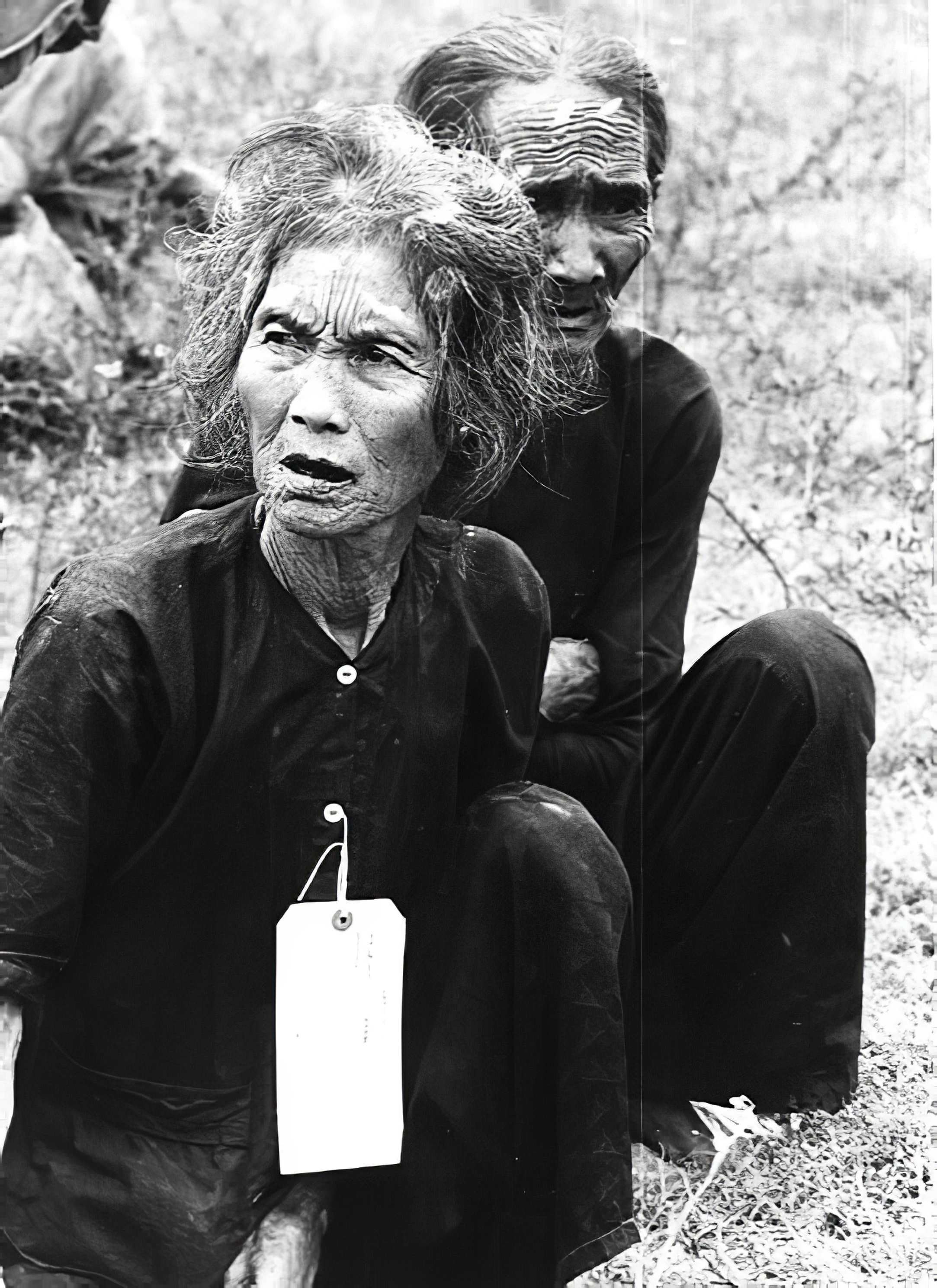
Nông dân miền Nam bị lính Mỹ bắt vì bị tình nghi là ủng hộ cộng sản

Tháng 11 năm 1965 đã xảy ra một trận đánh rất ác liệt tại vùng thung lũng sông Ia Drang, gần biên giới Campuchia thuộc tỉnh Kon Tum. Hai trung đoàn chính quy Quân Giải phóng miền Nam và một lữ đoàn thuộc Sư đoàn 1 Kỵ binh bay của Mỹ đã dàn quân đánh nhau để thử sức. Thực chất đây là hai trận đánh liên tiếp, trận Xray và trận Albany, diễn ra trong bốn ngày đêm. Hai bên đều bị thương vong lớn và tuy cùng tuyên bố thắng lợi, đều biết được thực lực đối phương là đáng gờm.
Sau trận này, quân Giải phóng đã tìm ra cách hạn chế ưu thế quân sự áp đảo của Mỹ. Phía Mỹ có ưu thế là hỏa lực cực mạnh và trang bị rất nhiều vũ khí hiện đại. Đặc biệt, quân Mỹ có yểm trợ không quân rất mạnh mà vũ khí khủng khiếp nhất của họ là máy bay B-52, bom napal và trực thăng vũ trang. Quân Giải phóng miền Nam bỏ tham vọng đánh tiêu diệt các đơn vị Mỹ cấp trung đoàn, họ tránh đánh những trận dàn quân đối đầu trực tiếp mà chỉ áp dụng chiến thuật đánh tập kích. Quân của họ luôn bám sát những toán quân Mỹ nhưng không giao chiến, chỉ khi đối phương dựng trại hoặc sơ hở thì họ tập kích hoặc phục kích, đánh xong thì nhanh chóng rời chiến trường trước khi pháo binh và máy bay địch kịp đáp trả. Một khi xung phong thì luôn áp sát đánh gần, dùng lối cận chiến "Nắm thắt lưng địch mà đánh" để không cho đối phương sử dụng pháo binh và không quân. Dù rất hiện đại nhưng quân đội Mỹ không quen chiến đấu trong địa hình rừng núi quen thuộc của đối phương và vũ khí của họ cũng không phát huy hết tác dụng khi bị đối phương dùng lối đánh áp sát cận chiến.
Quân Mỹ và đồng minh mở các "chiến dịch tìm-diệt" để truy lùng và tiêu diệt các đơn vị quân Giải phóng, nhưng chẳng thấy đối phương đâu trong khi bất cứ lúc nào họ cũng có thể bị tấn công. Các chiến dịch tìm diệt thường gây thương vong cho dân thường vì nhầm lẫn người dân là quân Giải phóng, thậm chí gây ra các vụ thảm sát thường dân tại các khu vực quân Giải phóng thường hoạt động hoặc do người dân ở khu vực đó che giấu và cung cấp nhân lực, vật lực, tài chính cho quân Giải phóng.
Lực lượng du kích quân Giải phóng cũng mở rộng tầm tấn công, không những với mục tiêu quân sự mà còn tấn công vào cơ cấu tổ chức hành chính địa phương của Việt Nam Cộng hòa bằng việc thuyết phục, đe dọa, đôi khi là ám sát những viên chức hành chính, sĩ quan quân đội và chỉ điểm viên chuyên lùng bắt du kích. Chủ trương này ngoài hiệu quả triệt hạ nguồn nhân sự điều hành chính quyền địa phương mà còn tác động đến tâm lý đại chúng ở Miền Nam. Ngoài ra họ còn sử dụng lực lượng biệt động hoạt động tại các thành phố lớn chuyên ném lựu đạn vào quân Mỹ tại nơi công cộng, ám sát các chính trị gia của Việt Nam Cộng hòa và tấn công gây thương vong các sĩ quan, quan chức Mỹ và Việt Nam Cộng hòa để tạo tiếng vang. Để chống lại, Mỹ và Việt Nam Cộng hòa đưa vào hoạt động Chiến dịch Phụng Hoàng nhằm phá hoại tổ chức và du kích địa phương của quân Giải phóng. Chiến dịch này đạt cao điểm sau cuộc Tổng công kích Tết Mậu Thân năm 1968 khi nhiều tổ cán bộ Mặt trận Giải phóng đã lộ diện và bị chỉ điểm.
Trong hai năm 1966 và 1967 chiến sự giữa hai bên diễn ra chủ yếu tại miền Đông Nam Bộ, nơi có các căn cứ và kho tàng lớn của quân Giải phóng. Bộ chỉ huy chiến trường của Mỹ đã tung ra ba chiến dịch lớn để đánh vào các căn cứ này, đó là các chiến dịch:
1. Chiến dịch Cedar Falls – đánh vào khu Tam giác sắt Củ Chi, nơi có hệ thống địa đạo mà Quân Giải phóng dùng làm bàn đạp thâm nhập Sài Gòn;
2. Chiến dịch Attleboro – đánh vào chiến khu Dương Minh Châu
3. Chiến dịch Junction City – đánh vào chiến khu C nơi đặt Bộ chỉ huy của Quân Giải phóng miền Nam.

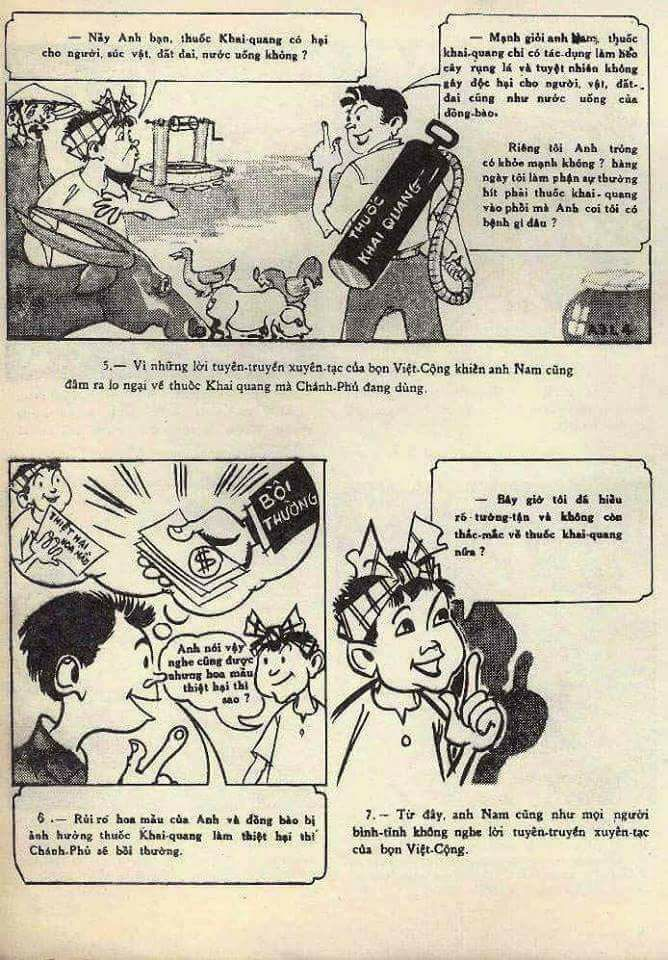
Tuyên truyền của Mỹ viết rằng sự độc hại của chất diệt cỏ chỉ là "tuyên truyền xuyên tạc" của đối phương và rằng chất diệt cỏ "tuyệt nhiên không gây độc hại, hít phải hàng ngày cũng không sao"

Đặc biệt là chiến dịch Junction City, khi Mỹ huy động tới 45.000 quân và hàng trăm trực thăng với ý định bao vây để diệt gọn cơ cấu lãnh đạo chiến tranh của Mặt trận Giải phóng miền Nam, phá hủy khu căn cứ đầu não của Trung ương cục miền Nam và Mặt trận Dân tộc Giải phóng. Các cuộc tiến công tuy đã huy động rất lớn các lực lượng của Mỹ nhưng không đem lại kết quả: các cơ cấu lãnh đạo, kho tàng, căn cứ của Quân Giải phóng vẫn an toàn. Trong khi đó, quân Mỹ bị tiến công liên tục trong thế trận đối phương đã bày sẵn ở địa bàn quen thuộc, lực lượng Mỹ bị tiêu hao liên tục mà không thu được kết quả gì nên phải bỏ dở các cuộc hành quân.
Bất chấp các chiến dịch Tìm – Diệt của quân Mỹ, Mặt trận Dân tộc Giải phóng tiếp tục mở rộng vùng kiểm soát tại nông thôn. Từ 1964 đến 1965, vùng do Mặt trận kiểm soát chiếm 3/4 diện tích và 2/3 dân số miền Nam . Đầu năm 1968, Mặt trận Dân tộc Giải phóng đã quản lý 4 triệu dân sống trong vùng giải phóng, 6 triệu rưỡi dân nữa sống trong vùng có cơ sở hoạt động bí mật của Mặt trận, Mỹ và chính phủ Sài Gòn chỉ kiểm soát được khoảng 4 triệu dân sống ở vùng đô thị
Bênh cạnh các chiến dịch quân sự, Mỹ cũng tiến hành chiến tranh hóa học ở miền Nam. Nåm 1961, tổng thống Mỹ John F. Kennedy đã bật đèn xanh cuộc chiến hóa học này, ban đầu được gọi là "chiến dịch Trail Dust" sau đổi thành "chiến dịch Ranch Hand". Các loại chất diệt cỏ (nổi tiếng nhất là chất độc da cam) đã được Mỹ sử dụng quy mô lớn trong những năm từ 1961 đến 1971, mục đích là làm rụng lá cây rừng để quân Giải phóng Miền Nam không còn nơi ẩn náu, cũng như không thể trồng cấy lương thực. Theo công bố của một nhóm tác giả trên tạp chí Nature thì có thể nói chiến dịch dùng hóa chất ở Việt Nam là một cuộc chiến tranh hóa học lớn nhất thế giới. Trong thời gian 10 năm đó, quân đội Mỹ đã rải 76,9 triệu lít hóa chất xuống rừng núi và đồng ruộng Việt Nam. Trong số này có 64% là chất độc màu da cam, khiến nhiều vùng ở miền Nam Việt Nam bị nhiễm độc nghiêm trọng, hơn 1 triệu người bị nhiễm độc. Một số quan chức và tướng lĩnh Mỹ biết rõ sự độc hại của hóa chất nhưng che giấu. Chính phủ Mỹ đã yêu cầu Tổng thống Ngô Đình Diệm ra tuyên bố rằng các chất này không gây hại gì cho sức khỏe con người. Trong suốt thời gian cuộc chiến, các báo cáo về tình trạng dị dạng bẩm sinh xuất hiện trên báo chí ở Sài Gòn đều bị gạt bỏ vì cho rằng điều này giúp tuyên truyền cho đối phương. Những lời oán thán về các chứng bệnh nguy hại từ các nông dân ở miền Nam Việt Nam đều bị làm ngơ.
Qua 3 năm chiến đấu trực tiếp với quân Mỹ, tuy vẫn đứng vững trên chiến trường và khiến quân Mỹ sa lầy, nhưng thương vong của quân Giải phóng cũng tăng lên, nếu cục diện này tiếp tục kéo dài thì không thể giành được thắng lợi quyết định. Để xoay chuyển tình thế tạo đột phá cho cuộc chiến tranh, Bộ chính trị Đảng Lao động Việt Nam tại Hà Nội quyết định mở cuộc tổng tiến công và nổi dậy Tết Mậu Thân năm 1968.

### Đấu tranh ngoại giao và tiếp xúc bí mật
Ngày 28 tháng 1 năm 1967, Bộ trưởng Bộ Ngoại giao Việt Nam Nguyễn Duy Trinh tuyên bố lập trường và điều kiện cho việc đối thoại Việt – Mỹ là:
| “                  | Muốn nói chuyện thì trước hết phải chấm dứt không điều kiện việc ném bom và mọi hành động chiến tranh khác chống nước Việt Nam Dân chủ Cộng hòa. Chỉ sau khi Mỹ chấm dứt không điều kiện việc ném bom và mọi hành động chiến tranh khác chống nước Việt Nam Dân chủ Cộng hòa thì Việt Nam Dân chủ Cộng hòa và Mỹ mới có thể nói chuyện được | ” |
| — Nguyễn Duy Trinh | |   |

Ngày 8 tháng 2 năm 1967, Tổng thống Mỹ Johnson gửi thư cho Chủ tịch Hồ Chí Minh của Việt Nam Dân chủ Cộng hòa trong đó có ghi:
| “         | We have tried over the past several years, in a variety of ways and through a number of channels, to convey to you and your colleagues our desire to achieve a peaceful settlement. For whatever reasons, these efforts have not achieved any results... Dịch nghĩa: Chúng tôi đã cố gắng trong nhiều năm qua, bằng nhiều cách khác nhau và thông qua một số phương tiện truyền thông, để truyền đạt cho bạn và đồng minh mong muốn đạt được một giải pháp hòa bình của chúng tôi. Vì bất kỳ lý do gì, những nỗ lực này đã không đạt được bất kỳ kết quả nào..." | ” |
| — Johnson | |   |

Đại ý của Johnson là người Mỹ nhiều lần chuyển đến chính phủ Hồ Chí Minh mong muốn hoà bình bằng những kênh khác nhau nhưng không đạt kết quả nào và đề nghị chấm dứt cuộc xung đột tại Việt Nam để không tiếp tục gây đau khổ cho nhân dân hai miền Việt Nam cũng như nhân dân Mỹ. Tổng thống Mỹ cam kết sẽ ngừng ném bom miền Bắc Việt Nam và ngừng tăng thêm quân tại miền Nam Việt Nam ngay khi miền Bắc chấm dứt đưa quân và hàng chi viện cho quân Giải phóng miền Nam. Hai bên cùng kiềm chế leo thang chiến tranh để đối thoại song phương một cách nghiêm túc hướng đến hoà bình. Việc tiếp xúc có thể diễn ra ở Moskva, Miến Điện hay bất cứ nơi nào ở miền Bắc Việt Nam muốn.
Ngày 15 tháng 2 năm 1967, Chủ tịch Hồ Chí Minh viết thư trả lời Tổng thống Johnson tố cáo Mỹ đã xâm lược Việt Nam, vi phạm những cam kết của đại diện Mỹ tại Hội nghị Geneva, phạm nhiều tội ác chiến tranh tại cả hai miền Nam Bắc Việt Nam. Trong thư, Chủ tịch Hồ Chí Minh khẳng định nhân dân Việt Nam quyết tâm đánh thắng Mỹ bằng mọi giá. Nếu Mỹ muốn trực tiếp đối thoại với Việt Nam Dân chủ Cộng hoà thì trước tiên phải ngừng ném bom vô điều kiện miền Bắc Việt Nam. Chỉ có thể đạt được hoà bình nếu Mỹ chấm dứt những hoạt động quân sự, rút quân Mỹ và đồng minh khỏi miền Nam để người Việt Nam tự giải quyết vấn đề của mình, đồng thời công nhận Mặt trận Dân tộc Giải phóng Miền Nam Việt Nam.
Tháng 6 năm 1967, có một cuộc tiếp xúc ngoại giao giữa Việt Nam Dân chủ Cộng hòa và Mỹ được đặt tên là Pennsylvania. Sự việc bắt đầu khi hai nhà khoa học Pháp là Herbert Marcovitch và Raymond Aubrac, một người bạn cũ của Hồ Chí Minh, được Henry Kissinger và một giáo sư Harvard đề nghị làm trung gian giữa Mỹ và Việt Nam. Aubrac hứa sẽ chuyển lời của tổng thống Lyndon Johnson cho giới lãnh đạo Việt Nam. Kissinger đã thuyết phục được Johnson tìm kiếm cơ hội hòa bình với Việt Nam Dân chủ Cộng hòa. Hai nhà khoa học gặp Hồ Chí Minh và Phạm Văn Đồng. Ông Phạm Văn Đồng khẳng định Việt Nam Dân chủ Cộng hòa không thể đàm phán trong khi đang bị Mỹ ném bom. Chỉ cần Mỹ ngưng ném bom hai bên có thể đàm phán. Tổng thống Johnson quyết định ngưng ném bom Bắc Việt Nam mà không tham vấn với Việt Nam Cộng hòa hay các tướng lĩnh của ông ấy trong suốt thời gian các nhà khoa học Pháp còn ở Bắc Việt Nam. Nhưng khi hai người này rời khỏi Việt Nam, ngay trong ngày hôm đó, Mỹ ném bom trở lại với cường độ mạnh hơn trước. Việt Nam Dân chủ Cộng hòa tố cáo Mỹ đã ngưng ném bom để đánh lạc hướng họ trong khi vẫn leo thang chiến tranh. Cơ hội đối thoại giữa hai bên bị tổng thống Johnson đánh mất bất chấp đã có rất nhiều cuộc tiếp xúc bí mật trước đó nhằm hướng đến hòa bình.
Cả hai phía Việt Nam Dân chủ Cộng hoà và Mỹ không có tiếng nói chung để giảm cường độ chiến tranh. Phía Mỹ bác bỏ tất cả những điều kiện mà phía Việt Nam Dân chủ Cộng hòa đưa ra (Mỹ phải ngừng ném bom phía bắc vĩ tuyến 17) và tiếp tục leo thang chiến tranh, ngược lại phía Việt Nam Dân chủ Cộng hòa cũng bác bỏ mọi điều kiện của Mỹ là chấm dứt chi viện cho quân Giải phóng miền Nam. Phải đến khi cuộc Tổng tấn công Tết Mậu Thân nổ ra vào năm 1968 thì Mỹ mới đơn phương nhượng bộ và chấp nhận những điều kiện Việt Nam Dân chủ Cộng hoà đưa ra.

### Sự kiện Tết Mậu Thân
Với mục đích buộc Mỹ ngồi vào bàn đàm phán và tạo ra cái nhìn mới về cuộc chiến theo hướng có lợi cho mình vào dịp Tết Mậu Thân năm 1968, quân Giải phóng tung ra trận Tổng tiến công và nổi dậy khắp miền Nam, đánh vào hầu hết các thành phố, thị xã và các căn cứ quân sự của đối phương. Đây là một sự kiện gây chấn động trên thế giới và có một vai trò bước ngoặt trong cuộc chiến tranh này.
Nắm được điểm yếu của phía Mỹ là dư luận của cả nhân dân và chính giới tại Mỹ ngày càng trở nên thiếu kiên nhẫn và phong trào phản chiến ngày càng lên mạnh khi mà quân đội Mỹ tham chiến quá lâu tại nước ngoài mà không có được một tiến bộ rõ rệt khả dĩ cho phép rút quân về nước, Bộ chính trị Đảng Lao động Việt Nam hoạch định một chiến dịch nhằm gây tiếng vang lớn ("Một cú đập lớn để tung toé ra các khả năng chính trị") – Lê Duẩn nhằm buộc Mỹ xuống thang chiến tranh đi vào đàm phán. Nhà báo Bùi Tín cho rằng Hồ Chí Minh và Võ Nguyên Giáp không tán thành chủ trương tổng tấn công trên toàn chiến trường miền Nam của Lê Duẩn, nhưng các tài liệu lịch sử ghi chép về hoạt động của Bộ chính trị cho thấy cả Hồ Chí Minh và Võ Nguyên Giáp đều trực tiếp tham gia vào việc lập kế hoạch và chỉ đạo chiến dịch này.
Năm 1990, đại tướng Võ Nguyên Giáp chia sẻ với nhà sử học Stanley Karnow về mục đích chiến lược của chiến dịch Mậu Thân: "Chúng tôi muốn chứng minh cho người Mỹ thấy rằng chúng tôi không hề kiệt sức, chúng tôi có thể tấn công kho vũ khí, thông tin liên lạc, các đơn vị tinh nhuệ và thậm chí cả trụ sở, đầu não cuộc chiến của họ".
Trong thực tế vào tháng 1 năm 1968, tình báo của Quân lực Việt Nam Cộng hòa đã thu thập được các tài liệu nói về cuộc tổng tấn công sắp tới của Quân Giải phóng. Tuy vậy, họ cho rằng đây chỉ là tài liệu do đối phương tung ra để làm nghi binh và không đáng tin cậy. William Westmoreland, tổng chỉ huy quân đội Mỹ tại Việt Nam, nhận định Quân đội Nhân dân Việt Nam sẽ tấn công vào mùa khô với các trọng điểm là Thừa Thiên, Quảng Trị và Khe Sanh. Hầu hết người Mỹ và đồng minh Việt Nam Cộng hòa của họ hoàn toàn bất ngờ và bị động trước cuộc tấn công này.

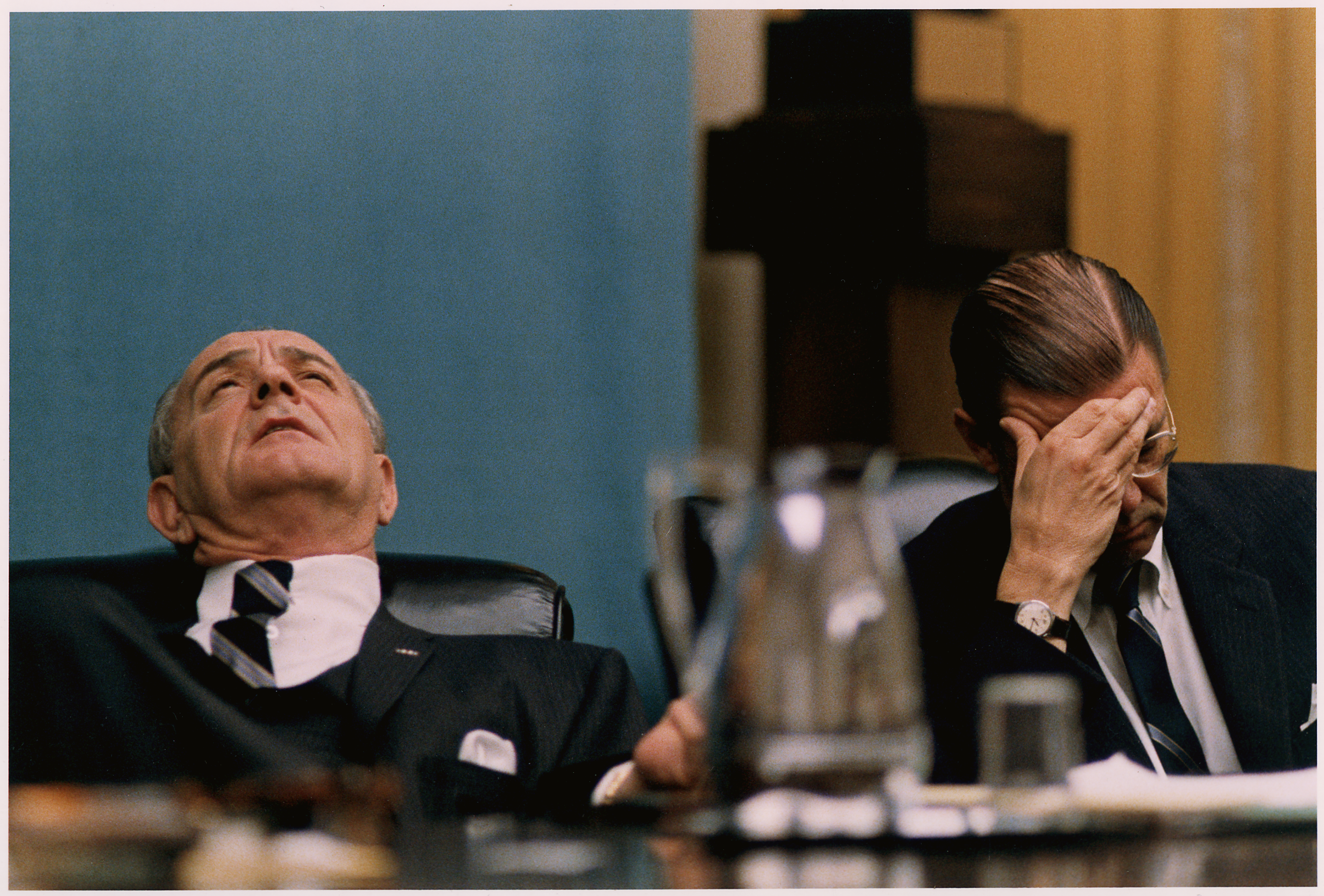
Vẻ thất thần của Tổng thống Mỹ Lyndon B. Johnson và Bộ trưởng Quốc phòng Robert McNamara. Ảnh chụp ngày 7 tháng 2 năm 1968

Cuộc tiến công đã đồng loạt nổ ra vào đêm 30 Tết Mậu Thân, tức ngày 30 tháng 1 năm 1968, trên khắp các đô thị miền Nam. Cuộc tấn công và nổi dậy diễn ra sau khi phía Việt Nam Cộng hòa hủy lệnh ngừng bắn của họ. Để khuếch đại tiếng vang đến mức tối đa, các lãnh đạo Quân Giải phóng đã lựa chọn phương án mạo hiểm nhất là đánh thẳng vào hậu phương của đối phương. Ngay đêm đầu tiên, lực lượng biệt động Sài Gòn đã nhằm vào các mục tiêu khó tin nhất trong thành phố: Toà Đại sứ quán Mỹ, dinh Tổng thống, Đài phát thanh, Bộ Tổng tham mưu, sân bay Tân Sơn Nhất... Sau đó quân tiếp ứng thẩm thấu vào thành phố tiếp quản các mục tiêu và tham gia chiến đấu. Cuộc tiến công đã tạo bất ngờ lớn, gây chấn động dư luận thế giới cũng như gây tổn thất đáng kể cho quân đội Mỹ và Việt Nam Cộng hòa (năm 1968 cũng là năm mà quân Mỹ chịu thương vong lớn nhất trong toàn cuộc chiến).
Một số tướng lĩnh của Mỹ dự đoán trước đó rằng cuộc tấn công của Quân Giải phóng sẽ không nhận được sự ủng hộ của người dân. Tuy nhiên, theo quan sát của giới báo chí trên chiến trường, diễn biến của các đợt tấn công đã chứng minh điều ngược lại. Tuy nhiên, bên cạnh những thành công, quân Giải phóng cũng mắc phải những sai lầm trong kế hoạch tác chiến. Trong việc lập kế hoạch cho cuộc tổng tiến công, Quân Giải phóng đã có những đánh giá không đúng với thực tế tình hình và duy ý chí, nhận định thấp về khả năng của đối phương và đánh giá quá cao khả năng của mình, nên Quân Giải phóng đã phải chịu thương vong lớn. Các chỉ huy địa phương của Quân Giải phóng miền Nam đã không tách bạch rõ đâu là mục tiêu chính trị thực chất của cuộc tiến công và đâu là mục tiêu được phổ biến rộng rãi trong quân để cổ vũ khí thế chiến đấu. Mục tiêu thực chất là đánh lớn gây tiếng vang hướng tới dư luận và chính giới Mỹ để buộc đối phương xuống thang, ngồi vào đàm phán. Còn khi phổ biến tuyên truyền trong cán bộ binh sĩ là đây được coi trận "đánh dứt điểm" đối phương (để nâng cao sĩ khí). Các cán bộ địa phương khi lập kế hoạch tác chiến đã không nắm rõ mục tiêu thực chất mà cấp trên đề ra, nên họ lập kế hoạch và tiến hành đánh theo kiểu trận đánh dứt điểm. Ngoài ra, Quân Giải phóng đã không linh hoạt thay đổi tuỳ theo tình hình. Sau đợt tấn công đầu tiên họ đã phát động tiếp đợt 2 vào tháng 5, đợt 3 vào tháng 8 khi mà kế hoạch đã bại lộ và đối phương đã đề phòng và chuẩn bị đón đánh, làm cho thiệt hại bị tăng thêm.
Sau Tổng tiến công Mậu Thân, Quân Giải phóng bị đánh bật khỏi các đô thị: Các đơn vị quân sự chịu nhiều thương vong, nhiều lực lượng chính trị nằm vùng ở đô thị bị lộ và bị triệt phá, thương vong cao hơn hẳn những năm trước. Thậm chí đã có ý kiến trong giới lãnh đạo Quân Giải phóng là cho giải tán các đơn vị cỡ sư đoàn, quay trở về lối đánh cấp trung đoàn trở xuống. Họ tránh giao chiến lớn tại miền Nam và rút lui về các chiến khu tại vùng nông thôn, miền núi hoặc đi ẩn náu tại bên kia biên giới Lào và Campuchia, phải tới năm 1970 lực lượng của họ mới hồi phục lại được. Tình thế chiến trường yên tĩnh hơn giúp Hoa Kỳ và Quân lực Việt Nam Cộng hòa có thời gian bổ sung lại những thiệt hại lớn trong năm 1968, đồng thời tiến hành các chiến dịch bình định nông thôn, đặc biệt là chiến dịch Phượng hoàng nhằm triệt phá phong trào chính trị của Mặt trận Dân tộc giải phóng miền Nam ở nông thôn và thành thị. Đó là cơ sở để giới quân sự Mỹ và Việt Nam Cộng hòa cho rằng cuộc tổng tiến công và nổi dậy Tết Mậu Thân đã thất bại. Tuy nhiên, nhận định của Hoa Kỳ bị xem là quá lạc quan. Trên thực tế, phần lớn Quân giải phóng vẫn bảo toàn được lực lượng, vẫn là thành phần quan trọng trong cuộc chiến, vẫn kiểm soát đồng bằng sông Cửu Long. Đến năm 1969, Việt Nam Dân chủ Cộng hòa tăng cường đưa quân vào đồng bằng sông Cửu Long để chi viện cho lực lượng bộ đội địa phương bị thương vong nhiều trong Tết Mậu Thân, khiến bộ đội hành quân vào từ miền Bắc đóng vai trò quan trọng hơn tại khu vực này.
Mặt khác, Quân Giải phóng cũng có cơ sở để cho rằng Mậu Thân 1968 là một thắng lợi chiến lược trong chiến tranh của họ, bởi họ đã đạt mục tiêu đánh bại ý chí xâm lược của Mỹ và buộc Mỹ ngồi vào bàn đàm phán, công nhận Chính phủ Cách mạng lâm thời Cộng hòa miền Nam Việt Nam có vị thế ngang với Việt Nam Cộng hòa (tình trạng miền Nam tồn tại song song hai chính quyền), bắt buộc Mỹ phải xuống thang và bắt đầu rút khỏi Việt Nam Lực lượng quân Giải phóng bị suy yếu thì sẽ hồi phục lại, còn quân Mỹ một khi đã ra đi thì khó mà trở lại.
Cuộc tổng tiến công đã làm dư luận Mỹ thấy rằng việc đưa quân tham chiến với nỗ lực cao đã gây căng thẳng quá mức trong xã hội Mỹ, kinh tế giảm sút, gây nhiều hệ lụy xấu cho xã hội... mà vẫn không dứt điểm được đối phương. Chiến tranh kéo dài không biết đến bao giờ mới kết thúc. Điều này đưa đến kết luận là Mỹ không thể thắng được trong cuộc chiến này. Các chính trị gia trong Quốc hội Mỹ gây sức ép lên chính phủ đòi xem xét lại cam kết chiến tranh, đòi hủy bỏ ủy quyền cho chính phủ tiến hành chiến tranh không cần phê chuẩn, thúc ép giải quyết chiến tranh bằng thương lượng. Trong năm 1968 và đầu năm 1969, Mỹ vẫn tiếp tục tăng thêm quân từ 498.000 lên 537.000, số bom ném xuống Việt Nam tăng từ 83.000 tấn/tháng lên 110.000 tấn/tháng. Do sức ép trong nước, đến ngày 8 tháng 6 năm 1969, Tổng thống Richard Nixon mới tuyên bố sẽ bắt đầu rút quân khỏi Việt Nam vì từ tháng 1 năm 1968 tới tháng 6 năm 1969, số lượng lính Mỹ chết tăng vọt so với trước đó. Đến tháng 8 năm 1969, Mỹ bắt đầu giảm bớt quân số cũng như lượng bom đổ xuống Việt Nam.
Quy mô của cuộc tiến công làm dư luận Mỹ mất kiên nhẫn và sự tin tưởng với giới quân sự, họ đòi chấm dứt chiến tranh và rút quân về nước. Một mặt họ thiếu niềm tin vào hiệu quả của quân đội, mặt khác, các hành động bạo liệt mất nhân tính, các hình ảnh thương vong của lính Mỹ được trình chiếu trên TV đã đánh vào lương tâm công chúng. Họ đòi hỏi phải chấm dứt chiến tranh ngay lập tức. Họ coi chiến tranh là bẩn thỉu.
Ngay các nhà lãnh đạo chính phủ Mỹ cũng chia rẽ trong quan điểm sẽ làm gì tiếp theo. Các cố vấn hàng đầu của tổng thống và ngay Tổng thống Johnson thoái chí đi đến kết luận không thể tăng quân thêm nữa theo yêu cầu của giới quân sự mà phải xuống thang, đàm phán. Johnson cách chức Bộ trưởng quốc phòng McNamara và tướng Westmoreland, tổng chỉ huy quân Mỹ tại Việt Nam, bản thân ông cũng tuyên bố sẽ không ra tranh cử nhiệm kỳ tiếp theo.
Kết quả ngày 31 tháng 3 năm 1968, lần đầu tiên kể từ đầu cuộc chiến, chính phủ Mỹ buộc phải xuống thang chiến tranh. Tổng thống Lyndon B. Johnson tuyên bố chấm dứt ném bom miền Bắc Việt Nam, sẵn sàng đàm phán để chấm dứt chiến tranh, không tăng thêm quân theo yêu cầu của Bộ chỉ huy chiến trường và từ chối tranh cử nhiệm kỳ tới. Tân tổng thống Richard M. Nixon, thắng cử vì hứa chấm dứt chiến tranh, tuyên bố sẽ dần rút quân về nước và đàm phán với Quân Giải phóng. Chiến lược Chiến tranh cục bộ được kỳ vọng sẽ đem lại chiến thắng cho Mỹ giờ bị loại bỏ. Vấn đề của Mỹ bây giờ không còn là chiến thắng cuộc chiến nữa mà là rút ra như thế nào.

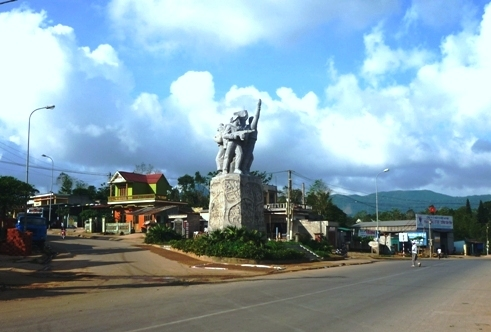
Tượng đài Chiến Thắng Khe Sanh

Về mặt quân sự, sau 170 ngày đêm chiến đấu, Chiến dịch Đường 9 – Khe Sanh đã kết thúc thắng lợi, buộc quân Mỹ phải rút khỏi căn cứ quân sự này Về mặt chiến lược, kế hoạch xây dựng Hàng rào điện tử McNamara nhằm cắt đứt đường mòn Hồ Chí Minh của Mỹ coi như phá sản và không còn căn cứ nào của Mỹ có thể uy hiếp trực tiếp tuyến đường chiến lược này. Quân Giải phóng miền Nam Việt Nam nhanh chóng tận dụng kết quả thu được: Từ cuối năm 1968, thêm một tuyến đường Trường Sơn được mở, thường gọi là đường Trường Sơn đông để phân biệt với các tuyến ở phía Tây. So với các tuyến phía Tây, đường Trường Sơn đông ngắn hơn và ít khúc khuỷu hơn, nên việc đưa hàng hóa và bộ đội vào miền Nam nhanh hơn đáng kể. Thắng lợi tại Khe Sanh cũng đã cho thấy một bước trưởng thành mới của Quân Giải phóng miền Nam về chỉ đạo chiến lược, chiến thuật, hợp đồng binh chủng
Tất cả những điều trên tạo cơ sở cho Quân Giải phóng thấy rằng họ đã đạt được mục tiêu đề ra của cuộc tổng tiến công Mậu Thân 1968 cho dù phải hy sinh nhiều lực lượng. Tổn thất về lực lượng đã được bù đắp bằng thắng lợi quan trọng hơn ở tầm chiến lược, bởi nó tác động toàn diện đến tình hình quân sự, chính trị, tâm lý xã hội, chiến lược chiến tranh của cả nước Mỹ.
Sự rút quân Mỹ về nước là không thể đảo ngược và như vậy cũng có nghĩa chiến lược Chiến tranh cục bộ với các cuộc hành quân Tìm-diệt coi như phá sản. Chiến lược mới của chính phủ Mỹ để thay thế chiến lược cũ – Việt Nam hóa chiến tranh là không thể tránh khỏi. Chiến tranh Việt Nam đi vào giai đoạn mới mà chính quyền và quân đội Việt Nam Cộng Hòa phải tự mình chiến đấu mà không còn lính viễn chinh Mỹ trực tiếp tham chiến cùng (dù vẫn được Mỹ cung cấp yểm trợ hỏa lực và cố vấn quân sự). Về mặt chiến lược lâu dài, đây là bất lợi lớn vì quân đội Việt Nam Cộng hòa, dù trang bị hiện đại vẫn không thể so sánh về chất lượng so với quân viễn chinh Mỹ. Bằng chiến dịch Mậu Thân, Quân Giải phóng đã tạo ra bước ngoặt quan trọng cho cả cuộc chiến, đưa họ gần hơn tới chiến thắng chung cuộc.

## Giai đoạn 1969-1972

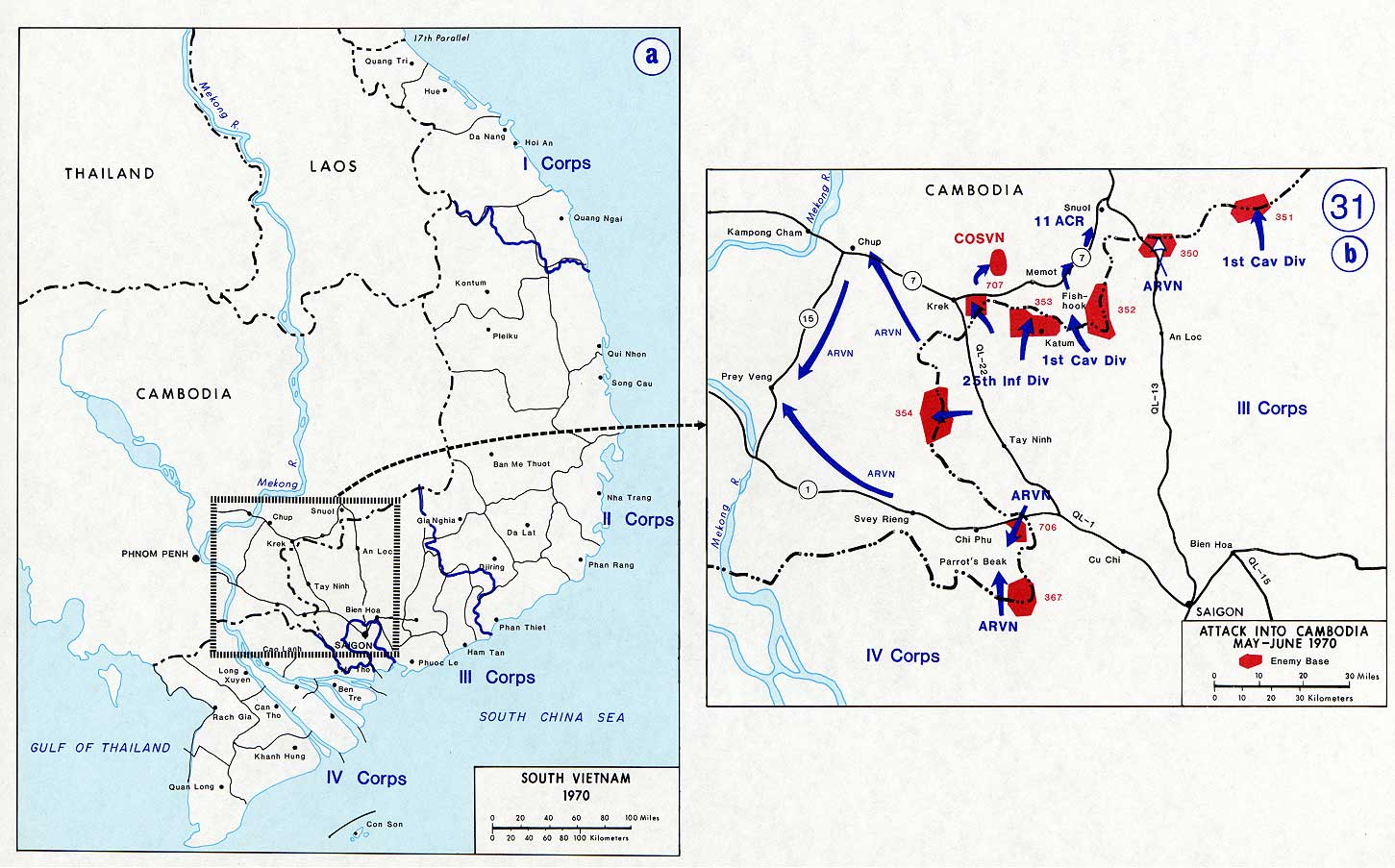
Biên giới Việt Nam – Campuchia 1970

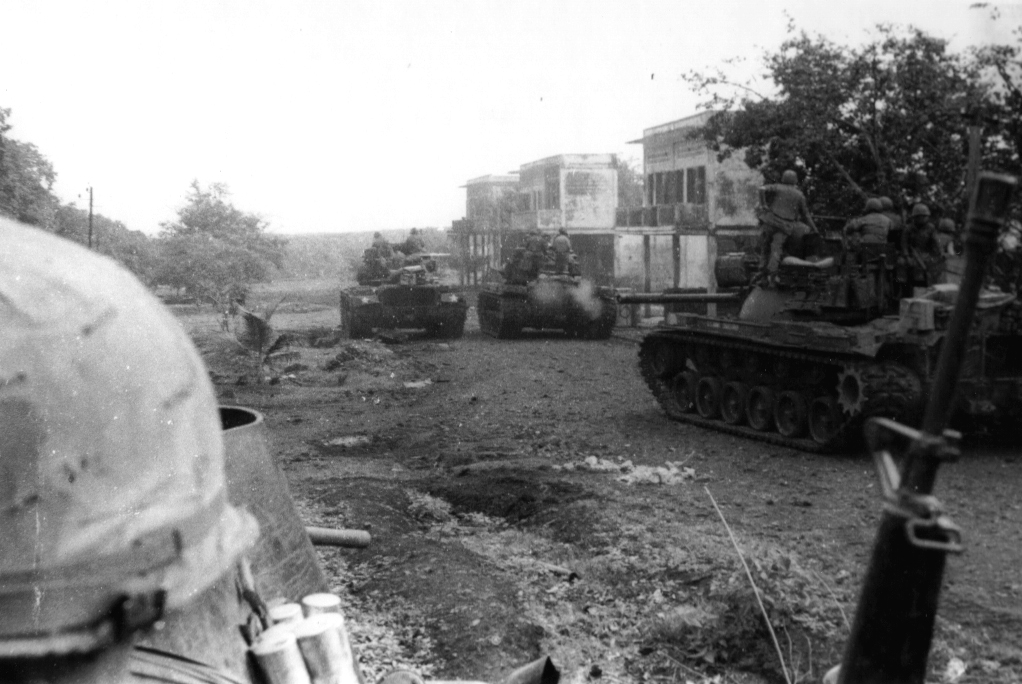
Xe tăng Mỹ tiến vào thị trấn Snoul, biên giới Việt Nam-Campuchia năm 1970

Đây là giai đoạn "sau Mậu Thân" hay giai đoạn "Việt Nam hóa chiến tranh", giai đoạn Mỹ rút dần khỏi chiến trường Việt Nam tùy theo khả năng tự mình đảm nhận cuộc chiến của quân đội Việt Nam Cộng hòa nhưng vẫn tiếp tục đẩy mạnh viện trợ quân sự cho Việt Nam Cộng hòa để họ chống lại lực lượng quân Giải phóng. Để đồng minh của họ đứng vững, Mỹ giúp Việt Nam Cộng hòa xây dựng quân đội theo hình mẫu của quân đội Mỹ, với các loại vũ khí chiến tranh tối tân mà Mỹ để lại và với cơ sở hậu cần chiến tranh mà quân đội Mỹ đã sử dụng. Mỹ sẽ yểm trợ về không lực tối đa cho quân đội Việt Nam Cộng hòa trong các giao tranh với Quân Giải phóng.
Mùa hè năm 1969, tại quần đảo Hawaii, Tổng thống Mỹ mới đắc cử Richard Nixon gặp Tổng thống Nguyễn Văn Thiệu để bàn về việc rút quân Mỹ khỏi Việt Nam. Người Mỹ muốn gọi tiến trình đó là "Phi Mỹ hóa chiến tranh" nhưng phía Việt Nam Cộng hòa phản đối vì gọi như vậy chẳng khác gì thừa nhận rằng đây là cuộc chiến của người Mỹ. Cuối cùng hai bên đồng ý gọi việc rút quân Mỹ khỏi Việt Nam là Việt Nam hóa chiến tranh. Phó Tổng thống Việt Nam Cộng hòa, tướng Nguyễn Cao Kỳ, thừa nhận có những đơn vị quân đội Việt Nam Cộng hòa chiến đấu không tốt vì trước kia họ ỷ lại vào quân Mỹ quá lâu nhưng nếu để cho họ tự lực, họ sẽ phải chiến đấu vì sự tồn vong của họ.
Tình hình miền Nam tương đối yên lặng trong các năm 1969–1971. Quân Giải phóng tích cực dự trữ lương thực, đạn dược tại các căn cứ ở Lào, Campuchia và các vùng rừng núi mà quân Mỹ và Việt Nam Cộng hòa chưa với tới được. Quân Giải phóng sử dụng vùng biên giới Lào và Campuchia, được xem là vùng trung lập, làm bàn đạp tấn công vào lực lượng Mỹ-Việt Nam Cộng hòa, sau đó rút lui trở lại bên kia biên giới. Tổng thống Mỹ Nixon ra lệnh mở Chiến dịch Campuchia để chấm dứt tình trạng đó.

### Chiến dịch Campuchia
Một sự kiện quan trọng đã xảy ra trong thời kỳ này và có hậu quả to lớn cho Đông Dương sau này là việc Mỹ ủng hộ Lon Nol, thủ tướng chính phủ Campuchia, triệu tập Quốc hội bỏ phiếu phế truất hoàng thân Norodom Sihanouk khỏi vị trí Quốc trưởng và trao quyền lực khẩn cấp cho Lon Nol vào tháng 3 năm 1970, sau đó phát động chiến tranh chống cộng tại Campuchia theo yêu cầu của Lon Nol.
Ưu thế tạm thời trên chiến trường sau Mậu Thân đã dẫn Mỹ đến hành động leo thang này, làm cho Campuchia rơi vào một thời kỳ tồi tệ trong lịch sử. Khi Quân Giải phóng mất đất, lui về các căn cứ bên kia biên giới Campuchia, Mỹ muốn triệt hạ những căn cứ của đối phương tại đây. Trước đây Quân Giải phóng chỉ đóng trên đất Campuchia ở một số vùng sát biên giới với Việt Nam, họ cố gắng lôi kéo, chiều lòng chính quyền Sihanouk và tự kiềm chế để không mất lòng chủ nhà. Chính quyền Sihanouk thỏa thuận với Trung Quốc và Việt Nam Dân chủ Cộng hòa cho phép sự hiện diện của các căn cứ Việt Nam ở sát biên giới Campuchia – Việt Nam, đồng thời cho phép viện trợ của Trung Quốc cho Việt Nam thông qua các cảng Campuchia. Đổi lại Campuchia được đền bù bằng cách Trung Quốc mua gạo của Campuchia với giá cao. Nay với diễn biến chính trị như trên, Việt Nam Dân chủ Cộng hòa đã quay ra lên tiếng ủng hộ Sihanouk và phong trào Khmer Đỏ chống lại Lon Nol.
Tháng 4 năm 1970, khoảng 40.000 lính Việt Nam Cộng hòa và 31.000 lính Mỹ được huy động tấn công vào căn cứ Trung ương Cục miền Nam tại biên giới Campuchia giáp Tây Ninh, tuy nhiên ban lãnh đạo Trung ương Cục miền Nam và phần lớn lực lượng Quân Giải phóng đã di chuyển sâu vào lãnh thổ Campuchia và tiến hành các trận phản công. Mỹ tuyên bố cuộc tấn công này tiêu diệt khoảng 2.000 quân Giải phóng, nhưng họ đã không tiêu diệt được ban lãnh đạo Trung ương Cục miền Nam. Do bị phong trào sinh viên phản chiến Mỹ biểu tình phản đối nên ngày 30 tháng 6 năm 1970, Tổng thống Nixon phải ra lệnh cho quân Mỹ rút về. Quân chính phủ Lon Nol và quân đồn trú của Việt Nam Cộng hòa ở Campuchia sau chiến dịch không thể đương đầu với Quân Giải phóng. Các sư đoàn 5, 7, 9 của Quân Giải phóng cùng quân Khmer Đỏ đánh lui quân chính phủ Lon Nol, giành kiểm soát các tỉnh Đông và Đông Bắc Campuchia để mở rộng căn cứ nối thông với Lào. Việt Nam Dân chủ cộng hòa cũng cung cấp vũ khí, quân trang quân dụng giúp Khmer Đỏ xây dựng nhiều đơn vị quân sự mới. Vùng lãnh thổ do Quân Giải phóng Miền Nam Việt Nam và Khmer Đỏ kiểm soát tại Campuchia trở thành hậu cứ rộng lớn cho cuộc chiến của Quân Giải phóng tại miền Nam Việt Nam.
Chiến dịch Campuchia đã trở thành một sai lầm lớn về chiến lược của Mỹ. Họ không tiêu diệt được đối phương, mà ngược lại còn tạo điều kiện cho đối phương phát triển. Quân Giải phóng đã có thể thu mua nhu yếu phẩm, thuốc men ngay trên đất Campuchia trang bị cho quân đội của mình một cách hiệu quả mà trước đó nguồn này phải chờ vào chi viện của miền Bắc cách xa hàng ngàn cây số. Địa bàn do họ kiểm soát trở thành hành lang, hậu cứ, điểm xuất phát để trở về chiến đấu ở Nam bộ (B2) kể từ đầu năm 1971.

### Việt Nam hóa chiến tranh

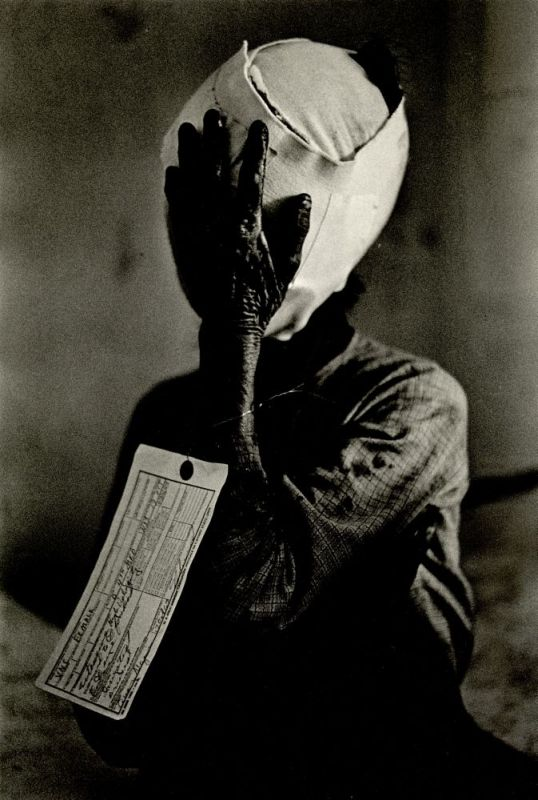
Người phụ nữ bị thương và được gắn một thẻ vào cánh tay của mình có dòng chữ 'VNC Nữ' có nghĩa là thường dân Việt Nam

Tiến trình Việt Nam hóa chiến tranh ban đầu đã diễn ra tương đối thuận lợi. Quân lực Việt Nam Cộng hòa sau Mậu Thân được trang bị hiện đại đã tỏ ra tự tin hơn và đã nắm thế chủ động trên phần lớn chiến trường miền Nam từ năm 1969 đến tận cuối năm 1971. Nhưng điều đó chưa nói lên điều gì lớn vì Quân Giải phóng trong thời kỳ này vẫn chưa hồi phục sau Mậu Thân và không chủ trương đánh lớn. Cũng có thể Quân Giải phóng hạn chế hoạt động để việc rút quân của Mỹ diễn ra nhanh hơn.
Sự yên tĩnh trên chiến trường tạo điều kiện thuận lợi cho việc rút quân Mỹ mà không gây ra một sự xấu đi trầm trọng nào. Tranh thủ thời gian yên tĩnh, Việt Nam Cộng hòa đổ công sức tiến hành bình định nông thôn. Rút kinh nghiệm từ năm 1968, lãnh đạo Mỹ và Việt Nam Cộng hòa đã hiểu rõ tầm quan trọng của việc chống lại cơ cấu đấu tranh chính trị của quân Giải phóng ở vùng nông thôn. Một chương trình lớn tái thiết nông thôn được thi hành với viện trợ kinh tế lớn của Mỹ. Theo tuyên bố của Mỹ, trong thời kỳ này, chỉ riêng năm 1969, khoảng 6.000 người đã chết và 15.000 người bị thương bởi hoạt động của lực lượng du kích. Trong số những người thiệt mạng có 90 quan chức xã và xã trưởng, 240 quan chức ấp và ấp trưởng, 229 người tản cư và 4.350 thường dân. Với lý do "bảo vệ dân thường chống lại những hoạt động đe dọa và khủng bố của cộng sản", Chiến dịch Phượng hoàng với sự giúp đỡ của CIA, đã được triển khai nhằm tróc rễ các cơ sở bí mật nằm vùng của Mặt trận Dân tộc Giải phóng miền Nam Việt Nam. Tính tới năm 1972, Mỹ tuyên bố đã "loại bỏ" 81.740 người ủng hộ quân Giải phóng, trong đó 26.000 tới 41.000 đã bị giết.
Các nỗ lực của chiến dịch Phượng hoàng chủ yếu diễn ra bằng các biện pháp khủng bố, ám sát, thủ tiêu. Các toán nhân viên Phượng hoàng áo đen được tình báo Mỹ huấn luyện và được phái xuống các xóm ấp, họ ở cùng trong dân nghe ngóng thu thập tình báo, bắt các phần tử nghi ngờ là cộng sản hoặc thân cộng sản, tra khảo để phanh ra tổ chức, nếu không khai thác được và vẫn nghi là Cộng sản thì thủ tiêu. Những người cộng sản hoặc thân cộng sản nếu không tiện bắt thì ám sát. Số người bị thủ tiêu lên đến hàng ngàn người. Trong ngắn hạn, các biện pháp này đã có hiệu quả tốt về an ninh, tình hình nông thôn trở nên an toàn hơn rõ rệt cho phía chính quyền Việt Nam Cộng hòa. Tuy nhiên về dài hạn, những vụ xử tử, ám sát dân thường lại khiến chính quyền Việt Nam Cộng hòa càng bị người dân xa lánh, khiến chương trình bình định dần dần bị chặn lại.

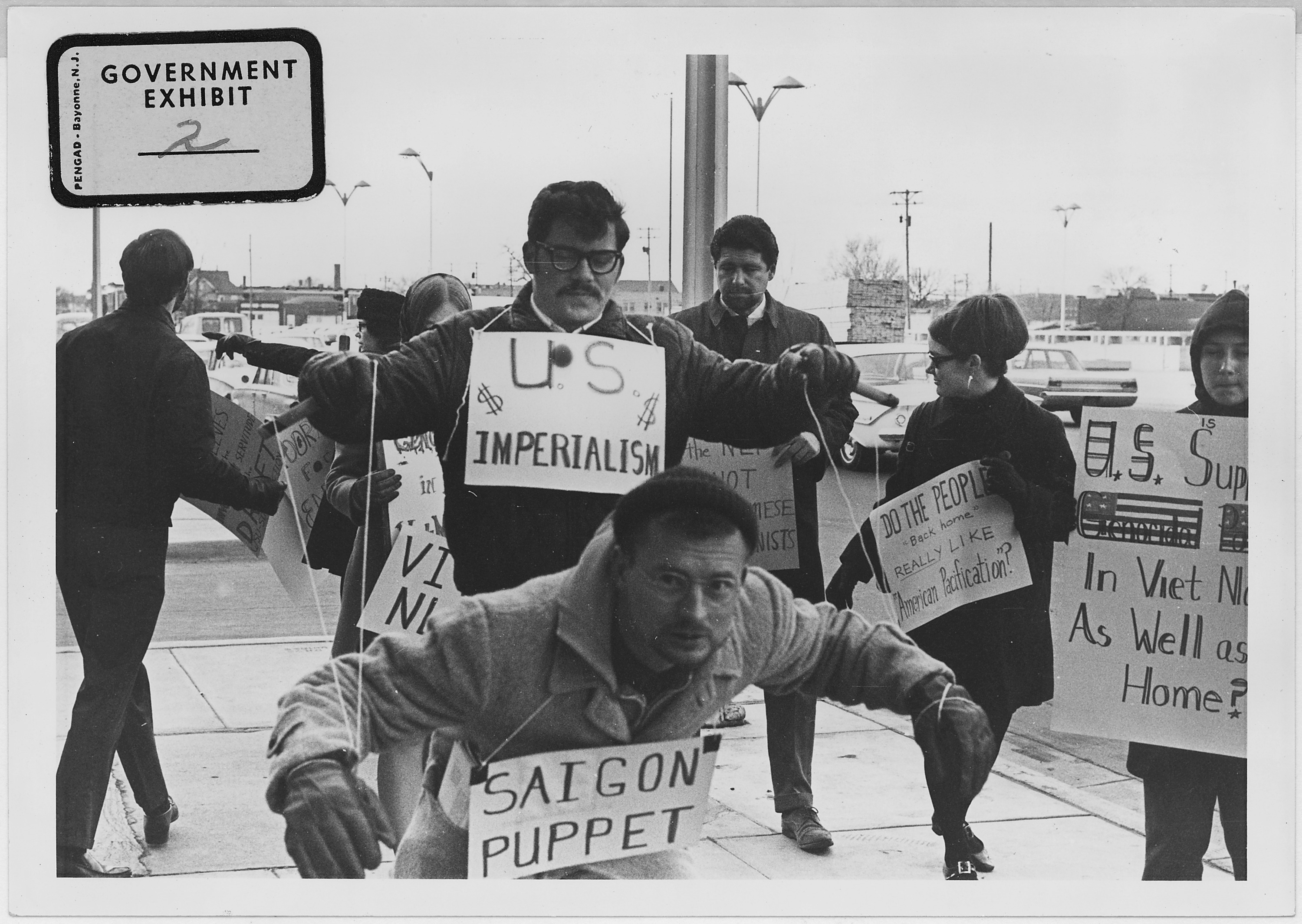
Người biểu tình phản chiến Mỹ với sự châm biếm "Đế quốc Mỹ và Con rối Sài Gòn"

Bên cạnh đấu tranh vũ trang, Mặt trận dân tộc Giải phóng còn phát triển phong trào chính trị để chống lại chiến lược Việt Nam hóa chiến tranh của đối phương. Mặt trận nhận thức rằng "hòa bình là vấn đề sống còn, là nguyện vọng tha thiết nhất của mọi tầng lớp nhân dân từ thành thị đến nông thôn" nên xem "hòa bình là một khẩu hiệu tiến công cách mạng, gắn liền với những mục tiêu cơ bản trước mắt của cách mạng miền Nam... gắn liền với khẩu hiệu độc lập dân tộc, chĩa mũi nhọn vào kẻ thù chính là đế quốc Mỹ và bè lũ tay sai". Ngoài ra "Hòa bình còn gắn liền với khẩu hiệu đòi tự do, dân chủ nhằm chống lại mọi chính sách độc tài phát xít, buộc ngụy quyền phải bảo đảm các quyền tự do, dân chủ cho nhân dân... Hòa bình, độc lập, dân chủ còn gắn liền với khẩu hiệu hòa hợp dân tộc... tập hợp các lực lượng dân tộc, dân chủ và hòa bình nhằm mở rộng hơn nữa Mặt trận của ta, phân hóa các thế lực phản động, cô lập bọn tay sai ngoan cố nhất, hiếu chiến nhất, đại biểu quyền lực cho giai cấp phong kiến, tư sản mại bản, quan liêu, quân phiệt... Đảng ta nêu cao ngọn cờ cứu nước, ngọn cờ hòa hợp dân tộc là để cô lập Mỹ và tay sai, đoàn kết toàn dân rộng rãi nhất, đánh đuổi bọn cướp nước, trừng trị bọn bán nước, nhằm hoàn thành cách mạng dân tộc dân chủ nhân dân ở miền Nam, đưa cả nước tiến lên chủ nghĩa xã hội. Hòa hợp dân tộc là một chính sách lớn thể hiện lập trường giai cấp đúng đắn của Đảng ta.". Để thực hiện điều này họ chủ trương "Phải kịp thời tập hợp các phe nhóm tán thành hòa bình, độc lập, dân chủ, hòa hợp dân tộc, hình thành lực lượng thứ ba để phân hóa hơn nữa các thế lực phản động, cô lập và chĩa mũi nhọn vào Thiệu cùng các phần tử thân Mỹ hiếu chiến nhất."
Trong thời kỳ này, viện trợ của Mỹ dồi dào nên đời sống của dân chúng trong các thành phố lớn trở nên tốt hơn và nó làm cho dân nông thôn đổ về thành phố để kiếm sống dễ hơn. Tuy nhiên, viện trợ dồi dào khiến tình trạng tham nhũng trong chính quyền và quân đội lên cao. Trong quân đội rất phổ biến kiểu "lính ma": khai khống quân số đơn vị để sĩ quan lĩnh phần lương dôi ra nhưng thực tế không có quân chiến đấu. Đây là giai đoạn mà nạn tham nhũng hoành hành trong giới lãnh đạo quân đội Việt Nam Cộng hòa với những tai tiếng về buôn lậu, ăn cắp quân nhu và tiền viện trợ quân sự. Sau hàng loạt cuộc điều tra tham nhũng, mà đặc biệt là cuộc điều tra tại Quỹ tiết kiệm Quân đội do tướng Nguyễn Văn Hiếu thực hiện trong 5 tháng và được công bố trên truyền hình ngày 14 tháng 7 năm 1972, hàng loạt sĩ quan, trong đó có 2 tướng lĩnh là Tổng trưởng Quốc phòng Trung tướng Nguyễn Văn Vỹ và Trung tướng Lê Văn Kim cùng với 7 đại tá bị cách chức. Quỹ tiết kiệm Quân đội bị buộc phải giải tán. Vì vụ án này, ông Hiếu đã làm mếch lòng các tướng lĩnh tham nhũng, tổng thống Thiệu cũng ra lệnh hạn chế điều tra khiến ông Hiếu nản lòng và xin chuyển sang công tác chỉ huy tác chiến. Nhiều người cũng cho rằng đây là lý do cái chết bí ẩn của tướng Hiếu vào tháng 4 năm 1975.
Những điều trên đã gây ảnh hưởng lớn đến sức chiến đấu của Quân lực Việt Nam Cộng hòa. Tổng thống Nguyễn Văn Thiệu bị nhiều người chỉ trích vì không thể kiểm soát nổi tình trạng tham nhũng và lạm quyền kinh tế. Tình trạng tham nhũng trong quân đội phổ biến đến nỗi các sĩ quan, binh lính còn đem cả quân trang quân dụng, vũ khí và lương thực bán cho Quân Giải phóng và thậm chí "tặng" luôn cả xe tải cho "đối tác" sau mỗi lần giao dịch.
Một vấn đề lớn nữa của Việt Nam hóa chiến tranh là khi Quân lực Việt Nam Cộng hòa nhất nhất theo các tiêu chuẩn Mỹ thì họ cũng quen kiểu đánh nhau tốn tiền như quân Mỹ và sức chiến đấu của quân đội phụ thuộc lớn vào viện trợ của Mỹ. Viện trợ mà giảm thì ảnh hưởng rõ rệt đến sức chiến đấu của quân đội, điều này góp phần giải thích tại sao quân đội này mau chóng sụp đổ trong năm cuối cùng của cuộc chiến.

### Chiến dịch Lam Sơn 719
Sau khi quân đội Mỹ và Việt Nam Cộng hòa thất bại trong việc đánh phá căn cứ của Quân Giải phóng tại biên giới Việt Nam – Campuchia, tiếp tế từ miền Bắc đã nối thông từ Lào đến Đông Bắc Campuchia và đổ vào các khu căn cứ Tây Ninh. Do đó, nếu không tiêu diệt được đầu não Quân Giải phóng đã ở sâu trong nội địa Campuchia thì phải tìm cách cắt tiếp tế từ Lào. Tháng 2 năm 1971, 21.000 binh lính Quân lực Việt Nam Cộng hòa, dưới sự yểm trợ của 10.000 lính Mỹ và không quân Mỹ, tiến hành chiến dịch Lam Sơn 719: đánh từ căn cứ Khe Sanh, Quảng Trị cắt ngang sang Hạ Lào nhằm phá hủy hệ thống kho tàng của Quân Giải phóng miền Nam Việt Nam.
Cuộc hành quân này ngay từ đầu đã mang tính phiêu lưu, phô trương chính trị và cuối cùng đã thất bại vì những lý do sau:

Bản đồ kế hoạch Lam Sơn 719

- Cuộc hành quân không bảo đảm tính bất ngờ. Quân Giải phóng đã dự đoán và chuẩn bị đón đánh từ trước.
- Các căn cứ của Quân Giải phóng là những nơi họ đã lâu năm thông thuộc địa bàn và có bố phòng rất kỹ lưỡng. Ngay quân đội Mỹ với sức mạnh tổng lực, ném bom đánh phá khốc liệt suốt nhiều năm vẫn không thể làm gì nổi. Trong thời kỳ tìm-diệt, các chiến dịch Attleboro và Junction City đều đã thất bại do đưa quân sa vào thế trận đã bày sẵn. Hơn nữa vùng Hạ Lào là nơi tập trung rất nhiều binh lực hiện đại của Quân Giải phóng, còn mạnh hơn rất nhiều so với các khu căn cứ khác mà quân Việt Nam Cộng hòa chưa có đủ sức mạnh, kinh nghiệm và bản lĩnh để đương đầu.
- Khi hoạch định kế hoạch người ta chú ý nhiều đến khía cạnh phô trương sức mạnh của quân Việt Nam Cộng hòa đánh được vào "đất thánh Cộng sản" chứ ý nghĩa quân sự thì ít. ("Chỉ cốt sao đến được Sê Pôn rồi về" – dẫn lời Tổng thống Nguyễn Văn Thiệu.) Chính vì để phô trương nên khi gặp khó khăn rất lớn vẫn không chấm dứt chiến dịch mà cố gắng tiến nhọc nhằn đến Sê Pôn, rồi phải cố sức mở đường máu với thiệt hại lớn mới về thoát dù chỉ là vài chục km cách biên giới.
- Sự phối hợp của quân Mỹ và quân Việt Nam Cộng hòa không tốt. Không quân Mỹ chỉ ném bom B-52 dọn đường theo yêu cầu, còn nhiệm vụ phối hợp hỏa lực chiến thuật cho bộ binh tác chiến thì thực hiện không hiệu quả.
- Lực lượng máy bay trực thăng của Mỹ bị lọt vào khu vực dày đặc vũ khí phòng không đã chờ sẵn của đường mòn Hồ Chí Minh nên bị thiệt hại quá nặng, không thể hoàn thành nhiệm vụ yểm trợ cho bộ binh.

Kết quả cuộc hành quân bị thiệt hại nặng nề, hơn nữa các lực lượng bị tiêu diệt là các đơn vị dự bị chiến lược tốt nhất của Quân lực Việt Nam Cộng hòa. Cuộc hành quân còn thất bại ở chỗ tuy có phá được một số kho tàng hậu cần nhưng về cơ bản đã không làm hại gì được cho hệ thống tiếp tế của Việt Nam Dân chủ Cộng hòa cho Quân Giải phóng miền Nam. Tướng Đồng Sĩ Nguyên, Tư lệnh Binh đoàn Trường Sơn, nhận định quân lực Việt Nam Cộng hòa đã đánh vào điểm mạnh nhất của Quân Giải phóng miền Nam Việt Nam tại miền Nam. Theo tướng Alexander Haig, lãnh đạo Hội đồng An ninh Quốc gia Mỹ, đó là một thảm họa do đánh giá sai lầm đối phương. Vào thời điểm đó quá trình Việt Nam hóa chiến tranh đang diễn ra thuận lợi nên người Mỹ ép Quân lực Việt Nam Cộng hòa phải ra trận để cắt đứt đường mòn Hồ Chí Minh mà thiếu sự yểm trợ không quân của Mỹ. Người Mỹ "đã ném Quân lực Việt Nam Cộng hòa xuống nước lạnh và họ đã chết chìm ở đó". Đáng lẽ phải khắc phục sai lầm thì người Mỹ tiếp tục rút quân do sức ép chính trị mà Tổng thống Nixon chịu đựng quá lớn.
Sau các cuộc hành quân bất thành của đối phương đánh vào Campuchia và Hạ Lào, đến đầu năm 1972, Quân Giải phóng đã chuẩn bị xong lực lượng để tung ra một đợt tổng tiến công có quy mô lớn.

### Chiến dịch Xuân-Hè 1972
Tháng 3 năm 1972 quân Giải phóng đã tung ra một cuộc tổng tiến công và nổi dậy chiến lược mùa xuân năm 1972. Đây là đòn đánh để kết hợp với nỗ lực ngoại giao, nhằm làm thoái chí Mỹ, buộc họ rút hẳn ra khỏi cuộc chiến. Tuy rằng tên và kế hoạch như vậy nhưng rút kinh nghiệm từ năm 1968, quân du kích và cán bộ nằm vùng sẽ không "nổi dậy" tại vùng địch hậu mà chỉ đóng vai trò chỉ đường và tải đạn, họ sẽ chỉ ra mặt tại những nơi chủ lực Quân Giải phóng đã kiểm soát vững chắc. Điều đó cho thấy các nỗ lực bình định của Mỹ và Việt Nam Cộng hòa trong thời gian 1969-1971 đã có những hiệu quả nhất định.

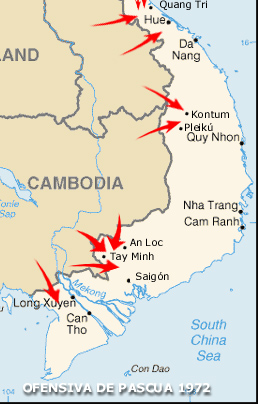
Sơ đồ trận tiến công của Quân đội Nhân dân Việt Nam

Đây là cuộc tiến công chiến lược gồm các chiến dịch tiến công quy mô lớn, hiệp đồng binh chủng, tiến công sâu vào hệ thống phòng ngự của Việt Nam Cộng hòa trên ba hướng chiến lược quan trọng: Trị Thiên, Bắc Tây Nguyên, miền Đông Nam Bộ. Trong suốt quá trình diễn ra cuộc chiến tranh, chưa bao giờ quân Giải phóng lại phát động một cuộc tiến công ồ ạt dưới sự hỗ trợ của các lực lượng được trang bị tốt đến như vậy, cuộc tiến công này mạnh hơn bất cứ những gì mà Việt Nam Cộng hòa có thể tập trung lại được vào mùa xuân năm 1972.
Cuộc tấn công năm 1972 của Chính phủ Cách mạng lâm thời Cộng hòa miền Nam Việt Nam đã không nhận được sự ủng hộ từ 2 đồng minh chủ chốt là Trung Quốc và Liên Xô do 2 quốc gia chỉ mong muốn kết thúc nhanh 1 thỏa ước hòa bình với Mỹ và Việt Nam Cộng hòa tại Paris. Liên Xô đã cắt giảm viện trợ, còn Trung Quốc thì thậm chí còn gây sức ép lên Việt Nam Dân chủ Cộng hòa và Chính phủ Cách mạng lâm thời Cộng hòa miền Nam Việt Nam để buộc họ ngừng chiến đấu. Tuy thế các lãnh đạo Việt Nam Dân chủ Cộng hòa và Chính phủ Cách mạng lâm thời Cộng hòa miền Nam Việt Nam vẫn quyết tâm khởi động một chiến dịch quy mô nhằm đánh bại triệt để Việt Nam hóa chiến tranh, giành lợi thế trên bàn đàm phán ở Paris.
Trong 2 tháng đầu, quân Giải phóng liên tiếp chọc thủng cả ba tuyến phòng ngự, tiêu diệt hoặc làm tan rã nhiều sinh lực đối phương, gây kinh ngạc cho cả Mỹ lẫn Việt Nam Cộng hòa. Mỹ phải gấp rút điều động lực lượng không quân và hải quân tới chi viện để ngăn đà tiến của quân Giải phóng, đồng thời viện trợ khẩn cấp nhiều vũ khí cho Việt Nam Cộng hòa để bổ sung cho thiệt hại trước đó.
Tại Bắc Tây Nguyên, sau các thắng lợi ban đầu của Quân Giải phóng tại trận Đắc Tô – Tân Cảnh, chiến sự mau chóng êm dịu trở lại sau khi đội quân này bị chặn lại trong Trận Kon Tum.
Tại Đông Nam Bộ, ở tỉnh Bình Long sau khi thắng lợi tại trận Lộc Ninh, Quân Giải phóng tiến công theo đường 13 để giành quyền kiểm soát thị xã An Lộc trong trận An Lộc, dùng xe tăng và pháo binh tấn công dữ dội. Quân lực Việt Nam Cộng hòa quyết tâm cố thủ thị xã và đưa quân lên ứng cứu. Không quân Mỹ dùng B-52 đánh phá ác liệt các khu vực tập kết của Quân Giải phóng và gây thiệt hại lớn. Chiến trận xảy ra rất dữ dội tại thị xã, thương vong của hai bên và của dân chúng rất cao. Cuối cùng, Quân Giải phóng không thể lấy nổi thị xã phải rút đi và sau 3 tháng chiến sự đi vào ổn định. Lần đầu tiên tại vùng Đông Nam Bộ, xe tăng T-54 và PT-76 của Quân Giải phóng đã xuất hiện, cho thấy hệ thống tiếp tế của Quân Giải phóng đã hoàn chỉnh vì đã có thể đưa được xe tăng vào đến tận chiến trường phía nam.
Chiến trường chính của năm 1972 là tại tỉnh Quảng Trị. Tại đây có tập đoàn phòng ngự dày đặc của Quân lực Việt Nam Cộng hòa, nơi tuyến đầu giáp với miền Bắc. Cuộc tiến công của Quân Giải phóng tại Quảng Trị đã thành công to lớn, 40.000 quân Việt Nam Cộng hòa phòng ngự tại đây đã hoảng loạn và tan vỡ, thậm chí Trung đoàn 56 của Sư đoàn 3 đã đầu hàng mà không chiến đấu. Chỉ sau một tháng và qua 2 đợt tấn công, Quân Giải phóng đã giành quyền kiểm soát toàn bộ tỉnh Quảng Trị, uy hiếp tỉnh Thừa Thiên và thành phố Huế.
Đến lúc đó, việc giữ vững vùng mới giành được quyền kiểm soát và tái chiếm vùng đã mất tại Quảng Trị đã thành vấn đề chính trị thể hiện ý chí và bản lĩnh của cả hai bên và là thế mạnh để đàm phán tại Hội nghị Paris. Mỹ để tỏ rõ ý chí của mình bằng cách từ ngày 16 tháng 4 năm 1972 ném bom trở lại miền Bắc với cường độ rất ác liệt: dùng máy bay B-52 rải thảm bom xuống Hải Phòng, đem hải quân thả thủy lôi phong tỏa các hải cảng tại miền Bắc Việt Nam.
Tại chiến trường Quảng Trị, Quân lực Việt Nam Cộng hòa đem hết quân dự bị ra quyết tái chiếm thị xã Quảng Trị với sự hỗ trợ tối đa bằng máy bay B-52 của Mỹ. Quân Giải phóng quyết tâm giữ vững khu vực thành cổ Quảng Trị của thị xã. Chiến sự cực kỳ ác liệt, thương vong hai bên rất lớn để tranh chấp một mẩu đất rất nhỏ không dân đã bị tàn phá hoàn toàn. Sau gần 3 tháng đánh nhau quyết liệt, Quân Giải phóng không giữ nổi và Quân lực Việt Nam Cộng hòa chiếm được thành cổ và thị xã Quảng Trị. Nhưng, dù có hỗ trợ của không quân Mỹ, Việt Nam Cộng hòa không thể tái chiếm thị xã Đông Hà và các vùng đã mất khác.
Sau chiến dịch, Quân Giải phóng nắm giữ thêm 10% lãnh thổ miền Nam, có thêm các bàn đạp quân sự và thị xã quan trọng Lộc Ninh đã trở thành thủ đô mới của Chính phủ Cách mạng lâm thời Cộng Hòa miền Nam Việt Nam. Đến cuối năm 1972, chiến trường đi đến bình ổn vì hai bên đã kiệt sức không thể phát triển chiến sự được nữa.
Mặc dù chiến dịch không đem đến lợi thế rõ rệt về quân sự nhưng đã làm xã hội Mỹ quá mệt mỏi. Dư luận Mỹ và thế giới thúc ép chính quyền phải đạt được một nền hòa bình bằng thương lượng theo đúng cam kết giải quyết chiến tranh trong nhiệm kỳ tổng thống của họ. Đến cuối năm 1972, Mỹ và Việt Nam Dân chủ Cộng hòa-Chính phủ Cách mạng lâm thời Cộng hòa miền Nam Việt Nam đã đạt được thỏa hiệp cơ bản những ý chính của Hiệp định Paris và đầu năm 1973, Mỹ rút hẳn quân viễn chinh khỏi cuộc chiến, chỉ để lại cố vấn quân sự.

### Vừa đánh vừa đàm
Việc đàm phán giữa Mỹ và Việt Nam Dân Chủ Cộng Hòa là việc phải xảy ra khi chẳng ai dứt điểm được ai bằng quân sự. Sau Mậu Thân, các bên đã ngồi vào thương lượng cho tương lai chiến tranh Việt Nam. Việc thương lượng đã diễn ra rất phức tạp vì, một mặt, các bên chưa thật sự thấy cần nhượng bộ và mặt khác, Liên Xô và Trung Quốc muốn can thiệp vào đàm phán – đặc biệt là Trung Quốc. Nước này không muốn Việt Nam Dân chủ Cộng hòa tự đàm phán mà muốn thông qua Trung Quốc giống như hiệp định Geneva năm 1955. Nhưng Việt Nam Dân chủ Cộng hòa cự tuyệt dù bị áp lực bởi hai đồng minh.
Hội đàm được chọn tại Paris kéo dài từ tháng 5 năm 1968 đến tháng 1 năm 1973. Ban đầu chỉ có Việt Nam Dân chủ Cộng hòa và Mỹ; sau mở rộng ra thành hội nghị bốn bên, thêm Việt Nam Cộng hòa và Chính phủ Cách mạng Lâm thời Cộng hòa miền Nam Việt Nam. Về mặt công khai có 4 bên tham gia đàm phán, nhưng thực chất chỉ có 2 bên Việt Nam Dân chủ Cộng hòa và Mỹ tiến hành đàm phán bí mật với nhau để giải quyết các bất đồng giữa hai bên..
Khi một bên đang thắng thế trên chiến trường thì đàm phán thường bế tắc và điều đó đúng với Hội nghị Paris suốt thời kỳ từ năm 1968 đến năm 1972. Các bên dùng hội nghị như diễn đàn đấu tranh chính trị. Trong suốt quá trình hội nghị các cuộc họp chính thức chỉ mang tính tố cáo nhau, tranh luận vài điều mà không thể giải quyết được rồi kết thúc mà không đi vào thực chất. Chỉ có các cuộc tiếp xúc bí mật của Cố vấn đặc biệt Lê Đức Thọ của Việt Nam Dân chủ Cộng hòa và Tiến sĩ Henry Kissinger, cố vấn của tổng thống Mỹ, là đi vào thảo luận thực chất nhưng không đi được đến thỏa hiệp.
Mục đích của Việt Nam Dân chủ Cộng hòa khi tham gia đàm phán là buộc Mỹ rút quân về nước và buộc chính phủ Việt Nam Cộng hòa dù do bất kỳ ai lãnh đạo cũng phải giải tán vì Việt Nam Dân chủ Cộng hòa cho rằng chính phủ Việt Nam Cộng hòa không muốn độc lập và hòa bình mà chỉ muốn nắm quyền vì lợi ích của họ. Phía Mỹ cho rằng phía Việt Nam Dân chủ Cộng hòa làm ra vẻ muốn thành lập chính quyền liên hiệp nhưng thực tế chẳng khác nào ép Mỹ phải làm mọi cách khiến lãnh đạo Việt Nam Cộng hòa từ chức rồi để cho những người này đám phán với người cộng sản và kết quả là một liên minh mà người cộng sản nắm toàn quyền.
Đến giữa năm 1972, khi Chiến dịch Nguyễn Huệ đã kết thúc và Mỹ đã quá mệt mỏi bởi chiến tranh kéo dài và thực sự muốn đi đến kết thúc, thì đàm phán mới đi vào thực chất thỏa hiệp. Tuy nhiên, trên thực tế, từ sau thất bại trong Chiến dịch Lam Sơn 719, Mỹ và Việt Nam Cộng hòa đã hiểu rằng Việt Nam hóa chiến tranh chính thức thất bại, lợi thế trên bàn đàm phán bắt đầu nghiêng về liên minh Việt Nam Dân chủ Cộng hòa-Cộng hòa miền Nam Việt Nam, Mỹ bắt đầu hạ giọng và sẵn sàng hợp tác với đối phương.
- Lập trường ban đầu của Mỹ: quân đội Mỹ rút khỏi Việt Nam phải đồng thời với việc rút Quân đội Nhân dân Việt Nam khỏi miền Nam Việt Nam. Chính phủ Nguyễn Văn Thiệu có quyền tồn tại trong giải pháp hòa bình. Tổng tuyển cử trước, ngừng bắn sau.
- Lập trường ban đầu của Việt Nam Dân chủ Cộng hòa và Cộng hòa miền Nam Việt Nam: quân đội Mỹ phải rút khỏi Việt Nam, không đả động tới sự có mặt tại miền Nam của Quân đội Nhân dân Việt Nam. Chính phủ Nguyễn Văn Thiệu không được tồn tại trong giải pháp hòa bình. Thành lập Chính phủ liên hiệp tại miền Nam thông qua Tổng tuyển cử. Ngừng bắn trước, Tổng tuyển cử sau.

Lê Đức Thọ và Henry Kissinger sau khi ký Hiệp định Paris 1973; người đứng giữa là thư ký Lưu Văn Lợi

Trong đó, vấn đề quy chế của Quân đội Nhân dân Việt Nam và thứ tự ngừng bắn-tổng tuyển cử là điểm mâu thuẫn chính giữa các bên. Cuối năm 1972 chính phủ Mỹ, dưới áp lực dư luận và việc Trận Thành cổ Quảng Trị kéo dài hơn dự kiến, chính quyền Mỹ đã nhận ra họ không thể khuất phục đối phương bằng vũ lực cũng như không đủ nguồn lực để duy trì chiến tranh nên buộc phải chấp nhận xuống thang trên bàn đàm phán. Việt Nam Dân chủ Cộng hòa và Cộng hòa miền Nam Việt Nam cũng thỏa hiệp về quy chế của chính quyền của Tổng thống Nguyễn Văn Thiệu. Hai bên đi đến thỏa hiệp chung: Quân Mỹ và các đồng minh nước ngoài rút khỏi Việt Nam chấm dứt mọi can thiệp quân sự vào vấn đề Việt Nam; không đả động tới việc có hay không Quân đội Nhân dân Việt Nam ở chiến trường Nam Việt Nam; và chính quyền Nguyễn Văn Thiệu được phép tồn tại như một chính phủ có liên quan đến giải pháp hòa bình.
Sau khi văn kiện hiệp định đã được ký tắt, Henry Kissinger đi Sài Gòn để thông báo cho Tổng thống Nguyễn Văn Thiệu văn bản đã đạt được. Phía Việt Nam Cộng hòa phản đối dự thảo này và tuyên bố sẽ không ký kết hiệp định như dự thảo. Sau đó, chính phủ Mỹ tuyên bố chưa thể ký được hiệp định và đòi thay đổi lại nội dung chính liên quan đến vấn đề cốt lõi: quy chế về Quân đội Nhân dân Việt Nam. Phía Việt Nam Dân chủ Cộng hòa bác bỏ sửa đổi của Mỹ. Mỹ tiến hành ném bom lại miền Bắc Việt Nam để buộc Việt Nam Dân chủ Cộng hòa và Cộng hòa miền Nam Việt Nam chấp nhận ký theo phương án Mỹ đề nghị.

### Chiến dịch Linebacker II

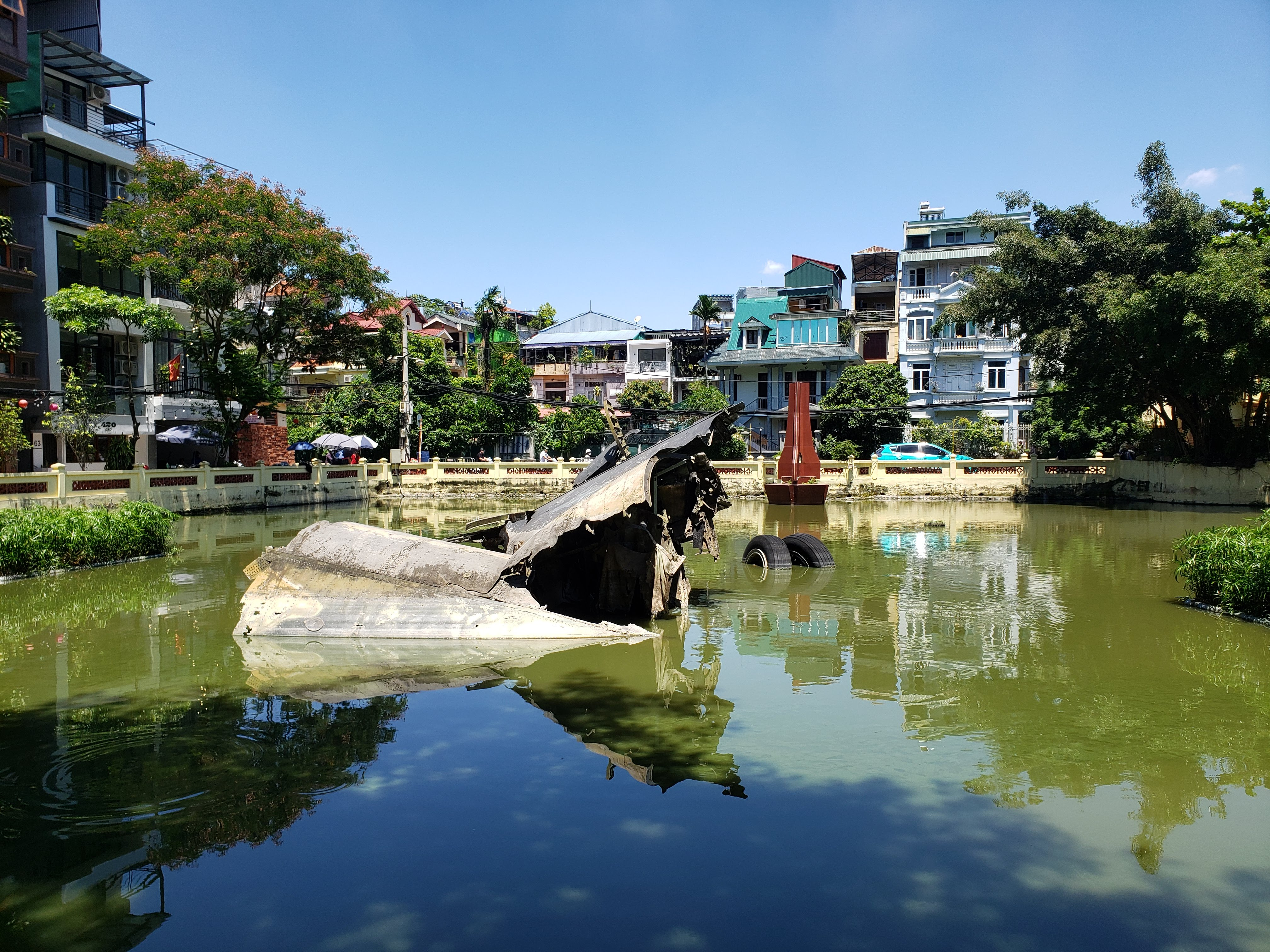
Một mảnh xác máy bay B-52 bị bắn rơi tại hồ Hữu Tiệp, Hà Nội, trong Chiến dịch Linebacker II

Đồng thời với việc ném bom miền Bắc Việt Nam, tổng thống Mỹ Nixon thăm Liên Xô và Trung Quốc. Cả Liên Xô và Trung Quốc đều lo sợ Mỹ liên minh với bên này hoặc bên kia vì thế họ muốn giải quyết dứt điểm vấn đề Việt Nam. Việt Nam Dân chủ Cộng hòa chỉ trích việc Liên Xô và Trung Quốc gặp Tổng thống Mỹ.
Tháng 12 năm 1972, Mỹ mở Chiến dịch Linebacker II cho máy bay ném bom chiến lược B-52 ném bom rải thảm Hà Nội, Hải Phòng và các mục tiêu khác ở miền Bắc Việt Nam trong 12 ngày (18 tháng 12 đến 30 tháng 12). Không khuất phục được Hà Nội, lực lượng không quân bị thiệt hại nặng nề và nhất là bị dư luận quốc tế và trong nước phản đối mạnh mẽ, chính phủ Mỹ buộc phải chấm dứt ném bom quay lại đàm phán và đồng ý ký kết Hiệp định Paris theo phương án đã ký tắt, dù có một vài sửa đổi nhỏ có tính kỹ thuật. Chính phủ Việt Nam Cộng hòa không tán thành hiệp định nhưng vì áp lực nếu không chấp nhận thì Mỹ sẽ đơn phương ký với Hà Nội và cắt đứt viện trợ cho Việt Nam Cộng hòa nên nhà nước này phải chấp nhận ký.
Trong chiến dịch này, Mỹ đã huy động cả không quân chiến lược với gần 200 chiếc máy bay B-52 (chiếm một nửa số B-52 của cả nước Mỹ) để ném bom rải thảm xuống Hà Nội, Hải Phòng, Thái Nguyên trong 12 ngày đêm. Về lý do quân sự, chính trị thì cuộc ném bom này không cần thiết và có hại vì khi đó Mỹ đã quyết tâm rút khỏi chiến tranh. Mỹ biết rất rõ rằng chỉ bằng một cuộc ném bom dù ác liệt đến đâu Mỹ không thể nào bắt Việt Nam Dân chủ Cộng hòa nhượng bộ một vấn đề cốt lõi mà vì nó họ đã chiến đấu gần 20 năm. Nó chỉ làm dư luận Mỹ và thế giới thêm bất bình với chính phủ Mỹ. Đây chỉ là cách để Mỹ thể hiện trách nhiệm, nghĩa vụ đối với đồng minh (không chỉ đối với Việt Nam Cộng hòa mà còn cả các đồng minh khác nữa). Khi dự thảo hiệp định đã được ký tắt với Việt Nam Dân chủ Cộng hòa, chính phủ Việt Nam Cộng hòa đã phản đối kịch liệt và không chấp nhận, Mỹ quyết định dùng bước này để chứng tỏ họ đã cố gắng đến mức cuối cùng cho quyền lợi của Việt Nam Cộng hòa rồi.

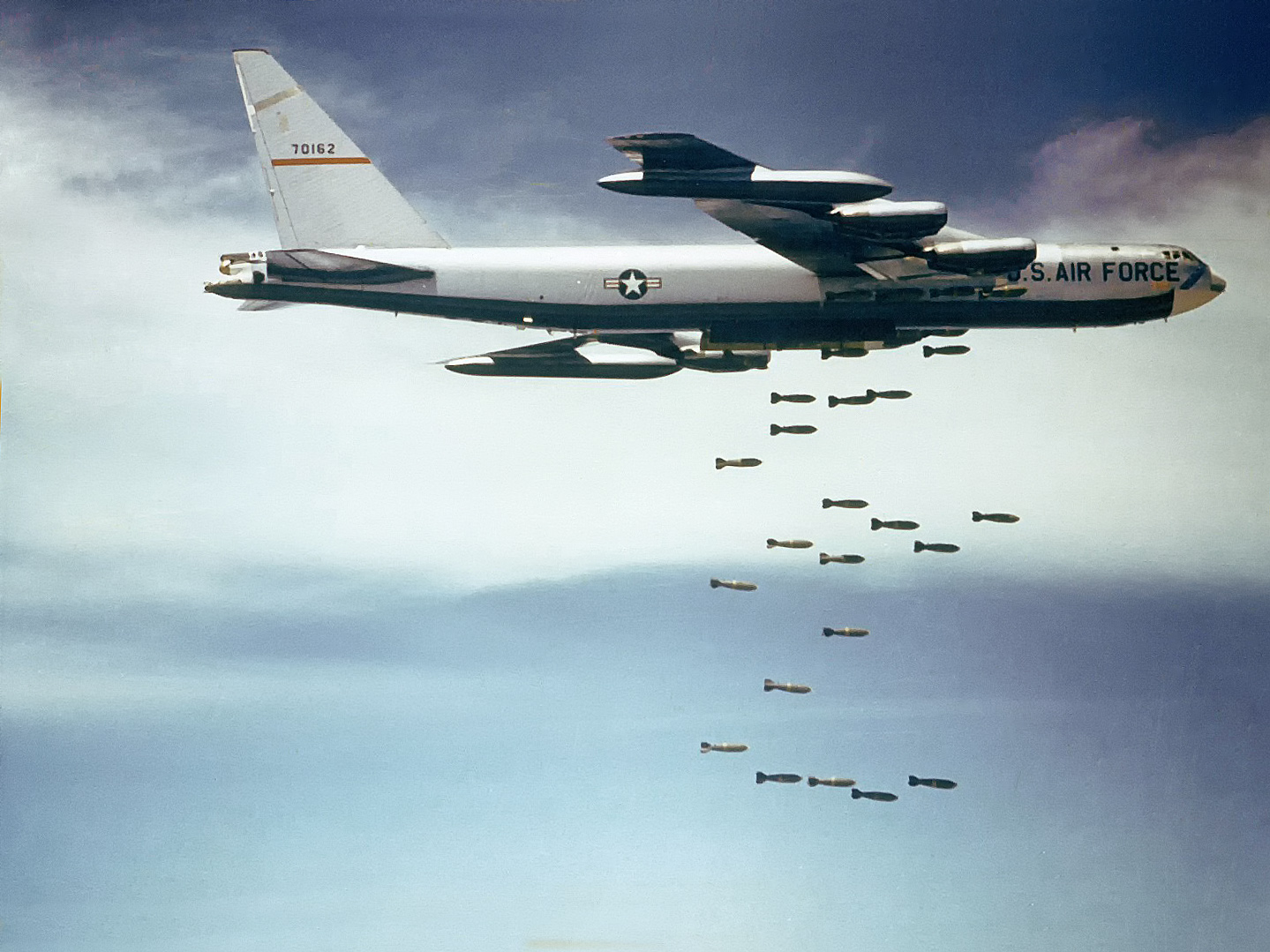
Máy bay B-52 đang ném bom rải thảm trong một vụ không kích

Vệt bom sau khi B-52 rải thảm gồm chi chít các hố bom

Mục tiêu mà Mỹ đặt ra trong chiến dịch Linebacker II là duy trì nỗ lực tối đa để phá hủy tất cả các tổ hợp mục tiêu chính ở khu vực Hà Nội và Hải Phòng, trong đó phá hủy đến mức tối đa những mục tiêu quân sự chọn lọc tại vùng lân cận của Hà Nội/Hải Phòng. Linebacker II cũng loại bỏ các rất nhiều các hạn chế trong các chiến dịch trước đó ở miền Bắc Việt Nam, ngoại trừ cố gắng để "giảm thiểu nguy hiểm cho dân thường tới mức có thể cho phép mà không ảnh hưởng hiệu quả" và "tránh các khu giam giữ tù binh, bệnh viện và khu vực tôn giáo".
Theo Việt Nam Dân chủ Cộng hòa, Mỹ đã dùng một biện pháp rất cực đoan, tàn bạo mà các chuẩn mực chiến tranh thông thường không cho phép: dùng máy bay B-52 rải thảm bom hủy diệt vào một loạt các khu vực dân cư của các thành phố lớn để đánh vào ý chí của dân chúng và đã gây ra thương vong lớn cho dân thường. Mỹ đã dùng máy bay B-52 tiến hành ném bom rải thảm vào các mục tiêu như sân bay Kép, Phúc Yên, Hòa Lạc, hệ thống đường sắt, nhà kho, nhà máy điện Thái Nguyên, trạm trung chuyển đường sắt Bắc Giang, kho xăng dầu tại Hà Nội... Ở Hà Nội, tại phố Khâm Thiên bom trải thảm đã phá sập cả dãy phố và sát hại hàng trăm dân thường. Tại bệnh viện Bạch Mai, nhiều tòa nhà quan trọng đã bị phá hủy, cùng với các bệnh nhân và bác sĩ, y tá bên trong. Chiến dịch này đã phá hoại nặng nề nhiều cơ sở vật chất, kinh tế, giao thông, công nghiệp và quân sự của Việt Nam Dân chủ Cộng hòa nhưng đã không làm thay đổi được lập trường của Hà Nội.
Về mặt quân sự, Mỹ đã đánh giá thấp lực lượng phòng không của đối phương. Không lực Mỹ quá tin tưởng vào các biện pháp kỹ thuật gây nhiễu điện tử để vô hiệu hóa radar và tên lửa phòng không của đối phương. Để đáp lại, các lực lượng tên lửa phòng không của Quân đội Nhân dân Việt Nam đã giải quyết vấn đề bằng những biện pháp chiến thuật sáng tạo và hợp lý, họ đã bắn các máy bay B-52 theo các chiến thuật mới và đã thành công vượt xa mức trông đợi, hàng chục chiếc pháo đài bay B-52 đã bị bắn hạ. Cũng trong chiến dịch này, lần đầu pháo đài bay B-52 bị hạ bởi một máy bay tiêm kích, do Phạm Tuân điều khiển. Sách báo Việt Nam gọi chiến dịch này là Điện Biên Phủ trên không, như một cách nêu bật thắng lợi của lực lượng phòng không Việt Nam Dân chủ Cộng hòa trong chiến dịch.
Dưới áp lực của dư luận thế giới và trong nước, thất bại trong việc buộc Hà Nội nhượng bộ, Tổng thống Nixon ra lệnh chấm dứt ném bom vào ngày 30 tháng 12 năm 1972 và hội đàm lại để ký kết hiệp định. Hiệp định Paris có phương án cuối cùng về cơ bản không khác mấy so với dự thảo mà Mỹ trước đó đã từ chối ký, cũng có nghĩa rằng mục tiêu chiến lược của Chiến dịch Linebacker II đã thất bại. Chiến dịch Linebacker II cũng là chiến dịch quân sự cuối cùng của quân đội Mỹ tại Việt Nam.

### Hiệp định Paris

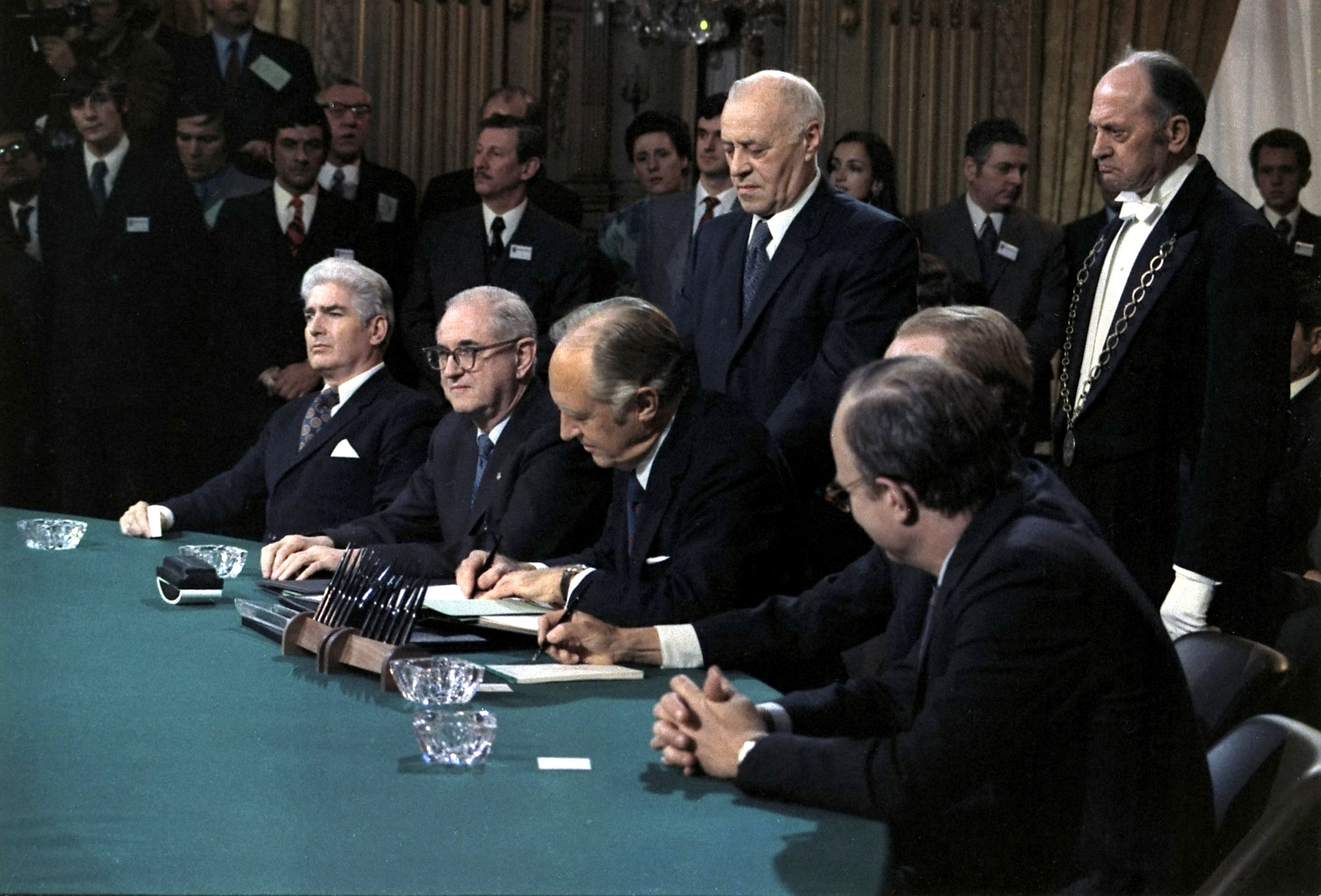
Phía Mỹ ký kết hiệp định Paris

Sau những nỗ lực ngoại giao thất bại giữa Mỹ và Việt Nam Dân chủ Cộng hòa, đầu năm 1968, tổng thống Pháp De Gaulle cho rằng Mỹ sẽ thất bại tại Đông Dương như Pháp và người Pháp phải có trách nhiệm đạo đức đối với cuộc chiến mà Mỹ kế thừa từ Pháp. Thông qua giáo sư Andre Roussel, Chủ tịch Hiệp hội Y khoa Pháp-Việt, Pháp đề nghị các lãnh đạo Việt Nam Dân chủ Cộng hòa đàm phán với Mỹ và Việt Nam Cộng hòa để tìm một giải pháp chính trị cho cuộc chiến. Ngay sau đó, cuộc Tổng tấn công Tết Mậu Thân diễn ra khiến chính quyền Johnson phải ngừng ném bom và đàm phán với Việt Nam Dân chủ Cộng hòa. Ngày 31/3/1968, Johnson tuyên bố đơn phương chấm dứt ném bom một phần miền Bắc và đồng ý mở cuộc đàm phán giữa các bên ở Việt Nam và phía Mỹ. Ông cũng tuyên bố mình sẽ không ra ứng cử Tổng thống Mỹ vào tháng 11 năm 1968. Việt Nam Dân chủ Cộng hòa cũng đồng ý đàm phán. Tổng thống De Gaulle cử một phái viên đến Sài Gòn vào trung tuần tháng 4/1968 đề nghị Việt Nam Cộng hòa ngồi vào bàn đàm phán. Việt Nam Cộng hòa đồng ý đàm phán. Các bên thống nhất chọn Paris làm địa điểm đàm phán. Hội nghị Paris chính thức khai mạc vào ngày 3/5/1968.
Ngoại trưởng Xuân Thủy, Trưởng Phái đoàn Việt Nam Dân chủ Cộng hòa tại Hội nghị Paris về Việt Nam tuyên bố:
| “ | "Mỹ không tôn trọng quyền tự quyết của nhân dân miền Nam Việt Nam mà trái lại đã tiến hành có hệ thống một chính sách can thiệp, xâm lược và chiến tranh, chà đạp lên các quyền đó" | ” |

Ngày 20 tháng 9 năm 1969, Trưởng đoàn đàm phán của Cộng hòa miền Nam Việt Nam (giai đoạn 1968-1970) tại Hội nghị Paris về Việt Nam Trần Bửu Kiếm tuyên bố:
| “ | "Sự can thiệp đơn phương của Hoa Kỳ tại Việt Nam đã vi phạm Hiến chương Liên hợp quốc; sự có mặt của Quân đội Hoa Kỳ tại Việt Nam đã vi phạm Hiệp định Genève 1954; cường độ và tính chất tàn phá của cuộc chiến tranh của Hoa Kỳ tại Việt Nam là trái với luật pháp quốc tế; những hành động của Hoa Kỳ tại Việt Nam đã vi phạm cả Hiến pháp của Hoa Kỳ... Nước Việt Nam là của người Việt Nam, Hoa Kỳ không có quyền đem quân đội tới và lại càng không có quyền bắt buộc người dân Việt Nam phải trả một cái giá nào đó cho việc triệt thoái hoàn toàn quân đội Hoa Kỳ" | ” |

Hiệp định Paris được ký kết vào ngày 27 tháng 1 năm 1973 tại Paris, được coi là một thắng lợi quan trọng của Việt Nam Dân chủ Cộng hòa và Chính phủ Cách mạng lâm thời Cộng hòa miền Nam Việt Nam. Ngày 29 tháng 3 năm 1973 quân nhân Mỹ cuối cùng rời Việt Nam, chấm dứt mọi sự can thiệp quân sự của Mỹ đối với vấn đề Việt Nam. Từ nay chỉ còn quân đội Việt Nam Cộng hòa đơn độc chống lại Quân Giải phóng đang ngày càng mạnh.
Hiệp định Paris là hiệp định chấm dứt chiến tranh, lập lại hòa bình ở Việt Nam do 4 bên tham chiến: Mỹ, Việt Nam Cộng hòa, Việt Nam Dân chủ Cộng hòa và Chính phủ Cách mạng Lâm thời Cộng hòa miền Nam Việt Nam ký kết tại Paris ngày 27 tháng 1 năm 1973. Theo các nội dung chính như sau:
- Các quân đội nước ngoài phải rút khỏi Việt Nam. Quân đội Nhân dân Việt Nam, Quân lực Việt Nam Cộng hòa, Quân Giải phóng miền Nam đóng nguyên tại chỗ và ngừng bắn tại chỗ.
- Miền Nam Việt Nam có hai chính quyền, hai quân đội, hai vùng kiểm soát. Các bên tạo điều kiện cho dân chúng sinh sống đi lại tự do giữa hai vùng.
- Thành lập Hội đồng Quốc gia Hòa giải và Hòa hợp Dân tộc gồm ba thành phần ngang nhau, thực hiện hòa giải và hòa hợp dân tộc, bảo đảm tự do dân chủ, tổ chức tuyển cử thành lập chính phủ hòa hợp dân tộc của miền Nam Việt Nam và tiến tới thống nhất hai miền.
- Ngoài ra còn nhiều các điều khoản khác như lập ủy ban kiểm soát và giám sát và phái đoàn quân sự liên hợp bốn bên, điều khoản Mỹ đóng góp tài chính tái thiết sau chiến tranh, điều khoản Mỹ gỡ mìn đã phong tỏa các hải cảng ở miền Bắc Việt Nam, điều khoản trao trả tù binh...
- Giới tuyến quân sự tạm thời giữa hai miền không được coi là biên giới quốc gia

Mặt khác, Hiệp định Paris là hiệp định được Việt Nam Dân chủ Cộng hòa-Chính phủ Cách mạng lâm thời Cộng hòa miền Nam Việt Nam và Mỹ soạn thảo dựa trên cơ sở Tuyên bố 10 điểm ngày 08-05-1969 của phái đoàn Chính phủ Cách mạng lâm thời Cộng hòa miền Nam Việt Nam để đảm bảo cho việc Mỹ rút quân khỏi Việt Nam là mục đích trước mắt, trước khi buộc Việt Nam Cộng hòa phải đầu hàng là mục tiêu lâu dài. Đối với Mỹ, đây là cách họ ra khỏi cuộc chiến mệt mỏi này một cách chính đáng và không bị mất mặt. Đối với Việt Nam Dân chủ Cộng hòa và Mặt trận Dân tộc Giải phóng thì hiệp định này là bước thứ nhất (và là quan trọng nhất) trong hai bước (Bước 1 là "Mỹ cút", bước 2 là "ngụy nhào") để đi đến thắng lợi cuối cùng. Đối với Việt Nam Cộng hòa thì hiệp định này là một tai ương lớn đối với chính phủ này và đặt sự tồn tại của Việt Nam Cộng hòa trước một nguy hiểm trong một tương lai gần.
Để trấn an Việt Nam Cộng hòa, Tổng thống Nixon đã hứa riêng với Tổng thống Nguyễn Văn Thiệu là trong trường hợp quân Giải phóng phát động chiến tranh tiêu diệt Việt Nam Cộng hòa, Mỹ sẽ phản ứng một cách thích hợp để bảo đảm an ninh cho Việt Nam Cộng hòa. Lời hứa này về sau không có giá trị thực tiễn vì sau đó Quốc hội Mỹ đã ra nghị quyết không cho phép Tổng thống đưa lực lượng vũ trang trở lại Đông Dương mà không được phép của Quốc hội và quy định khuôn khổ viện trợ cho Việt Nam Cộng hòa. Với các áp đặt như vậy thì dù không có sự kiện Watergate, dù Tổng thống Nixon có tại vị thì cũng không thể giữ lời hứa một cách hữu hiệu được. Đối với người Mỹ, họ thực sự muốn thoát khỏi cuộc chiến, quên nó đi và mở sang một trang sử mới.
Trong bản ghi âm được giải mật sau này về cuộc trao đổi giữa Tổng thống Mỹ Richard Nixon và ngoại trưởng Henry Kissinger, Nixon nói rõ việc ông đã quyết định sẽ bỏ mặc "đứa con" Việt Nam Cộng hòa để có thể thoát khỏi cuộc chiến ở Việt Nam
Henry Kissinger: Tôi nghĩ Thiệu nói đúng đấy. Hiệp định đó (Hiệp định Paris) sẽ đẩy Việt Nam Cộng hòa vào thế nguy hiểm
Richard Nixon: Nó (Việt Nam Cộng hòa) phải tự chống đỡ thôi... Nếu nó chết thì cứ để nó chết. Nó lớn rồi, chúng ta không thể cứ cho nó bú mớm mãi được
Đối với vấn đề thành lập các lực lượng chính trị liên hiệp, ông Nguyễn Khắc Huỳnh, nguyên thành viên đoàn đàm phán Hiệp định Paris, giải thích "Lúc đầu đàm phán Paris, tư tưởng của ta là giành thắng lợi, buộc Mỹ rút, lập chính phủ liên hiệp và sau đó chính phủ sẽ đoàn kết toàn dân... Lúc đó chưa có khái niệm hòa hợp dân tộc. Lúc đầu mình tính chính phủ liên hiệp nhưng sau sự kiện Mậu Thân 1968 và sau đó năm 1972, ta không có những thắng lợi quyết định... Năm 1972 ta mới đề ra đường lối tìm cách mở đường cho Mỹ rút. Ta mới đưa ra khẩu hiệu là "Mỹ rút, Sài Gòn còn, miền Nam giữ nguyên trạng". Để liên kết các lực lượng miền Nam thì đặt ra vấn đề hòa hợp dân tộc. Vấn đề ấy được đặt ra trong lúc ta tính tới phương án giữ nguyên trạng miền Nam. Vì vậy ta đưa vào dự thảo Hiệp định và bàn kỹ vấn đề hòa hợp dân tộc. Lúc đầu ta gọi là chính phủ liên hiệp ba thành phần. Chính phủ Mỹ không chấp nhận được vì chính phủ mới có nghĩa là thủ tiêu Sài Gòn. Ta mới hạ thấp xuống là "một chính quyền hòa hợp dân tộc", gần với lập trường của Mỹ. Mỹ đề xuất một "body" – một tổ chức để tổng tuyển cử. Mỹ dùng chữ "body" thì mình cũng dịu bớt đi, đề xuất là trong lúc chính quyền hai bên tồn tại, thực hiện hòa hợp, hòa giải dân tộc để tiến tới tổ chức tổng tuyển cử thành lập chính quyền (đưa thêm khái niệm hòa giải, vì là hai kẻ địch). Nhưng Mỹ không chấp nhận chữ "chính quyền". Chữ "chính quyền" có gì đó mang ý nghĩa thủ tiêu Sài Gòn. Vì thắng lợi của mình năm 1972 cũng có mức độ thôi, chưa thể lấn át Mỹ được, nên ta lấy yêu cầu Mỹ rút là chính. Mỹ nhận rút và quân miền Nam ở lại là đạt yêu cầu cao nhất rồi, ta mới chấp nhận thành lập một hội đồng quốc gia hòa giải, hòa hợp dân tộc. Hiệp định có điều khoản thành lập một hội đồng quốc gia hòa giải hòa hợp dân tộc để tổ chức tổng tuyển cử và đôn đốc thi hành Hiệp định. Lúc đó hình thành khái niệm hòa giải hòa hợp dân tộc... Dù lập chính phủ hai thành phần, ba thành phần hay giữ nguyên trạng thì cũng vẫn phải có hòa giải, hòa hợp. Không có cách nào khác. Không có bên nào thắng bên nào. Thực tế miền Nam có ba lực lượng, hai chính quyền thì phải giải quyết với nhau như vậy. Nhờ những sách lược mềm dẻo của ta, mà trong đó có việc tạm gác vấn đề xóa Sài Gòn, thực hiện một hình thức hòa giải, hòa hợp dân tộc mà tổ chức ấy chỉ là hội đồng thôi chứ không phải chính quyền, chính phủ gì nên Mỹ chấp nhận."
Để hoàn thành nốt các điều khoản trong Hiệp định Paris liên quan đến Tổng tuyển cử, Việt Nam Dân chủ Cộng hòa và Cộng hòa miền Nam Việt Nam tiến hành cuộc Tổng tuyển cử năm 1976 để thống nhất thành Cộng hòa Xã hội Chủ nghĩa Việt Nam.
Sau này, các tài liệu vừa giải mật cho thấy chính hai ông Nixon và Kissinger đều đã tin tưởng rằng ngay cả một lực lượng quân sự lớn mạnh hơn những gì Mỹ đã điều động, thì cũng không có khả năng thắng được cuộc chiến Việt Nam.

## Giai đoạn 1973–1975

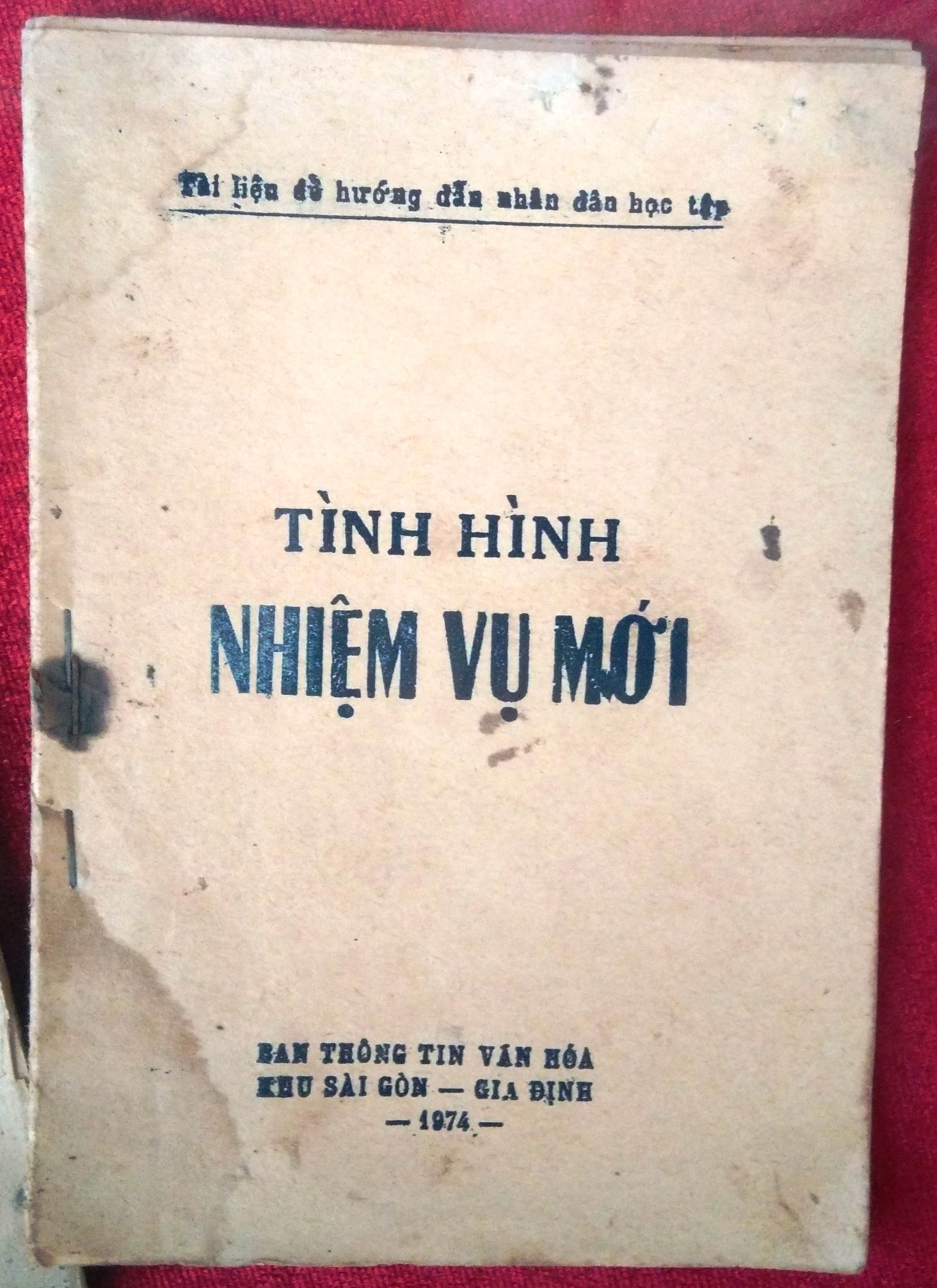
Tài liệu chính trị của Ban Thông tin văn hóa Khu Sài Gòn-Gia Định xuất bản vào năm 1974 có nội dung về tình hình mới, trong đó đề ra chủ trương và biện pháp của miền Bắc trong giai đoạn này (tài liệu được lưu giữ tại Bảo tàng Bưng 6 xã, Quận 9 (Thủ Đức cũ)

Đây là giai đoạn kết thúc chiến tranh vì với sự ra đi của quân viễn chinh Mỹ cùng với việc Mỹ từng bước cắt giảm viện trợ quân sự cho Việt Nam Cộng hòa thì kết cục cho Chiến tranh Việt Nam đã rõ ràng. Mỹ chưa hẳn đã rút khỏi cuộc chiến, họ vẫn tiếp tục duy trì viện trợ và cố vấn quân sự, nhưng việc quân Mỹ trực tiếp tham chiến sẽ không còn nữa. Tuy nhiên, viện trợ cho Việt Nam Cộng hòa trong tài khóa 1974-1975 dù được Tổng thống Nixon đề xuất 1 tỷ đôla nhưng khi đưa ra Quốc hội Mỹ xét duyệt, khoản viện trợ này bị cắt giảm chỉ còn 700 triệu. Quốc hội Mỹ còn đưa ra điều kiện Việt Nam Cộng hòa không được dùng Quỹ đối giá (số tiền thu được khi tiền Viện Trợ Nhập Cảng (CIP) được đổi ra tiền Việt Nam từng bù cho 75% khoản ngân sách bị thiếu hụt trước kia) chi cho ngân sách Quốc phòng.
Sau khi quân đội Mỹ rút hết vào cuối tháng 3 năm 1973, Chính phủ Cách mạng lâm thời Cộng hòa miền Nam Việt Nam tiếp tục các hoạt động vận động chính trị nhằm khiến Việt Nam Cộng hòa tuân thủ Hiệp định, ngừng bắn trước khi tổ chức Tổng tuyển cử. Tuy nhiên, phía Việt Nam Cộng hòa không có thiện chí thực thi Hiệp định, liên tục có các hoạt động vũ trang nhằm chiếm đất lấn dân. Tới tháng 10 năm 1973, sau khi nhận thấy các nỗ lực chính trị không có hiệu quả Chính phủ Cách mạng lâm thời Cộng hòa miền Nam Việt Nam chuyển sang chiến lược kết hợp đấu tranh chính trị với đấu tranh vũ trang, sẵn sàng đáp trả các hoạt động vi phạm Hiệp định của Việt Nam Cộng hòa.
Từ cuối năm 1974, tương quan lực lượng bắt đầu nghiêng hẳn về phía Quân Giải phóng miền Nam Việt Nam. Nhận thấy tương quan lực lượng có sự thay đổi theo hướng có lợi cho mình, Chính phủ Cách mạng lâm thời Cộng hòa miền Nam Việt Nam tiến hành Tổng tiến công và nổi dậy mùa xuân 1975 nhằm buộc chính quyền Việt Nam Cộng hòa thành lập chính phủ liên hiệp 3 thành phần. Tuy nhiên, tới cuối Chiến dịch Hồ Chí Minh, Chính phủ Cách mạng lâm thời Cộng hòa miền Nam Việt Nam quyết định chuyển mục tiêu sang buộc chính quyền Việt Nam Cộng hòa đầu hàng để tránh đổ máu không cần thiết.

### Hiệp định Paris bị vi phạm
Về nguyên tắc thì các bên ký kết phải thừa nhận miền Nam Việt Nam tạm thời có hai chính quyền (tuy nhiên không có định nghĩa về hai chính quyền đó), nhưng sẽ nhanh chóng được thay thế bằng một chính quyền mới. Số quân Quân Giải phóng miền Nam Việt Nam trên chiến trường lúc đó, số quân của họ trên đường mòn Hồ Chí Minh, số vũ khí họ mang vào và mang ra là những dữ liệu không thể kiểm chứng được nhưng theo số liệu cung cấp của Mỹ là 219.000 người (thấp hơn của Quân lực Việt Nam Cộng hòa với 920.000 người). Lượng viện trợ của Liên Xô, Trung Quốc và các nước Xã hội Chủ nghĩa khác viện trợ cho Việt Nam Dân chủ Cộng hòa vẫn có thể kiểm soát tại các cửa khẩu trên bộ, cảng hàng không và cảng biển (Trong hiệp định không cấm nước ngoài viện trợ cho Việt Nam Dân chủ Cộng hòa mà chỉ cấm cung cấp vũ khí cho các bên ở miền Nam Việt Nam). Tương tự, vũ khí Mỹ vào Việt Nam qua các cảng và cầu hàng không cũng dễ dàng được quản lý. Tuy vậy việc Mỹ tiếp tục cung cấp vũ khí và 23.000 cố vấn quân sự cho Việt Nam Cộng hòa là một sự vi phạm các điều khoản liên quan tới việc cấm Mỹ can dự vào miền Nam Việt Nam trong Hiệp định Paris và khiến cho phía Việt Nam Cộng hòa có thêm động lực để tiến hành các hoạt động quân sự chống lại Mặt trận Dân tộc Giải phóng miền Nam Việt Nam. Bên cạnh đó, điều khoản về ngăn cấm các bên lập căn cứ quân sự trên đất Lào trung lập là nhượng bộ của Việt Nam Dân chủ Cộng hòa nhưng phía Vương quốc Lào lại vi phạm lệnh ngừng bắn trong Hiệp ước Viêng Chăn, tạo điều kiện để Pathet Lào tương trợ lẫn nhau với Quân đội Nhân dân Việt Nam và Quân Giải phóng miền Nam Việt Nam. Tại Campuchia, điều tương tự cũng xảy ra khi quân đội của Lon Nol tấn công quân đội của Pol Pot, tuy nhiên, Pol Pot đã không nhận được sự hỗ trợ từ phía Quân đội Nhân dân Việt Nam và Quân Giải phóng miền Nam Việt Nam.
Ngay khi Hiệp định Paris được ký kết, Tổng thống Nguyễn Văn Thiệu thực hiện chính sách "4 không", không có chính phủ liên minh dưới bất kỳ vỏ bọc nào, không trung lập hóa những người thân Cộng sản ở miền Nam Việt Nam và không nhượng đất cho người Cộng sản. Tổng thống Nguyễn Văn Thiệu đã chủ trương "tràn ngập lãnh thổ" bằng cờ Việt Nam Cộng hòa để lấn thêm lãnh thổ và giành thêm dân. Chỉ trong đêm 27 tháng 1 rạng ngày 28 tháng 1 năm 1973, quân đội Sài Gòn đã thực hiện 15 cuộc hành quân từ cấp tiểu đoàn trở lên và 19 cuộc hành quân cấp tiểu khu và chi khu. Vào 7 giờ sáng 28 tháng 1 năm1973, đúng lúc phải thực hiện ngừng bắn, Nguyễn Văn Thiệu ra lệnh cho bộ binh và xe tăng tấn công Cửa Việt (tỉnh Quảng Trị), Sa Huỳnh và nhiều nơi ở miền Trung, đồng bằng sông Cửu Long, phần lớn vùng của Chính phủ Cách mạng lâm thời Cộng hòa Miền nam Việt Nam tại đây bị lấn chiếm. Lấn được xã nào, ấp nào, Việt Nam Cộng hòa đều cho vẽ cờ trên tường nhà dân, mặt tiền đình chợ, quán xá, trên cả mái tôn với kích thước to dị thường để "đánh dấu" vùng "quốc gia kiểm soát". Tại các tỉnh miền Bắc Việt Nam Cộng hòa, Quân lực Việt Nam Cộng hòa tiếp tục bắn pháo 105 ly với tỷ lệ vượt quá 31.000 viên đạn mỗi ngày; khoảng 15.000 quả bom đã được sử dụng và 10.000 chiến dịch quân sự khác đã được tiến hành ở khu vực nông thôn hàng tháng. Theo một thống kê của chính quyền Cộng hòa miền Nam Việt Nam tỉnh Long An thì sau khi ký Hiệp định Paris, mọi ngôi làng nằm dưới sự kiểm soát của chính quyền này đã bị đánh bom 4-5 lần và bị tấn công bởi 1.000 quả đạn pháo mỗi ngày. Việt Nam Cộng hòa cũng không chấp nhận thi hành những giải pháp chính trị được nhắc đến trong Hiệp định Paris 1973 như thành lập Hội đồng quốc gia hòa giải và hòa hợp dân tộc, tổng tuyển cử tự do và dân chủ dưới sự giám sát quốc tế tại miền Nam Việt Nam để thành lập chính quyền liên hiệp, tái thống nhất Việt Nam từng bước bằng các biện pháp hòa bình trên cơ sở bàn bạc và thỏa thuận giữa miền Bắc và miền Nam Việt Nam. Ngày 14 tháng 7 năm 1973, Tổng thống Thiệu nói rằng: "Việt Cộng hiện đang cố biến các khu vực nằm dưới sự kiểm soát của họ thành một nhà nước với một chính phủ mà họ gọi nói là giống kiểu thể chế thứ hai ở miền Nam. Họ cũng có thể hy vọng rằng khi chính phủ này được quốc tế công nhận, dư luận quốc tế sẽ buộc hai chính quyền sáp nhập vào một chính phủ liên minh. Nếu điều đó xảy ra, họ sẽ chỉ đồng ý với một chính phủ liên minh hời hợt, chính phủ mà sau đó sẽ tìm cách dễ dàng đàm phán với Hà Nội... Trước tiên, chúng ta phải cố hết sức để Việt Cộng (Mặt trận giải phóng miền Nam Việt Nam) không thể được xây dựng thành một nhà nước, một nhà nước thứ hai ở miền Nam". Chủ tịch Hạ viện Việt Nam Cộng hòa tuyên bố "Không có cái gọi là hòa hợp dân tộc và hòa giải dân tộc". Đầu tháng 10 năm 1973, Tổng thống Thiệu tuyên bố rằng mọi nhóm Lực lượng thứ ba, gồm khoảng 100 nhóm chính trị có quy mô và xu hướng chính trị khác nhau, đều bị coi là "phản quốc", "do Cộng sản giật dây".
Việt Nam Dân chủ Cộng hòa và Cộng hòa miền Nam Việt Nam trong gần một năm sau khi ký Hiệp định Paris áp đặt các lệnh cấm đối với lực lượng của họ tại miền Nam Việt Nam bao gồm cấm tấn công kẻ thù, cấm tấn công quân đội của kẻ thù đang tiến hành các chiến dịch cướp đất, cấm bao vây tiền đồn, cấm bắn vào các tiền đồn và cấm xây dựng các làng chiến đấu. Sau khi hiệp định Paris được ký kết cả Liên Xô và Trung Quốc đều cắt viện trợ quân sự cho Việt Nam Dân chủ Cộng hòa, Trung Quốc cắt mọi viện trợ kinh tế nhằm kiềm chế không cho miền Bắc tiếp tục cuộc chiến.
Về phía Mỹ, tuy rút hết quân viễn chinh về nước song các cố vấn quân sự của họ vẫn hiện diện ở Việt Nam dưới vỏ bọc là Sư đoàn quản lý dịch vụ (Management Services Division). Các cố vấn này tiếp tục tham gia chỉ huy và điều phối các chiến dịch quân sự cho tới khi chiến tranh kết thúc Theo nhà sử học Gabriel Kolko, đội ngũ cố vấn quân sự Mỹ hiện diện tại miền Nam lên tới 23.000 người vào năm 1974. Sau hiệp định Paris Mỹ tiếp tục việc trợ quân sự cho Việt Nam Cộng hòa. Bên cạnh viện trợ quân sự, Mỹ cử các kỹ sư quân sự dưới vỏ bọc dân sự đến miền Nam Việt Nam để giúp chính quyền miền Nam duy trì các hoạt động quân sự.
Cho đến khi từ chức vào năm 1975, Nguyễn Văn Thiệu vẫn tuyên bố muốn Việt Nam chia thành hai quốc gia: Việt Nam Dân chủ Cộng hòa và Việt Nam Cộng hòa, lấy vĩ tuyến 17 làm biên giới, cùng vào Liên Hợp Quốc, giữ vùng phi quân sự và "chờ ngày thống nhất dù cho không biết đó là ngày nào". Phía Việt Nam Dân chủ Cộng hòa và Chính phủ Cách mạng lâm thời Việt Nam cho rằng các tuyên bố của Nguyễn Văn Thiệu đã bóp méo nội dung của Hiệp định Geneva 1954 và Hiệp định Paris 1973 khi cả hai Hiệp định đều coi Việt Nam là một quốc gia thống nhất, vỹ tuyến 17 chỉ là giới tuyến quân sự tạm thời chứ không phải biên giới quốc gia. Việt Nam Dân chủ Cộng hòa và Chính phủ Cách mạng lâm thời Việt Nam cho rằng Nguyễn Văn Thiệu đã không có thiện chí về việc thực thi hòa bình, thành lập chính phủ liên hiệp ba thành phần ở miền Nam Việt Nam để thống nhất đất nước bằng Tổng tuyển cử như hai Hiệp định quy định, họ cũng đưa ra các bằng chứng về hành vi sử dụng vũ lực và các biện pháp chính trị để vi phạm hiệp định từ phía chính phủ Sài Gòn và Mỹ.
Trong các năm từ 1973 đến tháng 2 năm 1975 là thời gian hai phía đối địch chuẩn bị vào các trận đánh lớn sắp tới. Năm này chỉ được 1–2 tháng đầu là có các tiếp xúc giữa hai bên: binh sĩ hai bên được phép gặp mặt với nhau, nhưng sau đó là thời gian hai bên liên tục lên án nhau phá hoại hiệp định và đánh lấn chiếm vùng kiểm soát của nhau, dù ở quy mô nhỏ. Quân đội Việt Nam Cộng hòa không đủ sức để đánh lớn và quân Giải phóng cũng không có chủ trương đánh lớn vào lúc đó.
Thời kỳ này có một sự kiện bất ngờ với Việt Nam Cộng hòa và ngỡ ngàng cho Việt Nam Dân chủ Cộng hòa là việc Trung Quốc tấn công chiếm đóng hoàn toàn quần đảo Hoàng Sa vào tháng 1 năm 1974. Sau trận hải chiến ngắn, Trung Quốc chiếm toàn bộ quần đảo Hoàng Sa, trong khi lãnh đạo Việt Nam Cộng hòa hủy bỏ kế hoạch huy động không quân phản công nhằm chiếm lại đảo. Mỹ và Hạm đội 7 của họ cũng không giúp đỡ Việt Nam Cộng hòa tại Hoàng Sa khi được đề nghị. Việt Nam Dân chủ Cộng hòa tuy phản đối các động thái của Trung Quốc một cách nhẹ nhàng, nhưng Chính phủ Cách mạng Lâm thời Cộng hòa Miền Nam Việt Nam đã ra bản Tuyên bố phản đối hành động này của phía Trung Quốc vào ngày 20 tháng 1 năm 1974. Sau hải chiến Hoàng Sa 1974, Trung Quốc đã thay thế Việt Nam Cộng hòa kiểm soát quần đảo này; nhưng Việt Nam Cộng hòa và nước Việt Nam thống nhất sau này vẫn tuyên bố chủ quyền tại đây. Sự việc cũng làm căng thẳng thêm quan hệ giữa Việt Nam Dân chủ Cộng hòa với Trung Quốc (vốn đã xấu đi từ sau năm 1972) và gây mối nghi ngờ giữa Việt Nam Cộng hòa với Mỹ: nó cho thấy Mỹ sẽ không còn đem quân đội bảo vệ họ như trước nữa.
Ngày 19 tháng 11 năm 1974, Đại tá Võ Đông Giang, người phát ngôn Cộng hòa miền Nam Việt Nam tổ chức một cuộc họp báo trong đó chỉ trích Việt Nam Cộng hòa và Mỹ vi phạm Hiệp định Paris. Ông cảnh báo nếu Mỹ không quan tâm đến nguyện vọng của nhân dân Việt Nam và tiếp tục hỗ trợ Việt Nam Cộng hòa, người Việt Nam sẽ nổi dậy. Thời kỳ 1974–1975 trước trận Ban Mê Thuột có hai trận đánh lớn có vai trò đáng chú ý: Trận Thượng Đức (1974) thuộc tỉnh Quảng Nam bắt đầu khoảng tháng 7 năm 1974 và trận Phước Long tháng 12 năm 1974. Đây là hai trận của giai đoạn này mà Quân giải phóng phát động với một mục tiêu duy nhất là thăm dò lực lượng đối phương.
Đầu năm 1974, chính quyền Việt Nam Cộng hòa liên tục vi phạm Hiệp định tại khu vực Quảng Đà khi liên tục tấn công vùng giải phóng, lấn đất, chiếm dân. Tới tháng 5 năm 1974, Quân Giải phóng miền Nam Việt Nam đưa một sư đoàn đến đánh chiếm chi khu quân sự quận lỵ Thượng Đức thuộc tỉnh Quảng Nam. Đúng theo tính toán của quân Giải phóng, Quân lực Việt Nam Cộng hòa liền điều sư đoàn dù tổng trù bị chiến lược đến tái chiếm. Hai bên đánh nhau ác liệt trong vòng 3 tháng; kết quả quân Giải phóng vẫn giữ vững và kiểm soát hoàn toàn chi khu Thượng Đức và Quân lực Việt Nam Cộng hòa bị buộc phải rút lui. Sau trận đánh, các chỉ huy của Quân Giải phóng đã kết luận là sức chiến đấu, nhất là sức mạnh tấn công của Quân lực Việt Nam Cộng hòa so với 1972 đã suy giảm đi nhiều khi không còn có yểm trợ của không quân Mỹ. Quân lực Việt Nam Cộng hòa cũng không đủ lực lượng dự bị cơ động để chiến đấu lâu dài: Một quận lỵ quan trọng ở vùng I chiến thuật Việt Nam Cộng hòa, nằm gần các căn cứ quân sự lớn mà cả quân đoàn và vùng I chiến thuật cũng không đủ lực lượng cơ động đến giải vây, mà phải dùng đến sư đoàn dù là lực lượng mạnh nhất tổng dự bị chiến lược. Điều này là một luận cứ góp vào kế hoạch tác chiến cho Tổng tiến công và nổi dậy mùa xuân năm 1975 đánh dứt điểm Việt Nam Cộng hòa.
Sau những nỗ lực chính trị được thực hiện từ tháng 10 năm 1974 nhằm đòi chính quyền Nguyễn Văn Thiệu tôn trọng Hiệp định không có hiệu quả, tới giữa tháng 12 năm 1974, tại mặt trận miền Đông Nam Bộ, quân Giải phóng phát động chiến dịch Đường 14 – Phước Long tiến đánh và sau 3 tuần chiếm hoàn toàn tỉnh này. Tuy mất một tỉnh ngay tại đồng bằng Nam Bộ cách Sài Gòn chỉ khoảng 100 km nhưng Việt Nam Cộng hòa không có phản ứng thích đáng nào để khôi phục lại. Họ không còn quân dự bị cơ động để phản kích nữa. Và quan trọng nhất là Mỹ chỉ phản ứng ở mức không có dấu hiệu là sẽ can thiệp mạnh. Chiến dịch này đã củng cố tin tưởng của Việt Nam Dân chủ Cộng hòa và Chính phủ Cách mạng lâm thời Cộng hòa miền Nam Việt Nam là Mỹ sẽ ít có khả năng can thiệp trở lại.
Nói chung, hiệp định này chỉ được thi hành nghiêm chỉnh ở những điều khoản rút quân Mỹ (cùng các đồng minh khác) và trao trả tù binh Mỹ, thống nhất Việt Nam thông qua phương thức chính trị. Mỹ thực sự muốn rút quân đội khỏi cuộc chiến và Việt Nam Dân chủ Cộng hòa-Chính phủ Cách mạng lâm thời Cộng hòa miền Nam Việt Nam sẵn sàng tạo điều kiện cho việc đó.

### Tương quan lực lượng
Trong giai đoạn 1973–1975, sự viện trợ của Liên Xô và Trung Quốc cho Quân Giải phóng giảm rõ rệt, tổng khối lượng vũ khí và thiết bị quân sự được viện trợ giảm từ khoảng 171.166 tấn/năm trong thời kì 1969-72 giảm xuống còn khoảng 16.415 tấn/năm trong thời kỳ 1973-75. Quân số của Quân Giải phóng cũng thấp hơn rất nhiều nếu so với Quân lực Việt Nam Cộng hòa (219.000 người so với 920.000 người). Tuy nhiên, với việc Hiệp định Paris không cho phép Mỹ không kích đường mòn Hồ Chí Minh cũng như việc Quân Giải phóng miền Nam Việt Nam triển khai thành công hệ thống phòng không và nghi binh tại đây, năng suất chiến đấu của lực lượng không quân đối phương giảm hẳn Lúc này tuyến đường chi viện từ Bắc vào Nam đã thông cả ngày lẫn đêm. Hệ thống đường mòn Hồ Chí Minh cũng đã được mở rộng hơn nhưng lượng trang bị của Quân Giải phóng miền Nam Việt Nam vẫn thấp hơn rất nhiều so với Quân lực Việt Nam Cộng hòa, đặc biệt Quân Giải phóng vẫn không có lực lượng không quân nên ưu thế trên không vẫn thuộc về Quân lực Việt Nam Cộng hòa. Ở miền Bắc, mặc dù các cơ sở sản xuất được khôi phục và năng lực sản xuất vũ khí tăng lên đáng kể so với trước năm 1972. Hệ thống đường ống bảo đảm vận chuyển xăng dầu cũng có bước phát triển. Hệ thống kho chứa của Quân Giải phóng đạt mức 40 triệu lít xăng dầu. Tới tháng 3/1975, hệ thống đường ống đã vươn tới Bù Gia Mập (Phước Long) với tổng chiều dài đạt 1.399 km.
Đặc biệt ưu thế quan trọng nhất tạo nên tính áp đảo đối phương là tinh thần chiến đấu. Sau 15 năm kiên trì chiến đấu và đã buộc kẻ thù mạnh nhất là quân viễn chinh Mỹ phải rời khỏi Việt Nam, binh sĩ quân Giải phóng nhận thức được cơ hội giành chiến thắng hoàn toàn đã rất gần nên khí thế lên rất cao và sẵn sàng xung trận.
Tại miền Bắc, Bộ Chính trị Đảng Lao động tổ chức Hội nghị tháng 10 năm 1974 với nhận định: "Mỹ rất ngoan cố và còn nhiều âm mưu thâm độc, nhưng đã rút quân ra và tiếp tục chiến lược "Việt Nam hóa chiến tranh" thì việc quay lại không phải dễ; dù Mỹ có can thiệp trở lại chừng mực nào đó thì cũng không xoay chuyển được tình thế, nhân dân ta vẫn thắng". Bên cạnh đó, họ cũng bắt đầu các hoạt động chuẩn bị giành chiến thắng cuối cùng: "Động viên những nỗ lực lớn nhất của toàn Đảng, toàn dân và toàn quân ở cả hai miền, mở cuộc tổng tiến công và nổi dậy cuối cùng, đưa chiến tranh cách mạng phát triển đến mức độ cao nhất, tiêu diệt và làm tan rã quân ngụy, đánh chiếm Sài Gòn, sào huyệt trung tâm của địch cũng như tất cả các thành thị khác; đánh đổ ngụy quyền Trung ương và các cấp, giành toàn bộ chính quyền về tay nhân dân, giải phóng hoàn toàn miền Nam, hoàn thành cách mạng dân tộc dân chủ nhân dân trong cả nước, tiến tới thống nhất nước nhà". Hội nghị quyết định Trung ương Cục miền Nam sẽ chỉ đạo Quân Giải phóng miền Nam Việt Nam phải chiến thắng trong năm 1975 hoặc 1976.
Quân đội Việt Nam Cộng hòa thì ngày càng gặp khó khăn, tuy phương tiện chiến tranh vẫn còn nhiều trong kho, nhưng họ bị hạn chế về tài chính vì viện trợ của Mỹ đã bị cắt giảm từ hơn 1 tỷ USD trong những năm trước xuống chỉ còn 700 triệu USD. Con số 700 triệu USD vẫn cao hơn 3 lần số viện trợ mà Quân Giải phóng nhận từ Liên Xô, nhưng với một đội quân được tổ chức rập khuôn theo mô hình Mỹ (tác chiến không chú trọng tiết kiệm bom đạn) thì số tiền này vẫn là thiếu. Các nguồn viện trợ kinh tế (Quỹ đối giá) thì bị Mỹ cấm sử dụng vào mục đích quân sự. Điều này khiến Việt Nam Cộng hòa khó khăn trong việc trả lương binh lính và nhất là khó khăn trong việc duy trì trang bị. Tuy hơn hẳn đối phương về không quân, nhưng quân chủng này đòi hỏi rất nhiều tài chính khi hoạt động, vì thiếu kinh phí nên không quân chỉ phát huy non nửa uy lực. Các khu dự trữ xăng dầu của Việt Nam Cộng hòa luôn là nơi bị đặc công của Quân Giải phóng đánh phá nên vấn đề thiếu hụt nhiên liệu ngày càng trở nên gay gắt.
Chủ trương của Việt Nam Cộng hòa là tiếp tục xây dựng và duy trì lực lượng quân sự "hùng mạnh, trẻ trung và có hiệu lực" nhưng vì những tổn thất nặng đã kể trên, cộng với số đào rã ngũ ngày càng nhiều và việc tuyển tân binh bằng nghĩa vụ quân sự cũng khó khăn và kém hiệu quả hơn nên tổng quân số Việt Nam Cộng hòa đã bắt đầu giảm, quân số chiến đấu của nhiều đơn vị bị thiếu hụt nghiêm trọng. Thực tế cho thấy, nhiều người không hề muốn đi lính cho Quân lực Việt Nam Cộng hòa mà bị cưỡng ép. Theo tiêu chuẩn biên chế của Việt Nam Cộng hòa thì mỗi tiểu đoàn chủ lực có 500 lính, nhưng đến cuối năm 1974, trên thực tế, mỗi tiểu đoàn chỉ có 300-350 lính; ở đồng bằng sông Cửu Long, mỗi tiểu đoàn chỉ còn 180-200 lính, cao nhất là 250 lính; các tiểu đoàn bảo an thậm chí có nơi chỉ còn 70-100 lính. Do đó, Việt Nam Cộng hòa đã phải ngừng việc thay thế 5 vạn lính già yếu theo kế hoạch. Tinh thần chiến đấu của Quân lực Việt Nam Cộng hòa giảm sút rõ rệt. Số đào rã ngũ tăng hơn năm 1973. Hiện tượng chống lệnh hành quân, báo cáo láo, tránh chạm súng với Quân Giải phóng ngày càng nhiều. Theo thống kê của Việt Nam Cộng hòa, trong 5 tháng đầu năm 1974 có gần 3.000 vụ chống lệnh hành quân, trong đó có gần 100 vụ bắn chỉ huy. Tại Vùng IV chiến thuật (tức là vùng đồng bằng sông Cửu Long), trong 23.000 cuộc hành quân, chỉ có 6 cuộc chạm súng. Số đầu hàng trong chiến đấu cũng ngày càng nhiều hơn, có trận Quân giải phóng bắt sống đến hai ba trăm lính đối phương và tổng số địch bị bắt trong năm 1974 còn cao hơn cả số bị bắt trong cuộc tấn công chiến lược năm 1972. Do bị áp lực của Quân Giải phóng nên toàn bộ chủ lực của Việt Nam Cộng hòa bị căng kéo, phân tán ra đối phó khắp nơi, thậm chí cả hai sư đoàn dự bị chiến lược (sư dù và sư thủy quân lục chiến) cũng bị căng ra đối phó, không còn khả năng cơ động chiến lược. Số cuộc hành quân lấn chiếm lớn của Việt Nam Cộng hòa giảm hẳn, thậm chí họ phải chịu bỏ, không giải tỏa được nhiều cứ điểm đột xuất nằm sâu trong vùng giải phóng vừa bị tiêu diệt (như Đắc Phét, Măng Bút, Măng Đen...) đặc biệt phải chịu mất cả một số quận lỵ, chi khu ở vùng giáp ranh (như Thượng Đức, Minh Long...).
Nhưng điều khó khăn lớn nhất cho Quân đội Việt Nam Cộng hòa là tinh thần chiến đấu của binh sĩ xuống thấp. Sau Hiệp định Paris, các sĩ quan và binh lính đã thấy tương lai mờ mịt cho họ, tâm trạng bi quan chán nản và tinh thần chiến đấu sa sút nghiêm trọng dẫn đến tình trạng đào ngũ, trốn lính rất nhiều, bổ sung không kịp. Trong quân đội phổ biến tình trạng "lính ma": quân số, khí tài thực tế thì bị thiếu hụt nhưng trên giấy tờ thì vẫn có đủ. Số tiền chênh lệch rơi vào túi sĩ quan chỉ huy, trong khi chỉ huy cấp cao thì vẫn đánh giá quá cao sức mạnh thực tế của các đơn vị, dẫn tới các sai lầm trong việc chỉ huy.
Việt Nam Cộng hòa vẫn tiếp tục sống nhờ viện trợ Mỹ. Nền công nghiệp miền Nam nhỏ bé, nông nghiệp bị chiến tranh tàn phá, hàng triệu người di cư vào thành phố tránh chiến sự. Lạm phát phi mã xảy ra cùng với tệ tham nhũng, lợi dụng chức quyền càng làm cho nền kinh tế thêm tồi tệ. Ông Bùi Diễm, đại sứ Việt Nam Cộng hòa tại Mỹ, nhận định tình hình kinh tế và quân sự của miền Nam Việt Nam rất xấu khiến người dân không hài lòng với chính quyền Nguyễn Văn Thiệu, tiền lương quân nhân không đủ sống do đó tình hình chính trị cũng xấu theo.
Tại Mỹ vào cuối tháng 10 năm 1974, Quốc hội nước này tuyên bố ngừng cắt giảm viện trợ cho Việt Nam Cộng hòa. Các nước đồng minh của Mỹ như Nhật, Anh, Tây Đức, Pháp đều gặp khó khăn lớn về kinh tế, nhất là bị điêu đứng vì vấn đề năng lượng. Càng khó khăn, các nước này càng tăng cường cạnh tranh và mâu thuẫn giữa họ với nhau càng gay gắt, nhất là mâu thuẫn giữa Pháp với Mỹ. Chiến tranh Trung Đông cũng làm cho Mỹ rất đau đầu và thu hút nhiều sự chú ý của Mỹ. Cho nên kế hoạch "năm châu Âu" coi như xếp xó. Các nước đồng minh khác của Mỹ cũng không hoàn toàn chấp thuận theo ý kiến của Mỹ như trước.
Nhà sử học Gabriel Kolko nhận định: "Những người Cộng sản bị tụt xa về số lượng và trang thiết bị so với lực lượng của ông Thiệu, vốn được nhận dòng cung ứng khổng lồ các thiết bị quân sự từ Mỹ... Một đợt vũ khí và khoảng 23.000 cố vấn Mỹ và nước ngoài tới dạy cho Quân Lực Việt Nam Cộng Hòa cách sử dụng và duy trì những vũ khí đó đã khiến ông Thiệu thêm tự tin và ngày càng tự tin hơn nhờ cam kết bí mật của Nixon rằng không lực Mỹ có thể trở lại tham gia cuộc chiến nếu phía Việt Nam Dân chủ Cộng hòa đưa quân trở lại vào miền Nam... Ông Thiệu sử dụng nguồn cung ứng dồi dào về vũ khí mà Mỹ đã gửi cho ông, đặc biệt là pháo và đến năm 1974, các cuộc pháo kích được tiếp tục với quy mô tổng lực (nhưng không có sự tham gia của lực lượng Mỹ), với việc Quân Lực Việt Nam Cộng hòa bắn một lượng đạn lớn hơn nhiều so với phía những người Cộng sản... ông Thiệu tưởng rằng sức mạnh vượt trội về vũ khí sẽ cho phép ông hoàn toàn giành chiến thắng. Ông đã rất sai lầm và kết cục là phải sống lưu vong khi quân đội của ông tan rã vào mùa xuân năm 1975".
James M. Carter, giáo sư Đại học Drew nhận xét như sau:
Chính thể Sài Gòn không thể tự nuôi nổi chính mình; thậm chí không thu đủ lợi tức cho hoạt động hàng ngày. Họ phải phụ thuộc vào viện trợ Mỹ... Từ trước đó, giới chức Mỹ đã thôi nói về xây dựng quốc gia, cải cách ruộng đất, dân chủ, minh bạch. Thay vào đó, họ bàn về một cuộc chiến phải thắng trước những kẻ thù của nhà nước hư cấu "miền Nam Việt Nam" (fictive state).
Quỹ đạo này của chính sách Mỹ khiến người ta gần như không thể nói thực về thành công, thất bại, đặc biệt là với các nhà hoạch định chính sách. Chưa bao giờ Mỹ đạt tới mục tiêu là chính thể Sài Gòn có thể tự mình tồn tại mà không cần dựa vào viện trợ Mỹ.
Theo các số liệu thống kê về cán cân lực lượng trên chiến trường (quân số, trang bị hạng nặng như xe tăng, máy bay...), dù không còn quân viễn chinh Mỹ yểm trợ thì Việt Nam Cộng hòa vẫn có ưu thế hơn nhiều. Theo đánh giá về số lượng trang bị và quân số, Quân lực Việt Nam Cộng hòa có Lục quân đứng thứ 4, Không quân đứng thứ 5 và Hải quân đứng thứ 9 thế giới. So với đối thủ là Quân Giải phóng miền Nam Việt Nam, họ có ưu thế 2 lần về quân số, 4 lần về xe tăng và pháo binh, hơn hàng chục lần về Không quân và Hải quân. Nhưng với những thuận lợi và khó khăn thực chất của hai bên, ưu thế trên chiến trường đã nghiêng dần sang phía Quân Giải phóng miền Nam Việt Nam. Việc họ nhanh chóng đè bẹp quân đội Việt Nam Cộng hòa trong chiến dịch mùa xuân năm 1975 là phản ánh đúng cán cân lực lượng trên chiến trường.

### Cuộc tấn công cuối cùng
Cuộc tấn công cuối cùng của Quân Giải Phóng Miền Nam diễn ra trong 55 ngày đêm bắt đầu từ ngày 5 tháng 3 cho đến ngày 30 tháng 4 năm 1975 khi Tổng thống Dương Văn Minh của Việt Nam Cộng hòa đầu hàng vô điều kiện. Nó còn được gọi là cuộc Tổng tiến công và nổi dậy mùa xuân năm 1975. Cơ quan tham mưu của Việt Nam Dân chủ Cộng hòa lập kế hoạch tiến công đã phân cuộc tiến công này thành các chiến dịch nối tiếp nhau họ gọi là chiến dịch Tây Nguyên, chiến dịch giải phóng Huế-Đà Nẵng và, cuối cùng, chiến dịch Hồ Chí Minh.

Quân Giải phóng miền Nam giành quyền kiểm soát Buôn Ma Thuột ngày 11 tháng 3 năm 1975

- Chiến dịch Tây Nguyên: với mục tiêu là giành quyền kiểm soát Tây Nguyên mà trận mở đầu then chốt là thị xã Ban Mê Thuột tại Nam Tây Nguyên. Tại đây có hậu cứ của sư đoàn 23 của Quân lực Việt Nam Cộng hoà. Quân Giải phóng miền Nam Việt Nam đã thành công trong việc làm cho đối phương tin rằng mục tiêu tiến công sẽ ở Bắc Tây Nguyên ở hướng thị xã Kon Tum hoặc thị xã Pleiku. Ngày 10 tháng 3 quân Giải Phóng tiến công Ban Mê Thuột. Sau hơn một ngày tiến công rất ác liệt, quân đồn trú đã kháng cự rất quyết liệt nhưng với ưu thế áp đảo quân Giải Phóng đã giành quyền kiểm soát được thị xã. Liên tiếp trong các ngày sau đó họ đã chủ động tiến công quân phản kích, quân phản kích của Nam Việt Nam vừa đổ xuống chưa kịp đứng chân cũng đã bị đánh tiêu diệt. Mất Ban Mê Thuột và không có đủ lực lượng cơ động dự bị khả dĩ có thể phản kích tái chiếm, lại cùng với việc các lực lượng phòng thủ Bắc Tây Nguyên cũng đang bị uy hiếp nặng nề, Tổng thống Nguyễn Văn Thiệu đã ra lệnh bỏ Tây Nguyên rút các lực lượng còn lại về cố thủ giải đồng bằng ven biển miền trung. Đường rút lui sẽ là theo đường 14 từ Pleiku đi xuống phía nam sau đó đi vào đường số 7 đã bị bỏ từ lâu không sử dụng, mục tiêu là thoát xuống thị xã Tuy Hòa tỉnh Phú Yên. Đây là một thảm họa chết người cho Quân lực Việt Nam Cộng Hòa. Cuộc rút lui đã không bảo toàn được số quân mà trái lại nó làm thành làn sóng hoảng loạn lan khắp các vùng lại còn làm rệu rã hết tinh thần binh sĩ Việt Nam Cộng hòa trên toàn quốc. Việc rút một số lượng quân lớn như thế trong một thời gian chuẩn bị gấp gáp 2–3 ngày đã diễn ra trên đoạn đường dài hàng trăm km không có kế hoạch, trong khi tinh thần binh sĩ Việt Nam Cộng hòa đã xuống rất thấp và, quan trọng hơn cả, binh sĩ mang gia đình và người chạy nạn theo cùng. Tất cả những cái đó đã biến dòng người cùng xe cộ khổng lồ ùn tắc thành một dòng náo loạn không thể chỉ huy và chiến đấu. Bị đối phương chặn tại Cheo Reo – Phú Bổn, đoàn quân này đã bị tan tác không còn tập hợp lại được nữa. Tây Nguyên thất thủ vào tay quân Giải phóng, hơn 12 vạn quân đồn trú bị tan rã. Tiêu biểu như toàn bộ sư đoàn 23 của Quân lực Việt Nam Cộng hòa hơn 1 vạn quân về đến Tuy Hòa tập hợp đếm lại được còn 36 người.
- Chiến dịch Huế-Đà Nẵng: Kể từ sau cuộc rút chạy khỏi Tây Nguyên tin thất bại đã bay khắp miền Nam, binh sĩ Việt Nam Cộng hòa mất hết tinh thần, quân đội gần như không chiến đấu mà bỏ chạy. Các nhà lãnh đạo chiến tranh của Mặt Trận Giải Phóng nhận định ra quân đội Cộng hòa đã không còn chiến đấu có tổ chức chặt chẽ được nữa; họ liền tiến hành phương án thời cơ tung ngay quân đoàn 2 (hay Binh đoàn Hương Giang được thành lập từ các đơn vị của quân khu Trị – Thiên và khu 5) nhanh chóng tiến công giành quyền kiểm soát cố đô Huế và thành phố lớn thứ hai của Việt Nam Cộng hòa, Đà Nẵng. Quân đội Việt Nam Cộng hòa vội vã rút lui khỏi Quảng Trị về Huế và trước sức ép của đối phương quyết định rút chạy bỏ Huế nhưng đường núi về phía nam đã bị đối phương cắt mất, họ chỉ còn một con đường chạy ra biển để chờ tàu hải quân vào cứu. Cũng giống như cuộc rút chạy khỏi Tây Nguyên, cuộc rút chạy này đã trở thành hỗn loạn và cướp bóc. Số nào được cứu lên tàu hải quân thì khi lên đến bờ cũng không thể tập hợp lại thành đơn vị chiến đấu được nữa, số còn lại bỏ vũ khí tự tan vỡ. Ngày 26 tháng 3 quân Giải Phóng vào Huế. Đà Nẵng cũng không tránh được bị giành quyền kiểm soát. Khi quân đoàn 2 của Quân Giải phóng tiến đến Đà Nẵng, cảnh hỗn loạn đang diễn ra, quân lính Việt Nam Cộng hòa đang cướp bóc. Quân lính và dân cố gắng thoát khỏi thành phố bằng tàu hải quân, các đơn vị vòng ngoài không còn tinh thần chiến đấu nữa; Quân Giải phóng bỏ qua vòng ngoài thọc sâu đánh giành quyền kiểm soát thành phố mà không có kháng cự đáng kể. Tại đây 10 vạn binh lính và sĩ quan đã ra hàng (ngày 29 tháng 3). Quân khu 1 Việt Nam Cộng hòa đã bị xoá bỏ.

Trong hai tuần đầu tháng 4 các tỉnh thành phố miền trung lần lượt rơi vào tay Quân Giải phóng. Họ từ phía Bắc tràn vào (với Quân đoàn 2) và từ Tây nguyên tràn xuống (với Quân đoàn 3 – hay Binh đoàn Tây Nguyên – được thành lập từ các đơn vị của mặt trận Tây Nguyên). Bây giờ thì không còn sức mạnh nào có thể ngăn nổi sự sụp đổ của Việt Nam Cộng hòa.
Quân lực Việt Nam Cộng hòa dồn hết các toán quân còn sót lại của Quân đoàn 2 của họ chuyển sang cho Quân đoàn 3 chỉ huy để cố lập một phòng tuyến ngăn chặn tại Phan Rang nhưng cũng không chặn được quân Giải phóng mà tư lệnh chiến trường cũng bị bắt. Quân khu 1 và 2 của Việt Nam Cộng hòa đã bị xoá bỏ. Bây giờ quân Giải phóng đã tấn công xuống đồng bằng Đông Nam Bộ của quân đoàn và quân khu 3 Việt Nam Cộng hòa, chỉ còn hơn 100 km là đến Sài Gòn.
Nỗ lực cuối cùng của Việt Nam Cộng hòa là trông vào tuyến phòng thủ từ xa của Sư đoàn 18 tại thị xã Xuân Lộc tỉnh Long Khánh. Quân đoàn 4 (hay Binh đoàn Cửu Long) của Quân Giải phóng miền Nam Việt Nam được thành lập từ các sư đoàn và đơn vị tại miền Đông Nam Bộ dự định giành quyền kiểm soát Xuân Lộc trong hành tiến. Nhưng sư đoàn 18 đã chống cự có tổ chức, đây là nỗ lực chiến đấu có tổ chức dài ngày cuối cùng của quân đội Việt Nam Cộng hòa. Quân đoàn 4 của quân Giải phóng không giành quyền kiểm soát được Xuân Lộc trong hành tiến bắt buộc phải dừng lại tổ chức lại trận địa tiến công. Mặt khác họ không để mất thì giờ với Xuân Lộc mà đi vòng qua vòng vây tiến về phía Biên Hòa. Sau 12 ngày cầm cự, từ 9 tháng 4 đến 21 tháng 4, Sư đoàn 18 của Quân lực Việt Nam Cộng hòa bỏ Xuân Lộc rút lui có tổ chức về bên kia sông Đồng Nai cố thủ. Vậy là tuyến phòng thủ từ xa cuối cùng bảo vệ Sài Gòn không còn.
- Chiến dịch Hồ Chí Minh: Sau khi tập hợp đủ lực lượng gồm 15 sư đoàn và rất nhiều trung đoàn, lữ đoàn độc lập khác để đảm bảo áp đảo chắc thắng, Quân Giải phóng miền Nam Việt Nam bắt đầu tiến công Sài Gòn để chấm dứt chiến tranh trong một chiến dịch được gọi tên là Chiến dịch Hồ Chí Minh, bắt đầu từ ngày 26 tháng 4. Quân Giải phóng miền Nam Việt Nam tổ chức theo 4 quân đoàn 1, 2, 3, 4 và đoàn 232 tương đương quân đoàn đánh 5 mũi từ 5 hướng vào Sài Gòn. Quân lực Việt Nam Cộng hòa vẫn còn hơn 400.000 quân và đã kháng cự ác liệt trên một số hướng, nhưng rốt cục không thể kháng cự lâu dài được nữa.

Ngày 21 tháng 4 năm 1975, tổng thống Nguyễn Văn Thiệu từ chức, sau đó ông rời Việt Nam với tư cách là đặc sứ của Việt Nam Cộng hòa đến Đài Bắc để phúng điếu Tưởng Giới Thạch. Trong diễn văn từ chức, Nguyễn Văn Thiệu cũng chỉ trích nước Mỹ là "một đồng minh thất hứa, thiếu công bằng, thiếu tín nghĩa, vô nhân đạo, trốn tránh trách nhiệm". Trong thời điểm Quốc hội Mỹ đang xem xét lại việc viện trợ quân sự cho Việt Nam Cộng hòa, ông từ chức với hy vọng Mỹ tăng viện trợ. Phó tổng thống Trần Văn Hương lên thay làm tổng thống với tuyên bố sẽ ở lại Việt Nam chiến đấu đến cùng, nhưng chỉ được mấy ngày thì cũng phải từ chức. Trong lúc đó, sĩ quan, binh lính, quan chức, chính trị gia Việt Nam Cộng hòa cùng dân chúng tranh nhau di tản ra nước ngoài trong hoảng loạn. Quân đội Mỹ đã di tản khoảng gần 130.000 người Việt sang Mỹ và một số nước khác.
Quân Giải phóng đánh từ ngày 26 đến cuối ngày 28 tháng 4 thì họ đến được cửa ngõ Sài Gòn và có thể đi thẳng vào thành phố. Để tránh mọi rắc rối với Mỹ, Quân Giải phóng miền Nam Việt Nam dừng lại bên ngoài thành phố 1 ngày để người Mỹ tổ chức di tản xong họ mới tiến vào. Từ ngày 28 tháng 4, các dàn xếp của các lực lượng thứ ba đã đưa Dương Văn Minh lên làm Tổng thống. 8 giờ sáng 30 tháng 4, Tổng thống Dương Văn Minh tuyên bố Sài Gòn bỏ ngỏ và ra lệnh cho quân đội đơn phương ngừng chiến chờ đối phương vào bàn giao chính quyền. Bộ tổng tham mưu ra mệnh lệnh chấm dứt kháng cự. Quân Giải phóng miền Nam Việt Nam tiến nhanh vào thành phố và chỉ gặp những kháng cự lẻ tẻ, vô tổ chức. Đến 11 giờ 30 phút Dương Văn Minh lên đài phát thanh đọc tuyên bố đầu hàng vô điều kiện. Chiến tranh chính thức chấm dứt.

### Chiến tranh kết thúc
Ngày 26 tháng 4 năm 1975, Tổng thống Trần Văn Hương trao quyền cho Đại tướng Dương Văn Minh đứng ra thương thuyết trên căn bản vãn hối hòa bình, trên tinh thần hiệp định Paris để tránh việc Sài Gòn sẽ bị tàn phá. Tướng Dương Văn Minh nhậm chức tổng thống với tuyên bố không thể lấy hận thù đáp trả lại hận thù, ông chủ trương hòa giải với đối phương, đó không những là đòi hỏi của nhân dân, mà còn là điều kiện thiết yếu để tạo cơ hội tránh được nguy cơ sụp đổ, thực hiện ngưng bắn, mở lại đàm phán nhằm đạt đến một giải pháp chính trị trong khuôn khổ hiệp định Paris.
Việc làm chủ Sài Gòn kết thúc chiến tranh của phía Việt Nam Dân chủ Cộng hòa và Cộng hòa Miền Nam Việt Nam đã diễn ra khá ôn hòa, không có đổ máu và thành phố nguyên lành. Tất nhiên sự đầu hàng của Việt Nam Cộng hòa là kết quả của sức mạnh quân sự áp đảo của Quân Giải phóng miền Nam Việt Nam, nhưng việc kết thúc chiến tranh ôn hòa không đổ máu dân chúng, có đóng góp nhiều của lực lượng thứ ba và vai trò không nhỏ của Dương Văn Minh và các phụ tá. Trong bối cảnh đó, với cách nhìn thực tế và không cực đoan, ông Dương Văn Minh được các lực lượng chính trị thứ ba đưa lên làm tổng thống để đảm bảo một cuộc chuyển giao chế độ êm thấm và không đổ máu, không trả thù. Ông đã làm việc này bằng cách tuyên bố "Đường lối, chủ trương của chúng tôi là hòa giải và hòa hợp dân tộc để cứu sinh mạng đồng bào. Tôi tin tưởng sâu xa vào sự hòa giải giữa người Việt Nam để khỏi phí phạm xương máu người Việt Nam. Vì lẽ đó tôi yêu cầu tất cả các anh em chiến sĩ Việt Nam Cộng hòa hãy bình tĩnh, ngưng nổ súng và ở đâu ở đó. Chúng tôi cũng yêu cầu anh em chiến sĩ Chính phủ Cách mạng lâm thời Cộng hòa miền Nam Việt Nam ngưng nổ súng vì chúng tôi ở đây chờ gặp Chính phủ Cách mạng lâm thời để cùng nhau thảo luận về lễ bàn giao chính quyền trong vòng trật tự và tránh sự đổ máu vô ích của đồng bào." Đối với hoàn cảnh chiến sự và chính trị lúc đó có lẽ đây là một giải pháp đúng đắn. Cùng với việc ra mệnh lệnh đơn phương ngừng chiến, thực tế từ sáng sớm 30 tháng 4, Quân lực Việt Nam Cộng hòa đã ngừng kháng cự và Quân Giải Phóng Miền Nam vào Sài Gòn mà không gặp kháng cự có tổ chức. Tuy nhiên, những sĩ quan Quân Giải phóng miền Nam Việt Nam đã không chấp nhận làm lễ bàn giao mà buộc Tổng thống Dương Văn Minh tuyên bố đầu hàng không điều kiện Chính phủ Cách mạng lâm thời Cộng hòa miền Nam Việt Nam và giải tán hoàn toàn chính quyền Sài Gòn từ trung ương đến địa phương, trao quyền lực lại cho Chính phủ Cách mạng lâm thời Cộng hòa Miền nam Việt Nam. Việc Chính phủ Cách mạng lâm thời Cộng hòa Miền nam Việt Nam buộc Việt Nam Cộng hòa đầu hàng thay vì phương án thành lập chính phủ liên hiệp ba thành phần do họ đã quá mất lòng tin với chính quyền Việt Nam Cộng hòa. Việc chính quyền Việt Nam Cộng hòa đã từng từ chối Tổng tuyển cử theo Hiệp định Geneva, vi phạm các quy định của Hiệp định Paris khiến Chính phủ Cách mạng lâm thời Cộng hòa Miền nam Việt Nam lo ngại rằng nếu một lần nữa nhượng bộ Việt Nam Cộng hòa và đối phương lại từ chối thực thi cam kết sẽ khiến đất nước lại tiếp tục bị chia cắt.
Ngay sau khi Quân Giải phóng miền Nam Việt Nam làm chủ thành phố và giải phóng hoàn toàn miền Nam, Thượng tướng Trần Văn Trà, Tư lệnh quân quản Sài Gòn, đã nói với Tổng thống Việt Nam Cộng hòa Dương Văn Minh "giữa chúng ta không có kẻ thua người thắng, mà dân tộc Việt Nam chúng ta thắng đế quốc Mỹ".
Tom Polgar, nhân viên cao cấp tòa Đại sứ Mỹ ở Việt Nam, một trong những người Mỹ cuối cùng di tản, đã ghi lại nhận xét của mình ngày hôm ấy: 
| “ | "Đó là một cuộc chiến tranh (chiến tranh Việt Nam) lâu dài và khó khăn mà chúng ta đã thua. Thất bại độc nhất của lịch sử Hoa Kỳ chắc sẽ không báo trước sức mạnh bá chủ toàn cầu của nước Mỹ đã chấm dứt. Nhưng... Ai không học được gì ở lịch sử, bắt buộc sẽ phải lặp lại sai lầm trong lịch sử" | ” |

Theo Ngoại trưởng Chính phủ Cách mạng lâm thời Cộng hòa miền Nam Việt Nam, sau này là Phó Chủ tịch nước của nước Việt Nam thống nhất cho rằng:
| “ | "Nói về cuộc chiến tranh chống Mỹ cứu nước vừa qua, mọi người đều hiểu đó là cuộc chiến đấu của nhân dân Việt Nam từ Nam chí Bắc chống sự xâm lược của Mỹ, để giải phóng dân tộc, giành độc lập và thống nhất đất nước. Cũng có người cho rằng cuộc chiến tranh có yếu tố nội chiến là do chính sách "Việt Nam hóa chiến tranh" của Mỹ đã đẩy một số người Việt Nam chống lại nhân dân của mình". | ” |

## Viện trợ nước ngoài
Chiến tranh Việt Nam là một trong những cuộc chiến tranh tốn kém nhất trong lịch sử nhân loại. Mỹ đã viện trợ ồ ạt cho Việt Nam Cộng hòa cũng như trực tiếp đem quân tham chiến, tiến hành đàm phán (tại Paris, ngoài vòng đàm phán công khai 4 bên chủ yếu mang tính nghi thức, tại các vòng đàm phán bí mật, chỉ có 2 đoàn Việt Nam Dân chủ Cộng hòa và Mỹ đàm phán trực tiếp với nhau về hiệp định nhưng 2 đoàn Việt Nam Dân chủ Cộng hòa và Cộng hòa miền Nam Việt Nam liên tục trao đổi với nhau trước khi đoàn Việt Nam Dân chủ Cộng hòa gặp riêng đoàn Mỹ, nơi 2 đoàn Việt Nam Dân chủ Cộng hòa và Cộng hòa miền Nam Việt Nam thảo luận bí mật được gọi với mật danh "căn phòng hạnh phúc" do nơi này không bị nghe lén), Mỹ cũng trực tiếp tham gia hoạch định và điều khiển các chiến lược chiến tranh và kinh tế của Việt Nam Cộng hòa (Kế hoạch Staley-Taylor, Chiến tranh Cục bộ, Việt Nam hóa chiến tranh, ném bom miền Bắc Việt Nam...), với tổng chiến phí lên tới hơn 1.020 tỷ USD (thời giá năm 2014). 5 nước đồng minh của Mỹ cũng gửi quân tới trực tiếp tham chiến tại Việt Nam gồm Hàn Quốc, Úc, New Zealand, Thái Lan, Philipines.
Tuy không thể sánh về số lượng với Mỹ, song Việt Nam Dân chủ Cộng hòa cũng nhận được sự giúp đỡ vật chất khá lớn (khoảng 7 tỷ USD) từ Liên Xô, Trung Quốc và khối các nước xã hội chủ nghĩa trong đó Trung Quốc tuyên bố họ đã cung cấp khoảng 3/4 tổng viện trợ cho miền Bắc Việt Nam. Tuy nhiên, theo ước tính của CIA, trong giai đoạn 1954-1973 Liên Xô mới là nước viện trợ kinh tế và quân sự lớn nhất cho Việt Nam Dân chủ Cộng hòa với tổng giá trị là 5,1 tỷ USD còn Trung Quốc chỉ viện trợ 2,54 tỷ USD. Nhưng khác với Việt Nam Cộng hòa, Việt Nam Dân chủ Cộng hòa không chấp nhận cho nước ngoài đem quân tới tham chiến trực tiếp (nhằm giữ vững tính tự quyết của mình). Lực lượng quân đội và chuyên gia quân sự khối Xã hội Chủ nghĩa chỉ được phép đóng từ Thanh Hóa trở ra và chỉ hỗ trợ trong các hoạt động gián tiếp như phòng không, xây dựng, kỹ thuật và huấn luyện và chịu sự điều động của Việt Nam Dân chủ Cộng hòa khi cần. Các đường lối lãnh đạo và việc tham chiến chỉ do Việt Nam Dân chủ Cộng hòa tự hoạch định và tiến hành, không chịu điều khiển từ bên ngoài. Thực tế dù cả Liên Xô và Trung Quốc gây sức ép cũng không thể làm Việt Nam Dân chủ Cộng hòa thay đổi các sách lược của mình.
Có thể nói viện trợ nước ngoài có vai trò và tác động to lớn đến quy mô, cường độ và hình thái chiến tranh Việt Nam.
| Chủng loại                        | Việt Nam Cộng hòa (số lượng còn lại vào năm 1975, chưa tính số bị phá hủy trước đó) từ riêng Mỹ nhưng chưa tính các đồng minh khác | Việt Nam Dân chủ Cộng hòa, Chính phủ Cách mạng lâm thời Cộng hòa miền Nam Việt Nam và Mặt trận Dân tộc Giải phóng miền Nam Việt Nam (tính tổng cả giai đoạn 1960-1975) từ Trung Quốc, Liên Xô và các nước xã hội chủ nghĩa |
| Súng bộ binh                      | 1.900.000 | 3.608.863 |
| Máy bay phản lực                  | 1.200 | 458 |
| Trực thăng                        | 600 | Không có số liệu, chừng vài chục |
| Xe tăng-Thiết giáp                | 2.074 | 2.210 (gồm 1.249 xe tăng và 961 xe thiết giáp) (Năm 1975 còn lại khoảng 700 chiếc) |
| Tên lửa phòng không               | Không rõ | 95 hệ thống SA-2 và 7.658 quả tên lửa |
| Súng cối                          | 14.900 | Khoảng vài ngàn |
| Súng phóng lựu chống bộ binh      | 47.000 | Không được trang bị |
| Pháo các loại                     | 1.532 (chỉ tính đại bác cỡ 105mm trở lên, chưa tính pháo cỡ nhỏ và pháo cao xạ)                                                    | 6.271 (2.428 pháo mặt đất và 3.843 pháo cao xạ) (Năm 1975 còn lại khoảng 1.500 khẩu các loại) |
| Xe cơ giới các loại               | 56.000 | 16.116 |
| Máy thông tin                     | 50.000 (vô tuyến) 70.000 (hữu tuyến)                                                                                               | Không có số liệu |
| Bệ phóng rốc két                  | Không có trang bị | 1.357 |
| Tàu chiến                         | Khoảng 700 | Không có số liệu, chừng vài chục |
| Tổng giá trị viện trợ (1955-1975) | ~16,76 tỷ USD | ~3,5 tỷ USD |

## Phong trào phản chiến

### Phản đối chính phủ Mỹ

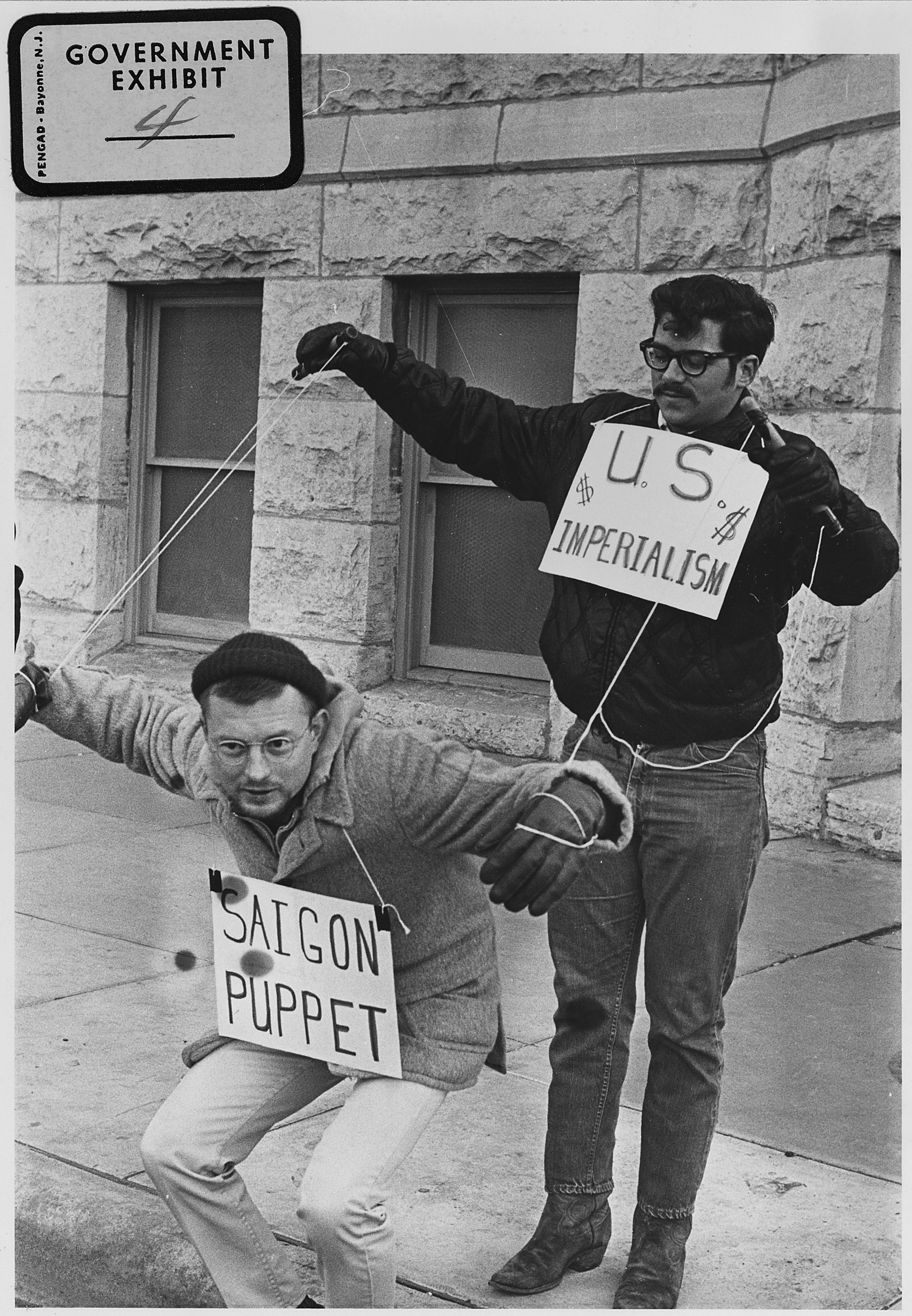
Người phản chiến Mỹ châm biếm "Đế quốc Mỹ" và "Con rối Sài Gòn".

Cuộc chiến tranh tại Việt Nam đã bị phản đối từ đầu thập niên 1960, nhưng không được chú ý và phải cho đến khi 1 người Mỹ là Norman Morrison tự thiêu vào năm 1965 thì dư luận thế giới mới biết đến.
Sau Tết Mậu thân năm 1968, phong trào phản chiến trở nên bạo lực hơn. Tháng 4/1968, những người phản chiến chiếm khu quản lý ở Đại học Columbia, khiến cảnh sát phải dùng vũ lực trục xuất. Họ cũng tìm cách phá hoại các văn phòng và nhà máy của Dow Chemical, nơi sản xuất chất cháy trong bom napalm, chất da cam làm rụng lá cây. Những người phản chiến và cảnh sát còn xô xát ngay tại Đại hội đảng Dân chủ ở Chicago vào tháng Tám. Phong trào phản chiến bước sang một bước ngoặt mới khi cuộc biểu tình của sinh viên Đại học Tiểu bang Kent (tiểu bang Ohio) ngày 4-5-1970 đã bị Vệ binh quốc gia Mỹ đàn áp làm 4 sinh viên bị chết và 9 người khác bị thương.
Đã có hơn 200 tổ chức chống chiến tranh ở trên khắp các bang ở Mỹ, 16 triệu trong số 27 triệu thanh niên Mỹ đến tuổi quân dịch đã chống lệnh quân dịch, 2 triệu người Mỹ bị kết án "gây thiệt hại bất hợp pháp" vì chống chiến tranh Việt Nam, 75.000 người Mỹ bỏ ra nước ngoài vì không chịu nhập ngũ và đấu tranh chống chiến tranh Việt Nam, trong đó có cựu Tổng thống Mỹ Bill Clinton.
Trong suốt cuộc chiến, Việt Nam Dân chủ Cộng hòa, Chính phủ Cách mạng lâm thời và Mặt trận kiên trì tranh thủ phong trào hòa bình ở Mỹ. Theo đánh giá của giám đốc CIA – William Colby, thì họ được dư luận ủng hộ mạnh mẽ do việc giới thông tin đại chúng của Mỹ dễ dàng vào được miền Nam Việt Nam trong khi nếu muốn vào miền Bắc Việt Nam lại rất khó và do đó, tin tức về những khiếm khuyết của quân đội Mỹ và chính phủ Việt Nam Cộng hoà thì công chúng Mỹ được biết trong khi thế giới chẳng biết gì về chính quyền Việt Nam Dân chủ Cộng hoà vì phóng viên nước ngoài không thể tiếp cận. Tuy nhiên, chính phủ Việt Nam Dân chủ Cộng hòa khuyến khích các chuyến thăm của người Mỹ. Có nhiều người Mỹ nổi tiếng từng đến thăm miền Bắc Việt Nam như lãnh đạo sinh viên Tom Hayden, giáo sư ngôn ngữ học Noam Chomsky, nhà kinh tế Douglas Dowd và mục sư Dick Fernandez, diễn viên điện ảnh Jane Fonda, giáo sư đại học Harvard George Wald. Những chuyến thăm này đã giúp Việt Nam Dân chủ Cộng hòa giành lấy sự cảm thông tối đa của người Mỹ.
Việt Nam Dân chủ Cộng hòa thành lập nhiều tổ chức khác nhau để thi hành ngoại giao phi chính thức. Bộ Quốc phòng Mỹ đã tổng kết: "Việt Nam Dân chủ Cộng hòa đã nắm được các ngọn cờ dân tộc và chống thực dân, trong khi Chính phủ Việt Nam cộng hòa chỉ còn lại có mỗi ngọn cờ chống cộng", "Việt Nam Dân chủ Cộng hòa và Mặt trận Dân tộc giải phóng đã thành công hơn nhiều so với chính phủ Việt Nam cộng hòa và Mỹ trong việc khai thác những rạn nứt xã hội ở Việt Nam cộng hòa. Việc sử dụng tài tình các tổ chức mặt trận đã cho phép họ tuyên bố với sức thuyết phục nhất định ở cả trong và ngoài nước, rằng họ là những người đại diện chân chính duy nhất của toàn thể nhân dân Việt Nam và Mỹ là một tên đế quốc thực dân mới kế tục người Pháp"
Phong trào này đã góp phần quan trọng vào thắng lợi của Việt Nam Dân chủ Cộng hòa, Chính phủ Cách mạng lâm thời và Mặt trận trong cuộc chiến tranh này. Rút kinh nghiệm từ bài học này, trong chiến tranh vùng Vịnh và các cuộc chiến khác sau này, chính phủ và quân đội Mỹ đã đặt ra những quy định giới hạn về tác nghiệp và đưa tin đối với các phóng viên chiến tranh (không được đưa những tin tức gì, ở đâu, lúc nào...), nhất là ở những vùng đang diễn ra giao tranh.

### Phản đối Việt Nam Cộng hòa
Tại các lãnh thổ mà Việt Nam Cộng hòa kiểm soát, phong trào phản chiến cũng phát triển mạnh, nhất là sau khi Mỹ và Việt Nam Cộng hòa đề ra chiến lược Việt Nam hóa chiến tranh trong đó Mỹ sẽ dần rút quân về nước để Quân lực Việt Nam Cộng hòa tự thực hiện cuộc chiến chống Cộng. Có nhiều cuộc biểu tình ngày càng lớn với sự tham gia của nhiều nhóm thuộc các tầng lớp xã hội và chính trị khác nhau bùng phát ở hầu hết các thành phố ở miền Nam đòi chấm dứt chiến tranh ngay lập tức.
Ngày 11 tháng 11 năm 1970, hơn 1.000 đại diện từ nhiều tổ chức đã tập trung tại ký túc xá của Đại học Minh Mạng ở Sài Gòn để thành lập Mặt trận Nhân dân tranh thủ hòa bình, với mục đích "quy tụ mọi tầng lớp nhân dân, không phân biệt dân tộc, nền tảng xã hội, chính trị hay tôn giáo, cùng nhau đem lại hòa bình cho đất nước".
Ngày 5 tháng 2 năm 1971, Ủy ban Phụ nữ đòi quyền sống, Phong trào nhân dân vì quyền tự quyết và Mặt trận nhân dân tranh thủ hòa bình ra một tuyên bố chung tại Sài Gòn kịch liệt lên án Chiến dịch Lam Sơn 719. Việc đưa quân sang Lào cũng vấp phải sự phản đối trong giới chính trị miền Nam.
Ngày 15 tháng 2 năm 1971, 14 tổ chức lớn ở Sài Gòn đã ra một thông cáo chung đòi Mỹ rút toàn bộ quân đội khỏi Đông Dương và kết thúc mọi hành động mở rộng chiến tranh và ngăn cản tái lập hòa bình. Hầu như hàng ngày báo chí đều đưa tin về việc xe ô tô của quân đội Mỹ bị đốt cháy trên đường phố Sài Gòn.
Ngày 19 tháng 5 năm 1972, Tổng thống Thiệu ban bố thiết quân luật. Sau khi ký Hiệp định Hòa bình Paris, Bộ trưởng Ngoại giao Trần Văn Lắm tuyên bố số tù nhân chính trị trong các nhà tù Việt Nam Cộng hòa cao hơn 100.000 người. Tuy nhiên, ngày 8 tháng 3 năm 1973, ông Thiệu khẳng định "Không có tù nhân chính trị nào ở miền Nam Việt Nam – chỉ có những tội phạm người Cộng sản hoặc tội phạm khác".

## Hậu quả chiến tranh
| Năm       | Mỹ     | Việt Nam Cộng hòa                                              |
| --------- | ------ | -------------------------------------------------------------- |
| 1956–1959 | 4      | Không rõ                                                       |
| 1960      | 5      | 2,223                                                          |
| 1961      | 16     | 4,004                                                          |
| 1962      | 53     | 4,457                                                          |
| 1963      | 122    | 5,665                                                          |
| 1964      | 216    | 7,457                                                          |
| 1965      | 1,928  | 11,242                                                         |
| 1966      | 6,350  | 11,953                                                         |
| 1967      | 11,363 | 12,716                                                         |
| 1968      | 16,899 | 27,915                                                         |
| 1969      | 11,780 | 21,833                                                         |
| 1970      | 6,173  | 23,346                                                         |
| 1971      | 2,414  | 22,738                                                         |
| 1972      | 759    | 39,587                                                         |
| 1973      | 68     | 27,901                                                         |
| 1974      | 1      | 31,219                                                         |
| 1975      | 62     | Không rõ                                                       |
| Sau 1975  | 7      | Không rõ                                                       |
| Tổng      | 58,220 | Ít nhất là 254.256 (chưa tính trong các năm 1956-1959 và 1975) |

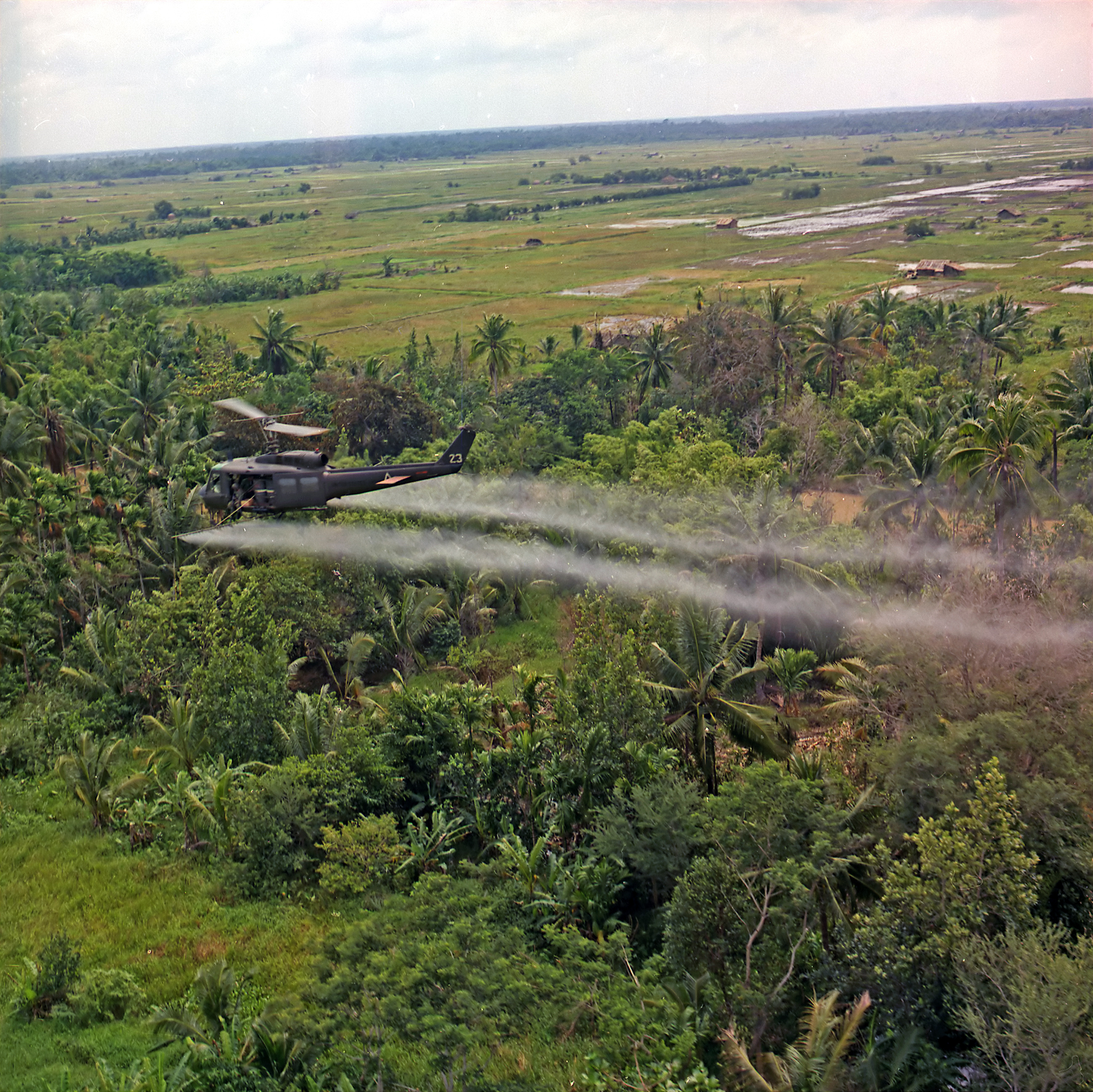
Miền Nam Việt Nam, Đồng bằng sông Cửu Long: Một trực thăng UH-1D của Đại đội Không quân 336 của Không lực Mỹ rải chất độc da cam lên một vùng rừng rậm. Ngày 26 tháng 7 năm 1969

Chiến tranh Việt Nam là cuộc chiến gây nhiều tàn phá nhất, thiệt hại nhân mạng nhiều nhất trong lịch sử Việt Nam và gây chia rẽ sâu sắc về chính trị cũng như tác động xấu đến kinh tế đối với cả Việt Nam và Mỹ, cũng như nhiều quốc gia khác trên thế giới.
Tùy theo các thống kê khác nhau, số người Việt Nam bị thiệt mạng trong chiến tranh Việt Nam là từ 2 đến 5 triệu, hàng triệu người khác tàn tật và bị thương. Những người sống sót tiếp tục phải đối mặt với các vấn đề nghiêm trọng và lâu dài về kinh tế, xã hội, môi trường, sức khỏe và tâm lý mà cuộc chiến đã gây ra, trong đó có tỷ lệ dị dạng bẩm sinh cao nhất thế giới. Các vụ hãm hiếp phụ nữ do lính Mỹ và đồng minh thực hiện diễn ra rất thường xuyên trong chiến tranh Việt Nam và ít khi bị trừng phạt, nếu bị xử thì cũng rất nhẹ. Hàng vạn nạn nhân chất độc hóa học tại Việt Nam hiện nay (Xem Chất độc da cam). Một nửa diện tích rừng mưa của Việt Nam bị phá hủy. Mỹ đã rải ở miền Nam Việt Nam 45.260 tấn (khoảng 75 triệu lít) chất độc hóa học, sự tàn phá môi trường do Mỹ gây ra lớn đến mức đã làm phát sinh một từ tiếng Anh mới, ecocide (Xem Ecocide).
Việt Nam đã trở thành đất nước bị ném nhiều bom nhất trong lịch sử thế giới. Số bom mà máy bay Mỹ ném xuống Việt Nam là 7,85 triệu tấn, gấp gần 3 lần tổng số bom mà tất cả các nước đã sử dụng trong Chiến tranh thế giới thứ hai. Tính bình quân mỗi người Việt Nam thời đó phải chịu đựng trên dưới 250 kg bom của Mỹ, trong cái gọi là "chính sách lunarization" (Mặt Trăng hóa). Nếu tính cả bom đạn dùng trên mặt đất (lựu đạn, mìn, đạn pháo, chất nổ...) thì Mỹ đã dùng tổng cộng trên 15,35 triệu tấn bom đạn ở Việt Nam Cơ sở hạ tầng ở cả hai miền Việt Nam bị phá hủy nặng nề. Sau chiến tranh, Việt Nam là một trong những nước có tình trạng ô nhiễm bom, mìn nặng nề nhất trên thế giới. Gần 800.000 tấn bom mìn chưa phát nổ còn sót lại trong lòng đất vẫn tiếp tục gây tai nạn, làm hơn 42.000 người chết, 62.000 người bị thương từ 1975 đến 2014, gây ô nhiễm 6,6 triệu ha đất (chiếm 20% diện tích Việt Nam), khiến chính phủ Việt Nam phải chi mỗi năm khoảng 100 triệu USD để khắc phục hậu quả bom mìn.
Tổng cộng trong 20 năm, Mỹ đã huy động vào cuộc chiến tranh này 6,6 triệu lượt quân nhân Mỹ (chiếm 15% nam thanh niên toàn nước Mỹ) – vào thời điểm cao nhất (năm 1968–1969) có tới 628.000 quân Mỹ hiện diện trên chiến trường – bằng tổng số lục quân của cả năm nước Anh, Tây Ban Nha, Bỉ, Canada, Úc và chiếm 70% tổng số lực lượng lục quân Mỹ lúc bấy giờ, với những sư đoàn thiện chiến nhất như Kỵ binh bay, Tia chớp nhiệt đới, Anh cả đỏ, Thủy quân lục chiến... Cùng với lục quân, Mỹ huy động 60% không quân chiến lược, chiến thuật với 2.300 máy bay, trong đó có 46% pháo đài bay B-52 với hơn 200 chiếc, 42% lực lượng hải quân với hàng trăm tàu chiến trong đó có 15/18 hàng không mẫu hạm, tuần dương hạm, 3.000 xe tăng – xe thiết giáp; 2.000 khẩu pháo hạng nặng từ 120 đến 175mm. Ngoài ra, Mỹ đã đổ tiền của xây dựng Quân lực Việt Nam Cộng hòa với trang bị 1.800 máy bay, 2.000 xe tăng – thiết giáp, 1.500 khẩu pháo, 2 triệu khẩu súng các loại, 50.000 xe cơ giới quân sự, hàng trăm tàu, thuyền chiến đấu.
Cuộc chiến ở Việt Nam đã gây tổn thất nặng cho lực lượng không quân Mỹ. Tổng cộng đã có khoảng 11.000 máy bay các loại của Mỹ đã bị bắn rơi hoặc phá hủy tại Việt Nam, 877 máy bay khác bị Quân đội Nhân dân Việt Nam thu giữ Tổn thất chi tiết theo binh chủng và theo chủng loại máy bay bao gồm:
- Không quân Mỹ: 2.251 máy bay và 110 trực thăng bị phá hủy[406]
- Không quân hải quân Mỹ: 859 máy bay và 32 trực thăng bị phá hủy;
- Không quân thủy quân lục chiến Mỹ: 193 máy bay và 270 trực thăng bị phá hủy;
- Không quân lục quân Mỹ: 362 máy bay và 5.086 trực thăng bị phá hủy;
- Không quân Việt Nam Cộng hòa (toàn bộ trang bị do Mỹ cung cấp): ~2.500 máy bay và trực thăng bị phá hủy hoặc thu giữ (bao gồm 877 máy bay bị Quân đội Nhân dân Việt Nam thu giữ vào năm 1975)
- Tính theo tỷ lệ, loại máy bay chịu thiệt hại nặng nhất của Mỹ là trực thăng: ít nhất 5.607 chiếc đã bị phá hủy (chiếm gần 50% lực lượng), 2.165 phi công trực thăng tử trận[407], đó là chưa tính đến khoảng 1.500 – 2.000 trực thăng của Không quân Việt Nam Cộng hòa (do Mỹ trang bị) cũng bị phá hủy hoặc thu giữ.
- Ngoài ra, 578 máy bay không người lái các loại của Mỹ bị phá hủy[408]

Đối với Mỹ, Chiến tranh Việt Nam đã thành một chương buồn trong lịch sử của họ. 5 đời Tổng thống Mỹ với 4 chiến lược chiến tranh tại Việt Nam lần lượt phá sản. Quân đội Mỹ giảm hẳn hoạt động tại nước ngoài trong suốt 15 năm, cho tới khi Chiến tranh Vùng vịnh nổ ra. 58.220 lính Mỹ đã chết và 305.000 thương tật (trong đó 153.303 bị tàn phế nặng, trong đó 23.114 bị tàn phế hoàn toàn). Ngoài số thương tích về thể xác, khoảng 700.000 lính Mỹ trong số 2,7 triệu lính từng tham chiến tại Việt Nam bị mắc các chứng rối loạn tâm thần, thông thường được gọi là "Hội chứng Việt Nam", thêm vào đó là khoảng 10% số lính Mỹ khi trở về nước đã nghiện ma túy trong những ngày ở Việt Nam. Khoảng 70.000 tới 300.000 cựu binh Mỹ đã tự sát sau khi trở về từ Việt Nam. Sự cay đắng của các cựu binh tuổi thanh niên này góp phần tạo nên Hippie, một trào lưu đầy nổi loạn, phủ nhận xã hội công nghiệp phương Tây, quay trở về với thiên nhiên, chống chiến tranh, cổ vũ tự do tình dục và những giá trị như bình đẳng, hòa bình và tình yêu... trong thanh niên Mỹ trong suốt 20 năm. Nhiều năm sau chiến tranh, hàng trăm ngàn quân nhân và cố vấn Mỹ đã bị ung thư hoặc sinh con bị dị tật do đã tiếp xúc với chất độc da cam.
Sau thất bại ở Việt Nam, Tổng thống Richard Nixon nhìn nhận: 
| “ | Chưa bao giờ trong lịch sử nước Mỹ, có nhiều nguồn lực như vậy đã bị sử dụng một cách kém hiệu quả như trong chiến tranh ở Việt Nam. Cuộc chiến tranh đối chọi giữa một siêu cường hạt nhân với tổng sản lượng quốc dân 500 tỷ USD, một lực lượng vũ trang trên một triệu người và dân số 180 triệu chống lại một cường quốc quân sự nhỏ với tổng sản lượng quốc dân chưa được 2 tỷ USD, một đội quân 250.000 người và một số dân chỉ có 16 triệu | ” |

Đại tướng Maxwell D. Taylor, cố vấn đặc biệt của Tổng thống Johnson, từng chỉ huy quân viễn chinh Mỹ ở Việt Nam đã khái quát:
| “ | Tất cả chúng ta đều có phần của mình trong thất bại của Mỹ ở Việt Nam và chẳng có gì là tốt đẹp cả. Chúng ta (nước Mỹ) không hề có một anh hùng nào trong cuộc chiến tranh này mà toàn là những kẻ ngu xuẩn. Chính tôi cũng nằm trong số đó | ” |

## Việt Nam và Mỹ sau cuộc chiến

### Việt Nam
Bước ra sau chiến tranh, cùng với niềm tự hào đã chiến thắng "siêu cường số một" thế giới, Việt Nam đã có được thống nhất và độc lập – mục tiêu mà nhiều thế hệ người Việt đã đấu tranh suốt từ thời Pháp thuộc. Chiến thắng của họ cũng góp phần đưa đến chiến thắng của những người cộng sản ở Lào và Campuchia, thành lập Cộng hòa dân chủ nhân dân Lào và Campuchia Dân chủ, mở rộng phe xã hội chủ nghĩa do các đảng cộng sản lãnh đạo.
Sau chiến tranh, Việt Nam phải tiếp quản những di sản nặng nề mà Mỹ để lại, không chỉ về kinh tế mà còn về văn hóa – xã hội. Nhà văn đoạt giải Nobel Gabriel Garcia Marquez đã đến thăm Việt Nam vào giữa tháng 7 năm 1979 mô tả:
Dưới thời Mỹ chiếm đóng, Sài Gòn không còn giữ được bản sắc văn hóa của mình, trở thành một "thiên đường nhân tạo" được bao bọc bởi quân đội và sự viện trợ của Mỹ, của hàng tấn đồ tiếp tế. Người dân thành phố ảo tưởng rằng đó là đời sống thực của họ. Vì thế, chiến tranh kết thúc khiến người dân trở nên lạc lõng và xa rời thực tế, để rồi 4 năm sau khi người Mỹ cuối cùng rút đi, họ không thể gượng dậy được.
Cái giá cho sự cuồng nhiệt này là hết sức kinh ngạc: toàn miền Nam có 360.000 người tàn tật, 1 triệu quả phụ, 500.000 gái điếm, 500.000 con nghiện ma túy, 1 triệu người mắc bệnh lao và hơn 1 triệu lính thuộc chế độ cũ, tất cả đều lạc lõng trong xã hội mới. Khoảng 10% dân số Sài Gòn bị mắc bệnh hoa liễu nặng (do lây từ gái điếm) và có 4 triệu người mù chữ trên khắp miền nam. Không có gì lạ nếu tìm thấy trên những con phố nhiều trẻ em lang thang phạm tội và cũng không lạ nếu xuất hiện những trẻ em với mái tóc nâu vàng, mắt xanh mũi lõ, da đen, những đứa trẻ đã bị cha của chúng bỏ rơi.
Những nỗ lực hàn gắn vết thương chiến tranh của Việt Nam bắt đầu ngay sau ngày giải phóng. Hệ thống nông nghiệp và giao thông được xây dựng lại nhanh nhất có thể. Một hệ thống trường cấp tốc được thành lập. Y tế xã hội hóa phòng bệnh được tổ chức và quá trình giáo dục gái mại dâm hoàn lương (phục hồi nhân phẩm), trẻ mồ côi và người nghiện bắt đầu diễn ra. Không có cuộc tắm máu nào cả như phía Mỹ dự đoán. Trái lại, Việt Nam đã nỗ lực giúp quân nhân chế độ cũ và giới tư sản không kinh doanh hòa nhập với xã hội mới. Nhiều việc làm mới được tạo ra để giải quyết công việc cho hơn 3 triệu người thất nghiệp.
Mặc dù thế, nhiều khó khăn lớn và cấp bách vẫn tồn tại, bất chấp mọi nỗ lực, sự kiên nhẫn và hy sinh của họ. Sự thật là Việt Nam thiếu nguồn lực để có thể giải quyết một thảm họa lớn và nhiều vấn đề như vậy. Chiến dịch Phượng Hoàng của CIA đã sát hại nhiều nhân tài và thay thế bằng một bộ máy tham nhũng của chế độ cũ. Hơn nữa, tổng thống lúc đó, Gerald Ford, đã không thực hiện lời hứa của nước Mỹ đưa ra trong các thỏa thuận Paris năm 1973 là bồi thường chiến tranh cho Việt Nam hơn 3 tỷ USD trong vòng hơn 5 năm. Chưa kể chính quyền Jimmy Carter cản trở những nỗ lực của Việt Nam nhằm nhận được cứu trợ của quốc tế.
Ngay sau khi chiến tranh kết thúc, Việt Nam đã phải chịu mối đe dọa mới từ quân Khmer Đỏ tại Campuchia. Khmer Đỏ đã bắt đầu tấn công Việt Nam chỉ 4 ngày sau khi chiến tranh kết thúc và lính Mỹ cuối cùng rút khỏi miền Nam. Ngày 4 tháng 5 năm 1975, một toán quân Khmer Đỏ đột kích đảo Phú Quốc, sáu ngày sau quân Khmer Đỏ đánh chiếm và hành quyết hơn 500 dân thường ở đảo Thổ Chu. Xung đột ở biên giới xảy ra liên tục trong các năm 1977 và 1978. Bên cạnh nhiều cuộc đột kích nhỏ, Khmer Đỏ tiến hành hai cuộc tấn công quy mô lớn vào Việt Nam trong giai đoạn 1975-1978. Đến năm 1978, sau khi Khmer Đỏ huy động lực lượng lớn tấn công vào Tây Nam Bộ, Việt Nam quyết định phản công bằng một chiến dịch lớn, tấn công cả vào Campuchia để xử lý dứt điểm mối nguy từ Khmer Đỏ. Ngay lập tức, Trung Quốc (đồng minh của Khmer Đỏ) huy động hàng chục vạn quân tấn công vào miền Bắc Việt Nam, gây ra Chiến tranh biên giới Việt-Trung, 1979. Hai cuộc chiến này kéo dài tới năm 1989 mới chấm dứt.
Ngoài ra, các tài liệu của Mỹ được tiết lộ gần đây cho hay, trước năm 1975, họ đã hỗ trợ phong trào ly khai của các dân tộc thiểu số tại Tây Nguyên thành lập 5 trại huấn luyện, chiêu mộ 3.000 thanh niên người dân tộc tổ chức thành Mặt trận FULRO với mục tiêu đòi độc lập cho vùng này. Năm 1965, cuộc nổi dậy của FULRO thất bại và bị quân đội Việt Nam Cộng Hòa đàn áp, 4 lãnh đạo bị tòa án xử tử hình và bị hành hình công khai, 15 người khác bị án tù, nhưng phong trào vẫn chưa bị triệt hạ hẳn. Tháng 4 năm 1975, một nhóm ủng hộ FULRO điều đình và thỏa thuận với các quan chức Mỹ sẽ tiếp tục chiến đấu chống lại chính phủ mới tại miền Nam Việt Nam. Kể từ đó, sau năm 1975, những thành viên FULRO chạy trốn sang Campuchia đã liên kết với Khmer Đỏ để tiến hành chiến tranh du kích chống chính phủ Việt Nam. Hai cuộc chiến tranh liên tiếp và các vụ đột kích của FULRO đã buộc Việt Nam phải tiếp tục duy trì một đội quân thường trực đông đảo để đối phó với những mối nguy hiểm vẫn tiếp tục hiện hữu, cùng với đó là một lượng lớn ngân sách phải dành cho quốc phòng thay vì đầu tư cho kinh tế, khiến nền kinh tế Việt Nam bị ảnh hưởng nặng nề.
Về kinh tế, sau chiến tranh, Việt Nam gặp phải nhiều khó khăn. Sự rập khuôn cứng nhắc của mô hình kinh tế – chính trị Liên Xô và Trung Quốc; thiên tai, lệnh cấm vận của Mỹ; bom mìn còn sót lại chưa nổ, sự ô nhiễm do chất độc da cam; 2 cuộc chiến tranh biên giới Tây Nam và chiến tranh biên giới phía Bắc nổ ra; tất cả đều góp phần vào các vấn đề thời hậu chiến của đất nước. Những điểm yếu về kinh tế, xã hội do rập khuôn theo mô hình xã hội chủ nghĩa của Liên Xô đã nhanh chóng phát tác trầm trọng (những điểm mà trong thời chiến dân chúng còn tạm chấp nhận).
Ngày 4 tháng 9 năm 1975, Chính phủ Cách mạng lâm thời Cộng hòa Miền Nam Việt Nam tiến hành Chiến dịch cải tạo tư sản miền Nam lần I. Ngày 15 tháng 7 năm 1976, Bộ Chính trị Đảng Lao động Việt Nam ra Nghị quyết 254/NQ/TW về những công tác trước mắt ở miền Nam, hoàn thành việc xoá bỏ giai cấp tư sản mại bản, tiến hành cải tạo công thương nghiệp tư bản tư doanh. Tháng 12 năm 1976, chính phủ Cộng hòa Xã hội chủ nghĩa Việt Nam tiến hành Chiến dịch cải tạo tư sản lần 2. Tiếp theo, Hội nghị Bộ Chính trị Đảng Cộng sản Việt Nam tháng 3 năm 1977 quyết định hoàn thành về cơ bản nhiệm vụ cải tạo xã hội chủ nghĩa đối với công thương nghiệp tư bản tư doanh miền Nam trong 2 năm 1977-1978. Nhà nước đã quốc hữu hoá và chuyển thành xí nghiệp quốc doanh đối với các xí nghiệp công quản và xí nghiệp "tư sản mại bản", tư sản bỏ chạy ra nước ngoài. Có 1.354 cơ sở với 130.000 công nhân được quốc hữu hoá, bằng 34% số cơ sở và 55% số công nhân. Thành lập xí nghiệp hợp tác xã, gia công, đặt hàng: 1.600 cơ sở với trên 70.000 công nhân, chiếm 45% số cơ sở và khoảng 30% số công nhân trên toàn miền Nam. Số cơ sở công nghiệp tư bản tư doanh còn lại chiếm khoảng 6% về cơ sở và 5% về công nhân, trong tổng số xí nghiệp công nghiệp tư doanh. Trong năm 1976, "tư sản mại bản" và tư sản lớn trong công nghiệp miền Nam bị xoá bỏ. Năm 1978, nhà nước hoàn thành căn bản cải tạo tư sản công nghiệp loại vừa và nhỏ ở miền Nam, xoá bỏ việc người Hoa kiểm soát nhiều ngành công nghiệp. Đến tháng 5 năm 1979, tất cả các xí nghiệp công quản lúc đầu ở miền Nam đều đã được chuyển thành xí nghiệp quốc doanh. Trong những năm 1977–1978, việc cải tạo các ngành nghề tiểu thủ công nghiệp miền Nam được thực hiện. Tiểu thủ công nghiệp được tổ chức lại và đưa vào hợp tác xã. Tới cuối năm 1985, số cơ sở tiểu thủ công nghiệp miền Nam đã có 2.937 hợp tác xã chuyên nghiệp, 10.124 tổ sản xuất chuyên nghiệp, 3.162 hợp tác xã nông nghiệp – tiểu thủ công nghiệp, 529 hợp tác xã và 920 hộ tư nhân cá thể.
Sau khi thống nhất, chính quyền Việt Nam cũng tiến hành cải tạo văn hóa. Có những đợt thanh lọc, tiêu hủy các sách báo bị xếp loại văn hóa phẩm khiêu dâm, đồi trụy tại miền Nam. Từ tháng 9 năm 1975, nhà chức trách đã ấn định danh mục sách bị cấm, có nơi sách báo trong danh mục cấm bị gom lại và đốt ngoài đường. Theo tường trình của Tạp chí Cộng sản, tháng 6 năm 1981, trong cuộc truy quét khác, chính quyền tịch thu ba triệu ấn phẩm, trong đó có hơn 300.000 đầu sách và tạp chí. Riêng ở Sài Gòn thu được 60 tấn sách vở các loại. Bên cạnh đó, chính quyền tổ chức các lớp học miễn phí nhằm xóa mù chữ cho người dân, lập các trạm y tế, đồng thời thành lập các hội phụ nữ, hội công nhân, công đoàn...
Ngày 18 tháng 4 năm 1975, Ban Bí thư Đảng Lao động Việt Nam ra Chỉ thị 218/CT-TW: "Đối với sĩ quan, tất cả đều phải tập trung giam giữ quản lý, giáo dục và lao động; sau này tùy sự tiến bộ sẽ phân loại và sẽ có chính sách giải quyết cụ thể. Những người có chuyên môn kỹ thuật (kể cả lính và sĩ quan) mà ta cần thì có thể dùng vào từng việc trong một thời gian nhất định, nhưng phải cảnh giác và phải quản lý chặt chẽ, sau này tuỳ theo yêu cầu của ta và tuỳ theo sự tiến bộ của từng người mà có thể tuyển dụng vào làm ở các ngành ngoài quân đội. Đối với những phần tử ác ôn, tình báo an ninh quân đội, sĩ quan tâm lý, bình định chiêu hồi, đầu sỏ đảng phái phản động trong quân đội, thì bất kể là lính, hạ sĩ quan hay sĩ quan đều phải tập trung cải tạo dài hạn, giam giữ riêng ở nơi an toàn và quản lý chặt chẽ".
Sau ngày 30 tháng 4 năm 1975, chính quyền mới yêu cầu sĩ quan quân đội và viên chức Việt Nam Cộng hòa phải ra trình diện. Tuy nhiên, số tàn quân của quân đội Việt Nam Cộng hòa tan rã tại chỗ khá đông, một số vẫn tiếp tục lẩn trốn và tìm cách chống lại chính quyền mới (ném lựu đạn, ném đá vào rạp hát, cắm cờ Việt Nam Cộng hòa, dán khẩu hiệu ở thị xã, thị trấn, đặt chướng ngại vật gây tai nạn trên đường, lập các nhóm gây rối trật tự trị an...). Một số còn thu thập nhân lực, chôn giấu vũ khí, xây dựng kế hoạch hoạt động vũ trang để lập vùng ly khai. Để giải quyết lo ngại về an ninh, tháng 6 năm 1975, Chính phủ Cộng hòa miền Nam Việt Nam ra thông cáo bắt buộc sĩ quan quân đội và viên chức thuộc chế độ Việt Nam Cộng hòa đi học tập cải tạo với thời hạn từ vài ngày đến vài năm (thời hạn thường tăng theo cấp bậc, sĩ quan bậc thấp như thiếu úy thường là vài ngày, trong khi các viên chức cấp cao nhất có người bị giam giữ hơn 10 năm). Để phân định và có chính sách đối xử thỏa đáng, Chính phủ cũng phân biệt rõ "những công chức làm việc cho địch vì hoàn cảnh, vì đồng lương thì không coi là ngụy quyền". Sau năm 1975 ở miền Nam có hơn 1.000.000 người thuộc diện phải ra trình diện. Theo Phạm Văn Đồng, con số người phải trải qua học tập cải tạo là hơn 200.000 trong tổng số 1 triệu người ra trình diện. Tính đến năm 1980 thì chính phủ Việt Nam công nhận còn 26.000 người còn giam trong trại, tuy nhiên một số quan sát viên ngoại quốc ước tính khoảng 100.000 đến 300.000 vẫn bị giam. Ngược lại, một số quan chức Việt Nam Cộng hòa đã cộng tác với chính phủ Cách mạng lâm thời được giữ chức vụ trong chính phủ mới như Nguyễn Hữu Hạnh... Khi chiến tranh biên giới Tây Nam nổ ra, một số cựu binh sĩ Việt Nam Cộng hòa đã được Quân đội Nhân dân Việt Nam gọi tái ngũ để giúp vận hành các loại vũ khí thu được do Mỹ sản xuất.
Mặt khác, căng thẳng ngoại giao với Trung Quốc và các sự kiện liên quan (như vụ việc treo ảnh Mao Trạch Đông và cờ Trung Quốc tại Chợ Lớn) khiến Chính phủ Việt Nam tập trung vào một đối tượng khác là người gốc Hoa. Chính phủ đưa ra thời hạn để người gốc Hoa đăng ký nhập tịch Việt Nam, những người gốc Hoa không chịu đăng ký quốc tịch Việt Nam bị mất việc và giảm tiêu chuẩn lương thực, tất cả các tờ báo tiếng Trung Quốc, trường học dành riêng cho người Hoa bị đóng cửa. Các vấn đề về tù binh và Hoa kiều đã được chính phủ Việt Nam xem là một thử thách đối với chủ quyền quốc gia hơn là một vấn đề nội bộ đơn giản. Trong năm 1978, chính phủ Việt Nam quyết định thực hiện chính sách cải tạo tư sản công nghiệp, các doạnh nghiệp tư nhân bị quốc hữu hóa, trong đó có khoảng 30.000 doanh nghiệp của Hoa kiều. Trên danh nghĩa, chính sách này thực hiện với cả người Việt và người Hoa, nhưng trên thực tế, tư sản người Hoa là nạn nhân chính. Chính quyền cũng tiếp quản cơ sở tổng hội quán người Hoa, bệnh viện Sùng Chính (đầu năm 1976) và 5 bệnh viện khác của 5 bang vào tháng Giêng 1978, đóng cửa 11 tờ báo Hoa ngữ. Khối lãnh đạo người Hoa ở Việt Nam xem như không còn hiện hữu và việc người Hoa kiểm soát nhiều ngành công nghiệp bị xóa bỏ.
Những biến cố cả khách quan lẫn chủ quan về chính trị và kinh tế đã tạo nên làn sóng những người vượt biên. Theo số liệu của Cao ủy Liên Hợp Quốc về người tị nạn, trong khoảng thời gian 1975-1995 đã có 849.228 người vượt biên bằng đường biển và đường bộ. Nhiều người đã chết dọc đường do thiếu ăn, bệnh tật, cướp biển hoặc bão tố. Trong số những người vượt biên, một tỷ lệ lớn là người Hoa, họ vượt biên khỏi Việt Nam do lo sợ chiến tranh nổ ra giữa Việt Nam và Trung Quốc, do chính sách cải tạo công thương nghiệp đối với tư nhân của nhà nước Việt Nam và bởi các hoạt động tuyên truyền từ chính phủ Trung Quốc. Trong những năm 1978-1989, 2/3 trong số những người vượt biên bằng đường biển từ Việt Nam là người gốc Hoa, thêm vào đó là khoảng 250.000 người Hoa vượt biên sang Trung Quốc qua biên giới phía Bắc từ tháng 4 năm 1978 đến mùa hè năm 1979.
Thêm vào đó, nền kinh tế Việt Nam còn chịu hao tổn nặng nề do cuộc xung đột kéo dài tại biên giới với Trung Quốc, do các cuộc tấn công vào Tây Nam Bộ của quân Khmer Đỏ và do việc đóng quân quá lâu (hơn 10 năm) ở Campuchia sau chiến tranh biên giới Tây Nam. Sau 10 năm thống nhất, tiến hành đổi mới cho Việt Nam là tất yếu và sống còn.

### Mỹ
Nền chính trị và mối liên kết giữa chính phủ Mỹ và người dân bị cuộc chiến làm chia rẽ nghiêm trọng. Mỹ đã tốn 676 tỷ USD cho cuộc chiến (tính theo giá trị USD của năm 2004, chưa tính các khoản chi tiêu gián tiếp khác), mức hao tổn này chỉ đứng sau chi phí của Mỹ trong Chiến tranh thế giới thứ hai (1.200 tỷ USD, tính theo thời giá năm 2007). Một tính toán khác cho thấy Chính phủ Mỹ đã phải tiêu tốn 950 tỷ USD (thời giá 2011) chiến phí, nếu tính cả chi phí cho cựu chiến binh thì nước Mỹ đã tốn kém tới 1.200-1.800 tỷ USD cho cuộc chiến tại Việt Nam. Nếu đem so sánh độ tốn kém của chiến tranh Việt Nam với các chương trình có tính chất tiêu biểu mà chính phủ nước Mỹ đã thực hiện, thì Việt Nam vẫn nổi lên một lần nữa là một trong những công cuộc đắt tiền nhất trong lịch sử nước Mỹ. Toàn bộ hệ thống đường sá giữa các bang chỉ tiêu tốn 53 tỷ USD (năm 1972), chương trình vũ trụ đưa người lên Mặt Trăng của Mỹ cũng chỉ tốn 25 tỷ USD.
Việc Mỹ phải liên tục in tiền để trả chiến phí cho Chiến tranh Việt Nam đã góp phần khiến USD mất giá và tăng lạm phát, kéo theo sự sụp đổ của Hệ thống Bretton Woods (hệ thống tỷ giá cố định mà Ngân hàng Trung ương Mỹ ấn định cho USD). Trong cuộc chiến tranh, nhằm đáp ứng yêu cầu của các nỗ lực chiến tranh, các nhà máy sản xuất hàng tiêu dùng được chuyển đổi để sản xuất thiết bị quân sự, gây ra sự sụt giảm hàng hóa, do đó làm tổn thương nền kinh tế. Sự hao tổn chiến phí đã làm thâm hụt ngân sách tăng cao, góp phần đẩy nền kinh tế Mỹ vào một thập niên 1970 suy thoái kinh tế đầy u ám.
41 năm sau chiến tranh, tổng thống Mỹ Barack Obama đã phát biểu về bài học mà Mỹ rút ra trong chiến tranh Việt Nam:
| “ | Chúng ta (Việt Nam và Mỹ) là 2 nước độc lập và dù lớn hay nhỏ cũng đều có chủ quyền của mình, phải được tôn trọng tuyệt đối. Nước lớn không thể "ăn hiếp" nước nhỏ... Bài học của chúng ta trong chiến tranh, trong quá khứ cũng là bài học của cả nhân loại. Những chân giá trị của hòa bình đã được chỉ ra. Chúng ta cũng thấy một điều có tính nguyên lý là độc lập, không một quốc gia nào có thể áp đặt ý chí lên Việt Nam và số phận của Việt Nam là do người dân Việt Nam quyết định. | ” |

### Bình thường hóa quan hệ Việt Nam – Hoa Kỳ
Ngày 2/7/1993, trước Quốc khánh Hoa Kỳ 2 ngày, Hoa Kỳ tuyên bố không ngăn cản các nước khác cho Việt Nam vay trả nợ tổ chức tài chính quốc tế. Ngày 3/2/1994, đúng ngày thành lập Đảng Cộng sản Việt Nam, Hoa Kỳ chính thức gỡ bỏ lệnh cấm vận thương mại đơn phương áp lên Việt Nam. Ngày 11/7/1995, 1 tuần sau Quốc khánh Hoa Kỳ, Hoa Kỳ tuyên bố bình thường hóa quan hệ ngoại giao với Việt Nam. Tháng 7/1997, hai nước chính thức trao đổi Đại sứ với nhau. Ngày 24/5/2016, Hoa Kỳ chính thức gỡ bỏ cấm vận vũ khí sát thương đối với Việt Nam.
Việt Nam và Hoa Kỳ từ chỗ là kẻ thù đã trở thành Đối tác toàn diện của nhau khi tổng kim ngạch xuất nhập khẩu hai chiều Việt Nam – Mỹ năm 2019 đạt mức 75,6 tỉ USD, mức rất cao nếu so với con số 450 triệu USD vào thời điểm hai nước bình thường hoá quan hệ ngoại giao...Mỹ đã tích cực hỗ trợ Việt Nam khắc phục hậu quả chiến tranh, nâng cao năng lực lực lượng cảnh sát biển, hỗ trợ lực lượng gìn giữ hòa bình quốc tế của Việt Nam. Việt Nam, Mỹ cùng các nước tích cực hợp tác duy trì tự do hàng hải và thực thi Công ước Luật biển của Liên Hợp Quốc UNCLOS 1982 tại khu vực Biển Đông.

## Vũ khí sử dụng trong Chiến tranh Việt Nam
Chiến tranh Việt Nam là một chiến tranh ác liệt với quy mô lớn kéo dài gần 20 năm. Đây cũng là lần đầu tiên, hậu quả tàn khốc của vũ khí được xuất hiện trên TV của các nước tiên tiến.
Mỹ đã áp dụng hầu hết các vũ khí tân tiến nhất thời đó (chỉ trừ vũ khí hạt nhân). Một loạt các loại vũ khí đã được sử dụng bởi các quân đội khác nhau hoạt động trong Chiến tranh Việt Nam, bao gồm các đội quân của Việt Nam Dân chủ Cộng hòa (Quân đội Nhân dân Việt Nam) và Mặt trận Dân tộc Giải phóng miền Nam Việt Nam (Quân Giải phóng miền Nam Việt Nam); tất cả các đơn vị của quân đội Mỹ; các đồng minh của họ là Quân lực Việt Nam Cộng hòa (QLVNCH), Hàn Quốc, Úc, New Zealand, Thái Lan và Philippines.
Gần như tất cả các lực lượng liên minh, bao gồm Quân lực Việt Nam Cộng hòa và Úc được trang bị vũ khí của Mỹ, một số trong đó, chẳng hạn như M16, đã được dùng để thay thế các loại vũ khí có niên đại từ Chiến tranh thế giới thứ 2. Quân đội Nhân dân Việt Nam và Quân Giải phóng miền Nam Việt Nam, thì thừa kế một bộ sưu tập vũ khí của Mỹ, Pháp và Nhật Bản từ Chiến tranh thế giới thứ II và Chiến tranh Đông Dương (ví dụ như Arisaka 99 của Nhật), nhưng phần lớn được vũ trang và cung cấp bởi Trung Quốc, Liên Xô và của các nước Xã hội chủ nghĩa khác. Một số vũ khí, như K-50M (một biến thể PPsh-41) và phiên bản "tự chế" của RPG-2 đã được Quân đội Nhân dân Việt Nam tự sản xuất tại Việt Nam. Ngoài ra, do thiếu vũ khí, lực lượng du kích và Quân Giải phóng miền Nam Việt Nam còn sử dụng một số vũ khí tự chế từ xưa như cung, nỏ, bẫy chông... Thậm chí, tài liệu Mỹ đã ghi nhận những trường hợp trực thăng của họ bị bắn rơi bởi cung nỏ của du kích Việt Nam.
Năm 1969, quân đội Mỹ đã xác định được 40 loại súng trường, 22 loại súng máy, 17 loại súng cối, 20 súng trường không giật hoặc các loại ống phóng tên lửa, chín loại vũ khí chống tăng và 14 vũ khí phòng không được sử dụng bởi quân đội mặt đất của tất cả các bên. Ngoài ra lực lượng của Mỹ có 24 loại xe bọc thép và pháo tự hành và 26 loại pháo và ống phóng tên lửa 
Qua 20 năm, tổng lượng vũ khí mà Quân đội Nhân dân Việt Nam và Quân Giải phóng miền Nam Việt Nam sử dụng nếu quy đổi thành tiền là khoảng 3,5 tỉ USD Trong khi đó, tổng lượng vũ khí mà quân đội Mỹ sử dụng có giá trị khoảng 141 tỷ USD, cùng với 16 tỷ USD vũ khí được Mỹ viện trợ cho Quân lực Việt Nam Cộng hòa, tổng cộng là 157 tỷ USD (chưa kể khoản chiến phí của Hàn Quốc, Úc, New Zealand, Thái Lan cũng do Mỹ chi trả)

## Chiến tranh Việt Nam trong văn hoá đại chúng
Chiến tranh Việt Nam là đề tài cho rất nhiều sách, phim ảnh, trò chơi từ nhiều năm qua từ khi nó kết thúc.

### Sách
- Trong bộ truyện tranh Watchmen, Tổng thống Richard Nixon đã mời tiến sĩ siêu nhân Manhattan can thiệp vào Chiến tranh Việt Nam và giúp quân đội Mỹ giành chiến thắng. Việt Nam sau đó trở thành tiểu bang thứ 51 của Mỹ.

### Phim
- Trong bộ phim Forrest Gump, nhân vật chính là một người thiểu năng trí tuệ. Tuy vậy, khi sang Việt Nam chiến đấu, anh lại trở thành anh hùng khi cứu được trung đội trưởng thoát chết sau một trận đánh. Khi trở về, anh lại tham gia phong trào chống Chiến tranh Việt Nam cùng người yêu. Bộ phim đã kể lại một giai đoạn đầy biến động trong lịch sử nước Mỹ qua góc nhìn ngây thơ và trong sáng của một người chỉ có IQ = 75.
- Phim Sinh ngày 4 tháng 7, nhân vật chính là một cựu binh Mỹ bị thương và liệt nửa người. Khi về nước, anh trở thành một người dẫn đầu phong trào phản đối chiến tranh của cựu binh Mỹ.

### Trò chơi điện tử
- Air Conflicts: Vietnam
- Battlefield Vietnam
- Call of Duty: Black Ops (2010)
- Call of Duty: Black Ops Cold War (2020)
- Vietcong 1 và 2
- Rising Storm 2: Vietnam
- Far Cry 5: Hours of Darkness
- Men of War: Vietnam

### Tiếng Việt
- Chung một bóng cờ (nhiều tác giả), Hà Nội: Nhà xuất bản Chính trị Quốc gia, 1995.
- Đỗ Mậu, Hồi ký Hoành Linh Đỗ Mậu – Tâm sự tướng lưu vong, Hà Nội: Nhà xuất bản Công an Nhân dân, 2001.
- Hồ Khang, Tết Mậu Thân 1968: Bước ngoặt lớn của cuộc kháng chiến chống Mỹ cứu nước, Hà Nội: Nhà xuất bản Quân đội Nhân dân, 2005.
- Những nguồn viện trợ cho Cách mạng VN từ các nước Xã hội Chủ nghĩa Lưu trữ ngày 15 tháng 4 năm 2005 tại Wayback Machine
- Nguyễn Đức Phương, Chiến tranh Việt Nam Toàn Tập, Toronto, Ontario: Nhà xuất bản Làng Văn, 2001.
- Kinh nghiệm giải quyết vấn đề ruộng đất trong cách mạng Việt Nam Ngày 10/6/2003. Cập nhật lúc 20h 34'
- Nghị quyết Hội nghị Trung ương lần thứ 15 (mở rộng) về tăng cường đoàn kết, kiên quyết đấu tranh giữ vững hòa bình, thực hiện thống nhất nước nhà
- Tăng cường đoàn kết nhất trí, tiến tới những thắng lợi mới! (Báo cáo của đồng chí Lê Duẩn về Hội nghị đại biểu các Đảng Cộng sản và Đảng Công nhân ở Mạc Tư Khoa, đọc trước Hội nghị Trung ương lần thứ ba) Ngày 23/12/2003. Cập nhật lúc 23h 31'

### Tiếng Anh
Anderson, David L. (2004). Columbia Guide to the Vietnam War. New York: Columbia University Press. ISBN 978-0231114929.
Angio, Joe. Nixon a Presidency Revealed (2007) The History Channel television documentary
Appy, Christian G. (2006). Vietnam: The Definitive Oral History, Told from All Sides. London: Ebury Press. ISBN 978-0091910112.
Baker, Kevin. "Stabbed in the Back! The past and future of a right-wing myth", Harper's Magazine (June 2006) "Stabbed in the back! The past and future of a right-wing myth (Harper's Magazine)". Truy cập ngày 11 tháng 6 năm 2008.
Berman, Larry (1989). Lyndon Johnson's War: The Road to Stalemate in Vietnam. New York: W. W. Norton & Company. ISBN 978-0393026368.
Blaufarb, Douglas S. (1977). The Counterinsurgency Era: U.S. Doctrine and Performance, 1950 to the Present. New York: Free Press. ISBN 978-0029037003.
Blaufarb Douglas S. The Counterinsurgency Era (1977). A history of the Kennedy Administration's involvement in South Vietnam.
Brigham, Robert K. Battlefield Vietnam: A Brief History. A PBS interactive website.
Brocheux, Pierre (2007). Ho Chi Minh: a biography. Cambridge University Press. tr. 198. ISBN 978-0521850629.
Buckley, Kevin (ngày 19 tháng 6 năm 1972). "Pacification's Deadly Price". Newsweek. Truy cập ngày 5 tháng 8 năm 2008.
Carney, Timothy (1989). "The Unexpected Victory". Trong Karl D. Jackson (biên tập). Cambodia, 1975–1978: Rendezvous with Death. Princeton, NJ: Princeton University Press. tr. 13–35. ISBN 978-0691078076.
Church, Peter, biên tập (2006). A Short History of South-East Asia. ISBN 978-0470821817.
Cooper, Chester L. (1970). The Lost Crusade: America in Vietnam. ISBN 978-0396062417. a Washington insider's memoir of events.
Courtwright, David T. (2005). Sky as Frontier: Adventure, Aviation, and Empire. College Station, TX: Texas A&M University Press. ISBN 978-1585443840.
Crump, Laurien (2015). The Warsaw Pact Reconsidered: International Relations in Eastern Europe, 1955–1969. Oxon: Routledge. ISBN 978-1315732541.
Dennis, Peter; và đồng nghiệp (2008). The Oxford Companion to Australian Military History . Melbourne: Oxford University Press Australia & New Zealand. ISBN 978-0195517842.
DoD (ngày 6 tháng 11 năm 1998). "Name of Technical Sergeant Richard B. Fitzgibbon to be added to the Vietnam Veterans Memorial". Department of Defense (DoD). Bản gốc lưu trữ ngày 20 tháng 10 năm 2013.
Dror, Olga (2018). Making Two Vietnams: War and Youth Identities, 1965–1975. Cambridge University Press. ISBN 978-1108470124.
Duiker, William J. (1981). The Communist Road to Power in Vietnam. Westview Press. ISBN 978-0891587941.
Duncanson, Dennis J. (1968). Government and Revolution in Vietnam. Oxford University Press. OCLC 411221.
Etcheson, Craig (2005). After the Killing Fields: Lessons from the Cambodian Genocide. New York: Praeger. ISBN 978-0275985134.
Fall, Bernard B. (1967). The Two Viet-Nams: A Political and Military Analysis (ấn bản thứ 2). New York: Praeger. ISBN 978-0999141793.
Fincher, Ernest Barksdale (1980). The Vietnam War.
Ford, Harold P. (1998). CIA and the Vietnam Policymakers: Three Episodes, 1962–1968. OCLC 39333058.
Gerdes, Louise I., biên tập (2005). Examining Issues Through Political Cartoons: The Vietnam War. Greenhaven Press. ISBN 978-0737725315.
Gettleman, Marvin E.; Franklin, Jane; Young, Marilyn (1995). Vietnam and America: A Documented History.
Greiner, Bernd (2010). War Without Fronts: The USA in Vietnam. London: Vintage Books. ISBN 978-0099532590.
Healy, Gene (2009). The Cult of the Presidency: America's Dangerous Devotion to Executive Power. Cato Institute. ISBN 978-1933995199.
Herring, George C. (2001). America's Longest War: The United States and Vietnam, 1950–1975 (ấn bản thứ 4). New York: McGraw-Hill. ISBN 978-0072536188.
Hitchens, Christopher. The Vietnam Syndrome.
Kelly, Michael P. (2002). Where We Were in Vietnam. Oregon: Hellgate Press. ISBN 978-1-55571-625-7.
Khong, Yuen Foong (1992). Analogies at War: Korea, Munich, Dien Bien Phu, and the Vietnam Decisions of 1965. Princeton University Press. ISBN 978-0691078465.
Kiernan, Ben (2008). The Pol Pot Regime: Race, Power, and Genocide in Cambodia Under the Khmer Rouge (ấn bản thứ 3). New Haven, Connecticut: Yale University Press. ISBN 978-0300144345.
———; Owen, Taylor. "Bombs over Cambodia" (PDF). The Walrus. Số October 2006. tr. 62–69.
Kolko, Gabriel (1985). Anatomy of a War: Vietnam, the United States, and the Modern Historical Experience. New York: Pantheon Books. ISBN 978-0394747613.
Lawrence, A.T. (2009). Crucible Vietnam: Memoir of an Infantry Lieutenant. Jefferson, North Carolina: McFarland. ISBN 978-0786445172.
Lawrence, Mark Atwood (2008). The Vietnam War: A Concise International History. Oxford University Press. ISBN 978-0195314656.
Lewy, Guenter (1978). America in Vietnam. New York: Oxford University Press. ISBN 978-0195027327.
Logevall, Fredrik (2001). The Origins of the Vietnam War. Harlow: Longman. ISBN 978-0582319189.
——— (2010). "The Indochina wars and the Cold War, 1945–1975". Trong Melvyn P. Leffler; Odd Arne Westad (biên tập). The Cambridge History of the Cold War, Volume II: Crises and Détente. Cambridge: Cambridge University Press. tr. 281–304. ISBN 978-0521837200.
McGibbon, Ian; ed (2000). The Oxford Companion to New Zealand Military History. Auckland: Oxford University Press. ISBN 978-0195583762.
McMahon, Robert J. (1995). Major Problems in the History of the Vietnam War: Documents and Essays.
McNeill, Ian (1993). To Long Tan: The Australian Army and the Vietnam War 1950–1966. St Leonards: Allen & Unwin. ISBN 978-1863732826.
Miller, Edward (2013). Misalliance: Ngo Dinh Diem, the United States, and the Fate of South Vietnam. Harvard University Press. ISBN 978-0-674-07298-5.
Milne, David (2008). America's Rasputin: Walt Rostow and the Vietnam War. New York: Hill & Wang. ISBN 978-0374103866.
Moïse, Edwin E. (1996). Tonkin Gulf and the Escalation of the Vietnam War. Chapel Hill, North Carolina: University of North Carolina Press. ISBN 978-0807823002.
——— (2002). Historical Dictionary of the Vietnam War. Lanham, Maryland: Scarecrow Press. ISBN 978-0810841833.
Moyar, Mark (2006). Triumph Forsaken: The Vietnam War, 1954–1965. New York: Cambridge University Press. ISBN 978-0521869119.
Neale, Jonathan (2001). The American War: Vietnam, 1960–1975. London: Bookmarks. ISBN 978-1898876670.
Neel, Spurgeon (1991). Medical Support of the U.S. Army in Vietnam 1965–1970. Department of the Army. official medical history
Nelson, Deborah (2008). The War Behind Me: Vietnam Veterans Confront the Truth about U.S. War Crimes. Philadelphia, PA: Basic Books. ISBN 978-0465005277.
Nguyen, Duy Lap (2020). The Unimagined Community: Imperialism and Culture in South Vietnam. Manchester University Press. ISBN 978-1-5261-4396-9.
Oberdorfer, Don (2001) [1971]. Tet! The Turning Point in the Vietnam War. Baltimore, MD: Johns Hopkins University Press. ISBN 978-0801867033.
Obermeyer, Ziad; Murray, Christopher J.L.; Gakidou, Emmanuela (2008). "Fifty years of violent war deaths from Vietnam to Bosnia: analysis of data from the world health survey programme". BMJ. Quyển 336 số 7659. tr. 1482–86. doi:10.1136/bmj.a137. PMC 2440905. PMID 18566045.
Palmer, Bruce Jr. (1984). The Twenty-Five Year War. Narrative military history by a senior U.S. general.
Palmer, Dave R. (1978). Summons of Trumpet: U.S.–Vietnam in Perspective. Novato, CA: Presidio Press. ISBN 978-0891415503.
Robbins, Mary Susannah (2007). Against the Vietnam War: Writings by Activists. Lanham, MD: Rowman & Littlefield Publishers. ISBN 978-0742559141.
Roberts III, Mervyn Edwin (2018). The Psychological War for Vietnam, 1960–1968.
Schandler, Herbert Y. (2009). America in Vietnam: The War That Couldn't Be Won. Lanham, MD: Rowman & Littlefield. ISBN 978-0742566972.
Schell, Jonathan. The Time of Illusion (1976).
Schulzinger, Robert D. A Time for War: The United States and Vietnam, 1941–1975 (1997).
Sheehan, Neil (1989). A Bright Shining Lie: John Paul Vann and America in Vietnam. New York: Vintage. ISBN 978-0679724148.
Sorley, Lewis, A Better War: The Unexamined Victories and Final Tragedy of America's Last Years in Vietnam (1999), based upon still classified tape-recorded meetings of top level US commanders in Vietnam, ISBN 0156013096
Spector, Ronald. After Tet: The Bloodiest Year in Vietnam (1992), very broad coverage of 1968.
Stanton, Shelby L. (2003). Vietnam order of battle (ấn bản thứ 2003). Stackpole Books. ISBN 978-0811700719.
Summers, Harry G. On Strategy: A Critical Analysis of the Vietnam War, Presidio press (1982), ISBN 0891415637 (225 pages)
Thayer, Thomas C. (1985). War Without Fronts: The American Experience in Vietnam. Boulder, CO: Westview Press. ISBN 978-0813371320.
Tucker, Spencer. ed. Encyclopedia of the Vietnam War (1998) 3 vol. reference set; also one-volume abridgement (2001).
——— (1999). Vietnam. London: UCL Press. ISBN 978-1857289213.
Tucker, Spencer (2011) [1998]. The Encyclopedia of the Vietnam War: A Political, Social, and Military History. ABC-CLIO. ISBN 978-1851099603.
Turner, Robert F. (1975). Vietnamese Communism: Its Origins and Development. Stanford, CA: Hoover Institution Press. ISBN 978-0817964313.
Turse, Nick (2013). Kill Anything That Moves: The Real American War in Vietnam. New York: Metropolitan Books. ISBN 978-0805086911.